# Beeldenpark van het Kröller-Müller Museum

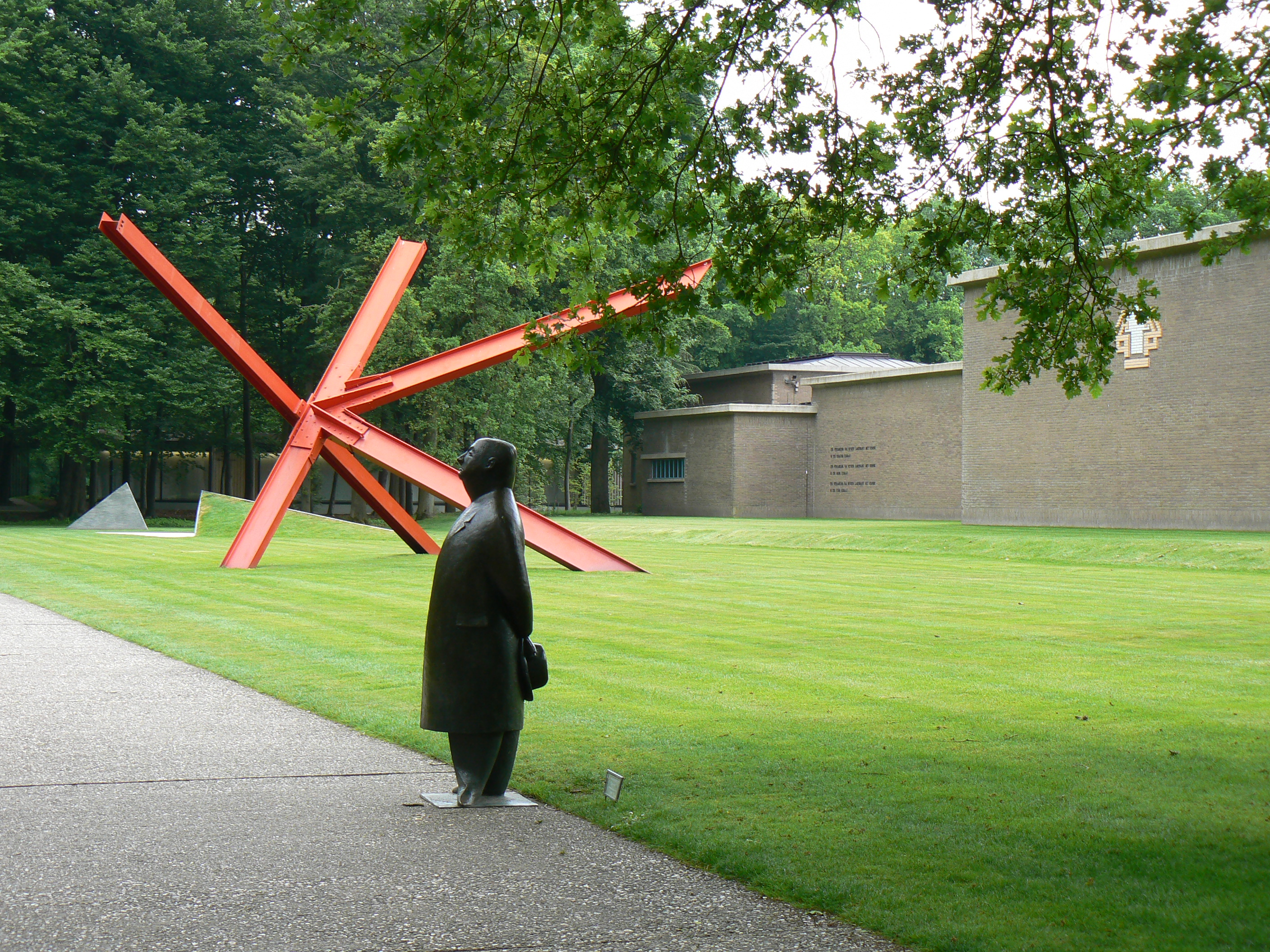
Toegangsweg Kröller-Müller Museum

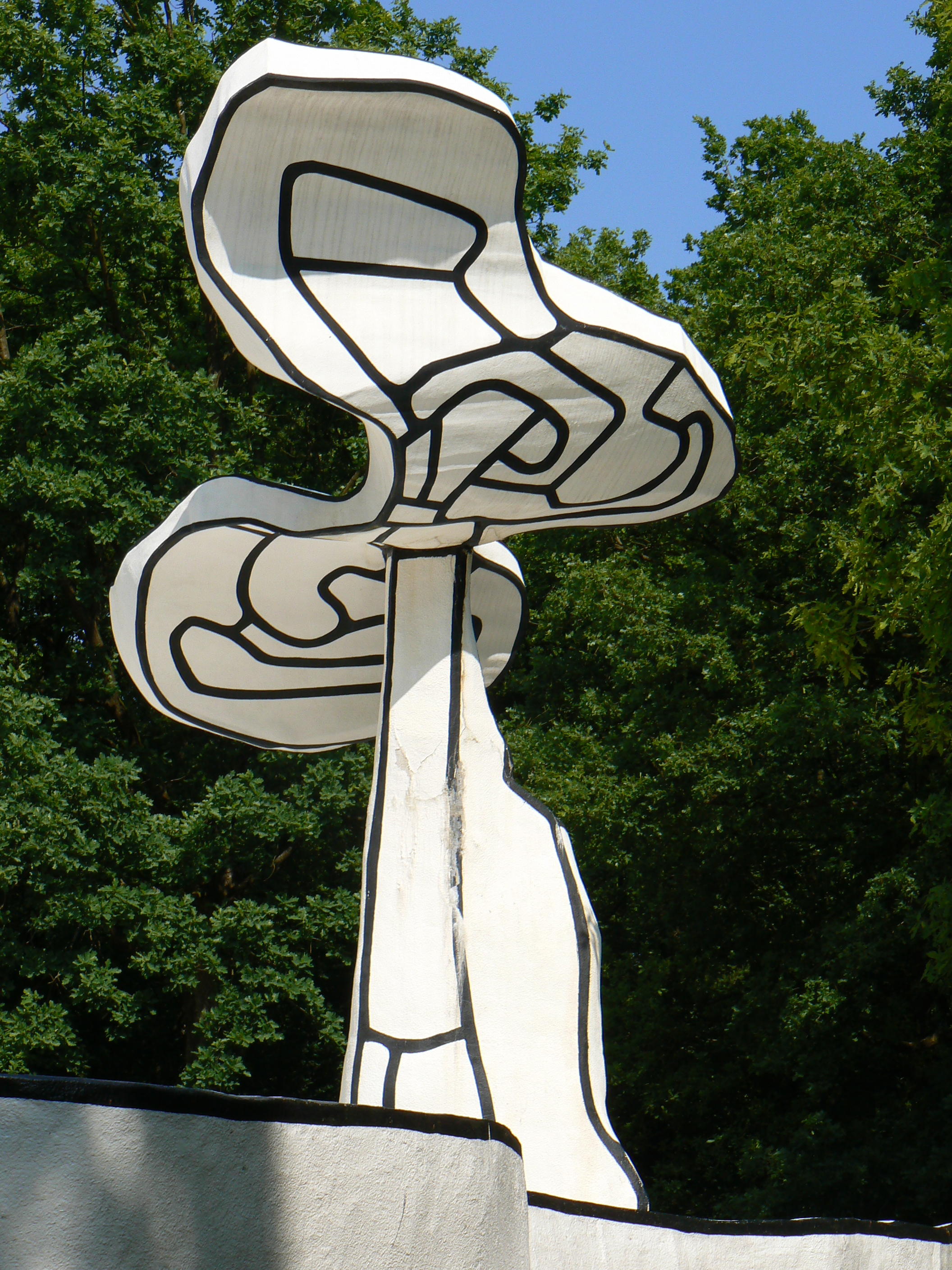
Jardin d'émail van Jean Dubuffet

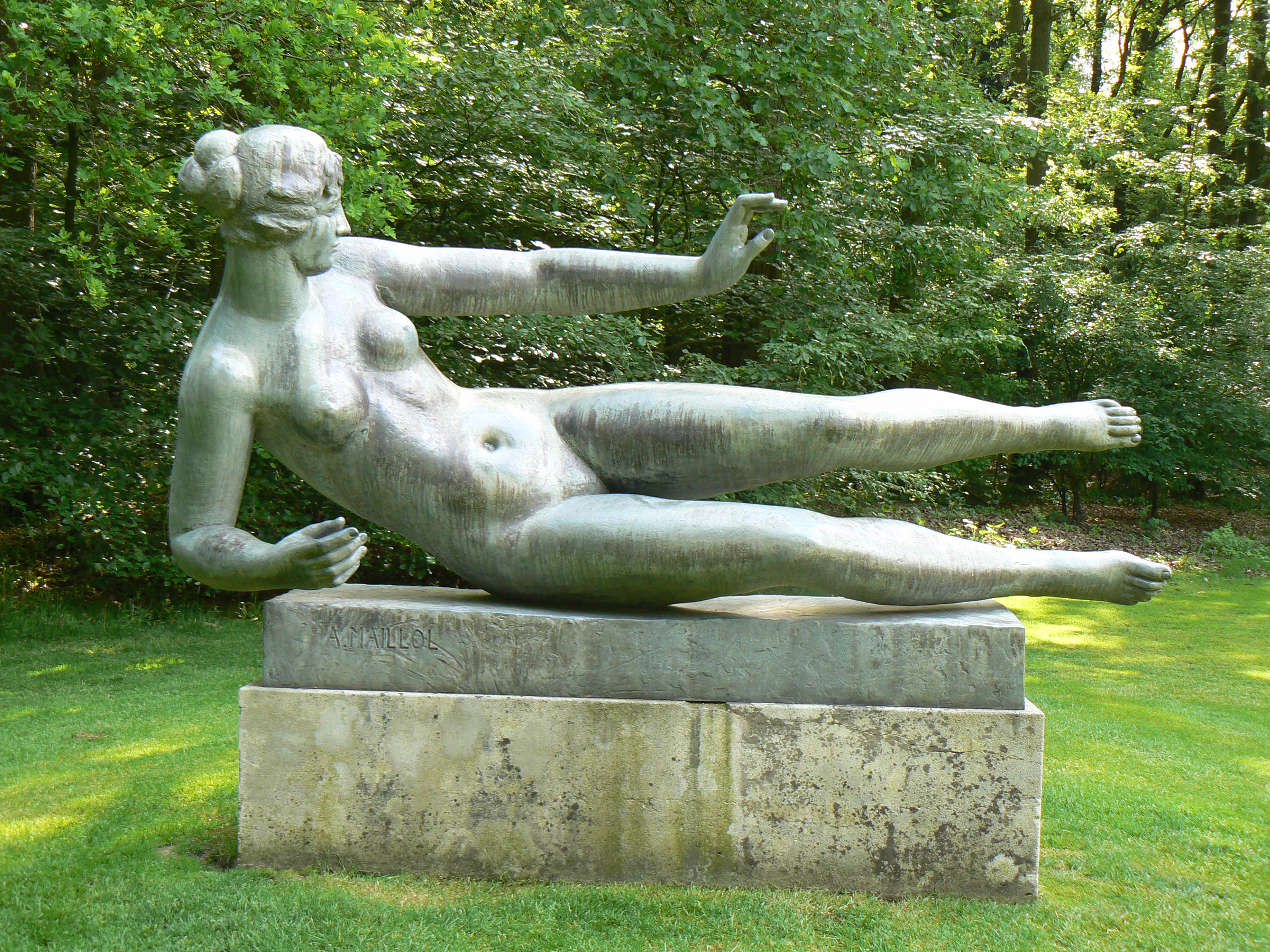
L'Air van Aristide Maillol

Het Beeldenpark van het Kröller-Müller Museum gelegen in het Nationaal Park De Hoge Veluwe in Otterlo is met zijn 25 hectare een van de grootste en meest gerenommeerde beeldenparken van Europa.

## Het beeldenpark
Het park, dat in 1961 werd geopend (4 hectare), is thans een combinatie van beeldentuin, beeldenpark en beeldenbos, en biedt plaats aan de vele stromingen in de internationale beeldhouwkunst van de twintigste eeuw. Figuratieve en abstracte kunst zijn beide ruim aanwezig. Reeds in 1966 vond een eerste uitbreiding van het park plaats naar 9 hectare. Sinds 2001 biedt het park een landschappelijke tentoonstellingsruimte van ruim 25 hectare. De beeldentuin is op 20 juni 2017 aangewezen als rijksmonument.
Aan de voet van een van de keermuren van het door Helene Kröller-Müller geplande Groote Museum staat in het Pampelse Zand aan de Wildbaan het beeld Three Upright Motives van Henry Moore, dat feitelijk deel uitmaakt van het Beeldenpark van het Kröller-Müller Museum.

## De collectie
De beeldencollectie van het park omvat werken van vele vooraanstaande nationale en internationale beeldhouwers. Vertegenwoordigd zijn onder meer:
- Hans Aeschbacher met Grosse Figur I (1961)
- Jean Amado met De la mer, le passage ... (1979)
- Carl Andre met Weathering piece (1970) en 43 Roaring forty (1988)
- Willy Anthoons met Forme infinie (1949)
- Armando met Melancholie (2006)
- Kenneth Armitage met Monitor (1961)
- Jean Arp met Berger de nuages (1953)
- Joannis Avramidis met Grosse Figur (1958)
- Mirosław Bałka met 125x211x179 en 190x129x73 (1993) en 200x238x95 (fountain) (1996/2001)
- Chris Booth met Echo van de Veluwe (2004/05)
- Émile-Antoine Bourdelle met La grande Pénélope (1912)
- Stanley Brouwn met Project voor het Rijksmuseum Kröller-Müller (1984/85)
- Ralph Brown (beeldhouwer) met Vernal Figure (1957)
- Lynn Chadwick met Beast XVI (1959)
- Tom Claassen met 18 liggende houten mannen (2000) en Rocky lumps (2005/06)
- Adam Colton met Blob and Bone (2002)
- Wessel Couzijn met Vliegend (1957)
- Eugène Dodeigne met Homme et femme (1963) en Sept (1993)
- Jean Dubuffet met Jardin d'émail (1974)
- Sorel Etrog met Complexes of a young lady (1960/62)
- Jan Fabre met Hoofdstukken I-XVIII (2010)
- Ian Hamilton Finlay met Five Columns (1980-1982)
- Lucio Fontana met Concetto spaziale 'Natura'  (1959-1960)
- Fortuyn/O'Brien met The twenty-four men in white (1988)
- Otto Freundlich met Composition (1933/1961)
- Dan Graham met Two adjacent pavillions (1978/2001)
- Emilio Greco met La Grande Bagnante nr. 3 (1957)
- Shamaï Haber met Composition sur un plateau (1956)
- Barbara Hepworth met onder andere Squares with two circles (1963-1964), Dual form (1965) en Sphere with inner form (1963)
- Shirazeh Houshiary met Angel with ten thousand wings (1988)
- Huang Yong Ping met The overturned tomb (1994)
- Phillip King met onder andere Brake (1966) en Open bound (1973)
- Ödon Koch met Figur I (1958)
- Bertrand Lavier met Privé sur mobi (1986)
- Jacques Lipchitz met Le cri (Le couple) (1928-1929) en Le chant des voyelles (1931-1932)
- Aristide Maillol met L'Air (1939/1962)
- Arno van der Mark met The Library (1988)
- Étienne Martin met Demeure 3 (1960)
- Arturo Martini met Giuditta e Oloferne (1932-1933)
- Marcello Mascherini met Ritratto di Franca (1952)
- Umberto Mastroianni met La conquista (1954) en Picadores (1965)
- George Minne met Buste van een man (1911)
- Henry Moore met Animal head (1956) en Two-piece reclining figure II (1960)
Buiten het beeldenpark (aan de Wildbaan nabij het museum) bevindt zich de beeldengroep Three upright motives (1955-1956, 1965)
- François Morellet met La plate-bande (1988)
- Jan van Munster met Plus Minus (1987)
- Mario Negri met Il grande busto (1956/57) en La Grande Cariatide (1957)
- Isamu Noguchi met The Cry (1959-1961/1962)
- Claes Oldenburg met Trowel (1971), buiten het beeldenpark
- Marta Pan met Drijvende sculptuur (1960-1961) en Amphithéâtre (2007)
- Eduardo Paolozzi met St. Sebastian III (1958) en Medea (1964)
- Pearl Perlmuter met Wave (1958/1999)
- Constant Permeke met Niobe (1951)
- Germaine Richier met Le grand homme de la nuit (1954/55)
- George Rickey met Two vertical, three horizontal lines (1965-1966)
- Auguste Rodin met Femme accroupie (1882)
- Cornelius Rogge met Zuil van zon en gebladerte (1963), Magisch vierkant (1963), Afdruk van het heelal (1965), Tentenproject (1975) en Cicero (2000)
- Ulrich Rückriem met onder andere Kubus (gespalten) (1971) en Dolomit (geschnitten) (1974)
- Richard Serra met Spin out, for Robert Smithson (1972-1973) en One (1988)
- Piet Slegers met Landschaps-Zonneproject (1979) en Everzwijn (1958)
- Tony Smith met Wandering rocks (1967/79)
- Kenneth Snelson met Needle tower (1968)
- Evert Strobos met palissade (1973/1991)
- Mark di Suvero met K-piece (1972), rode staal constructie in het gras bij de ingang
- Alina Szapocznikow met Bellies (1968)
- Carel Visser met onder andere Kubus en zijn stapeling (1967) en Pleinbeeld (1998)
- André Volten met onder andere Zuil (1968) en Kubische constructie (1968)
- Magdalena Wiecek met Close to the Earth (1968)
- Fritz Wotruba met onder andere Stehende Figur (1958-1959) en Hockende Figur (1950-1951)
- Rik Wouters met Buste van James Ensor (1913)

en vele anderen.
De architectuur is in het park vertegenwoordigd met twee expositiepaviljoens, het Aldo van Eyck-paviljoen van Aldo van Eyck en het Rietveldpaviljoen van Gerrit Rietveld.

## Fotogalerij

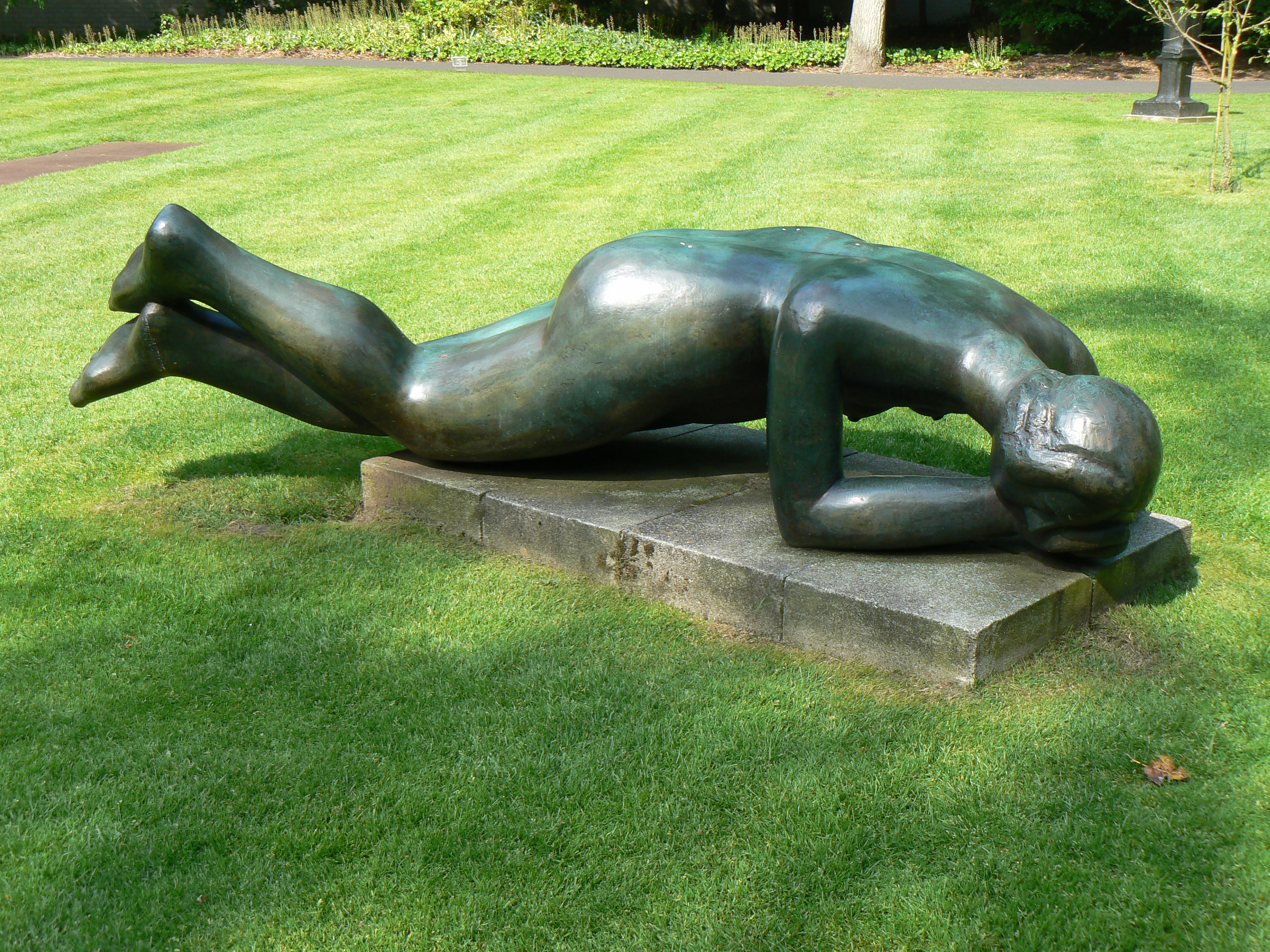
Niobe (1951) van Constant Permeke
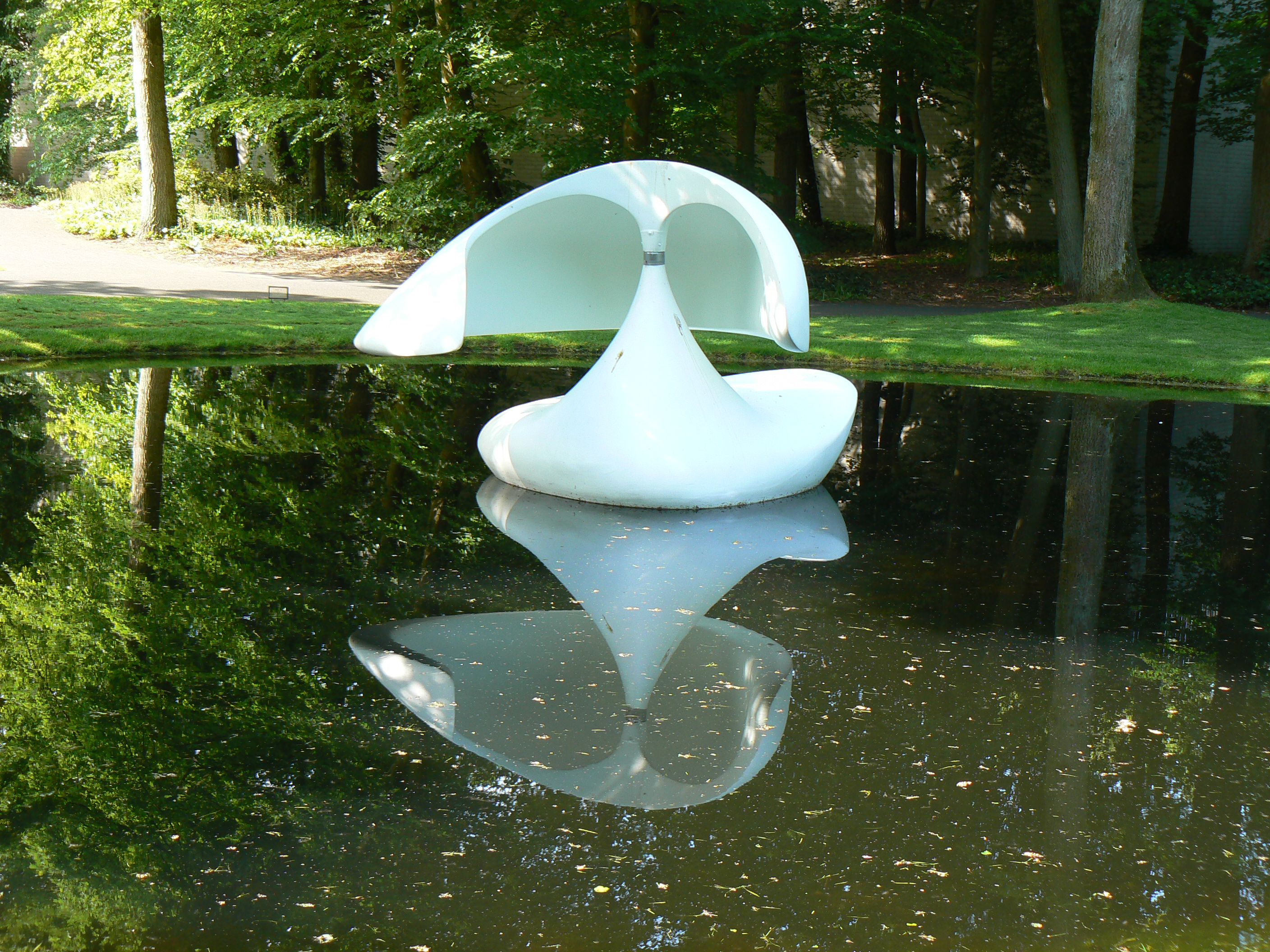
Drijvende sculptuur van Marta Pan
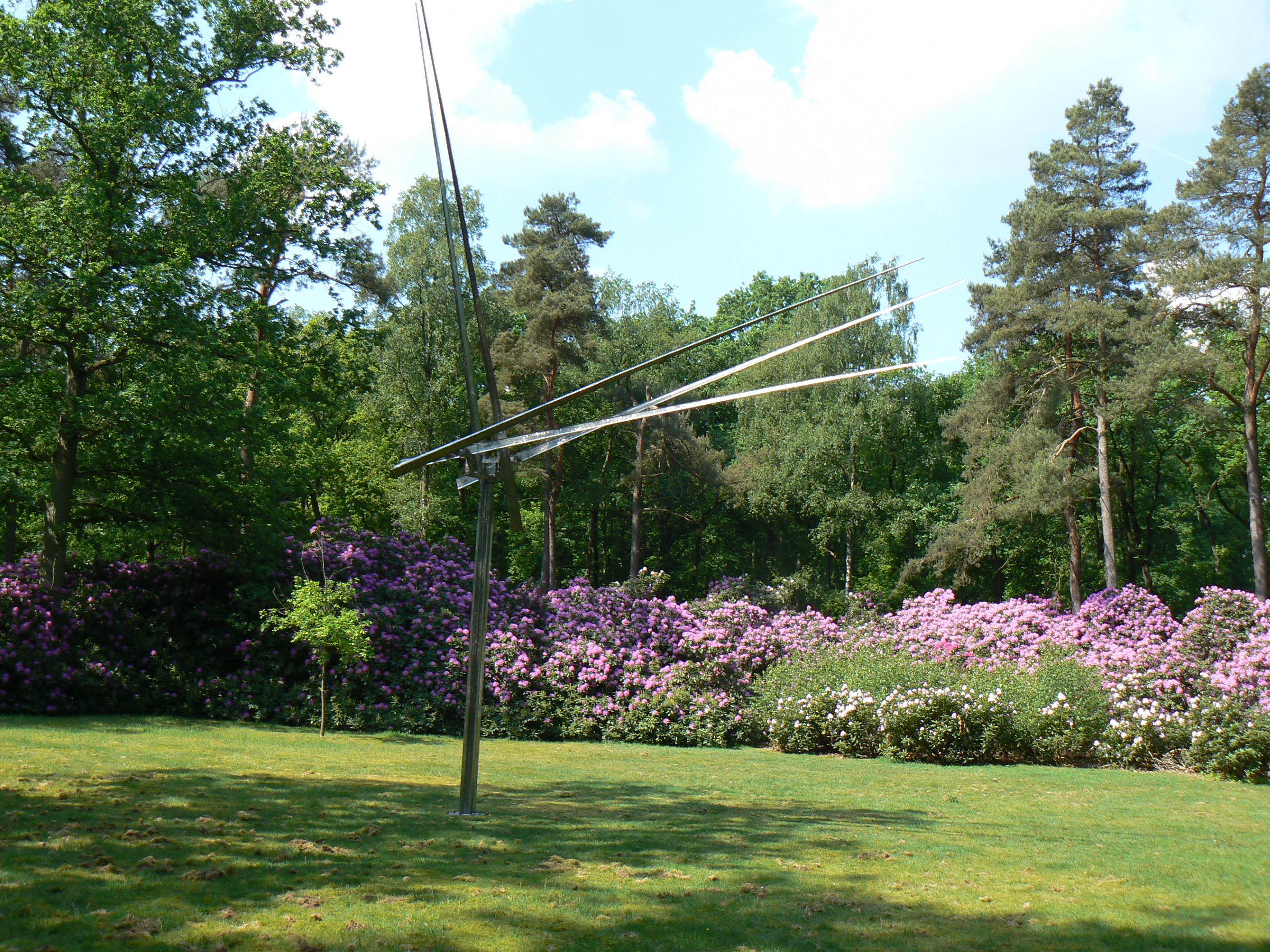
Two vertical, three horizontal lines van George Rickey
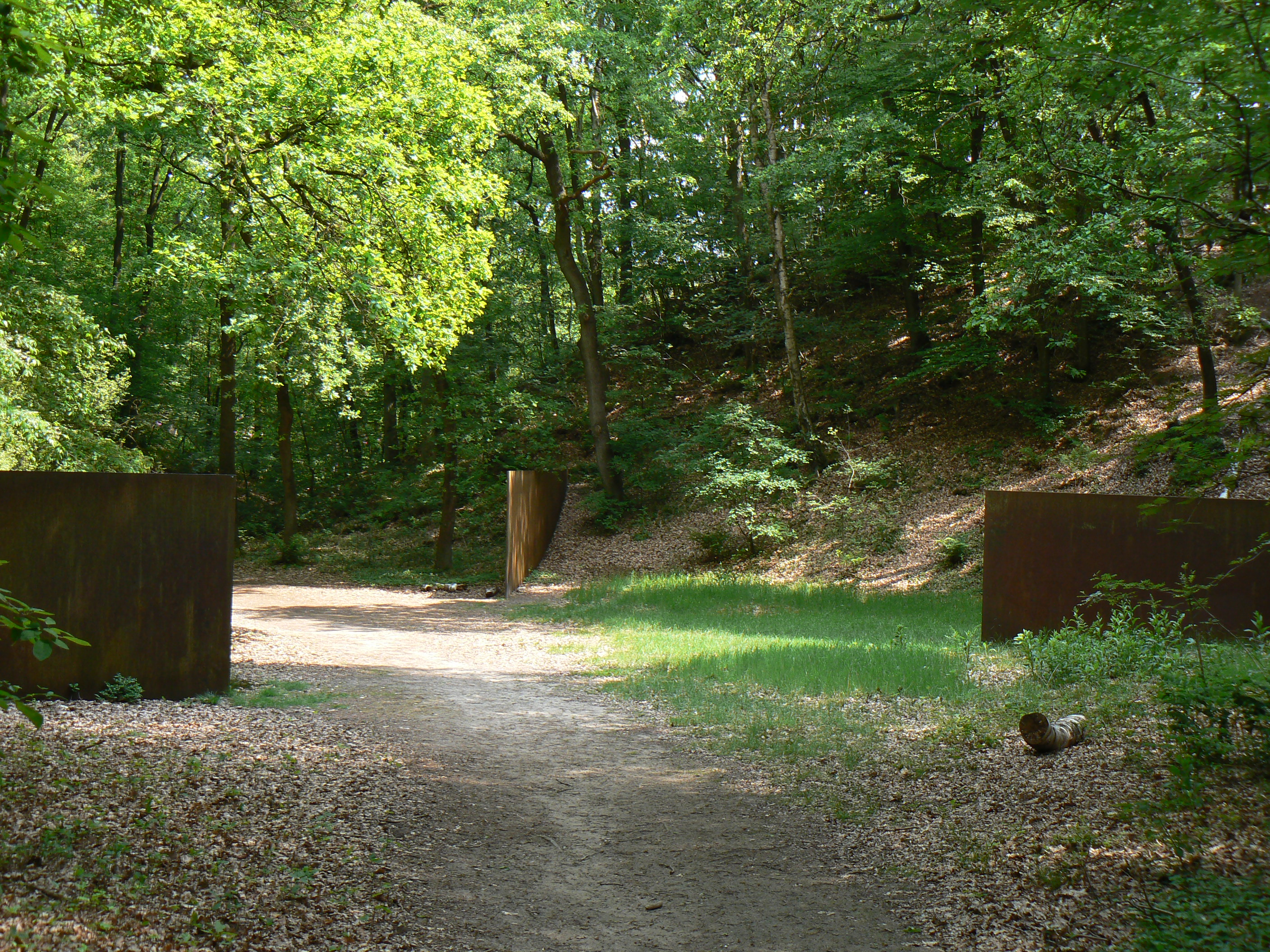
Spin out, for Robert Smithson van Richard Serra
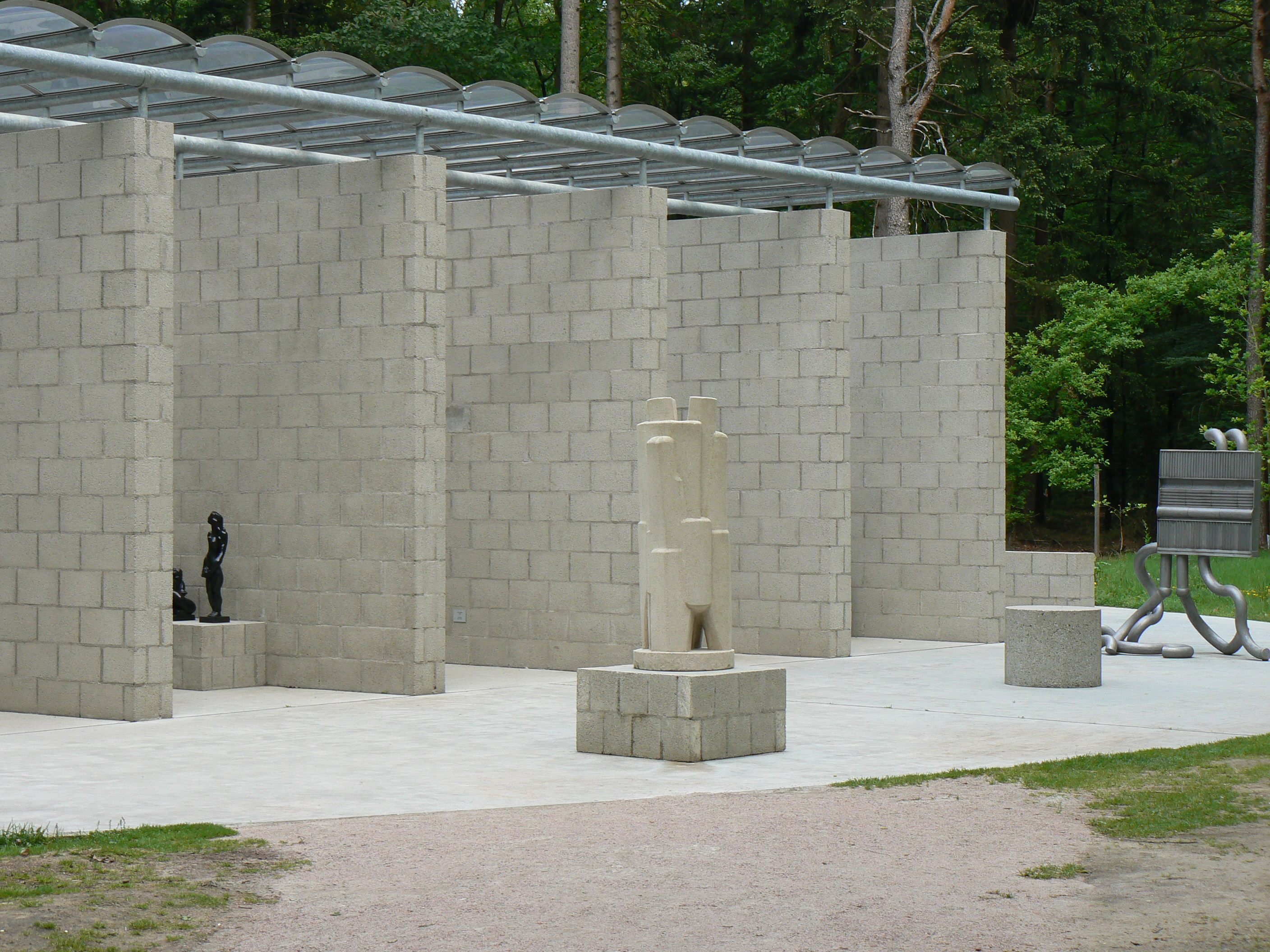
Aldo van Eyck-Paviljoen
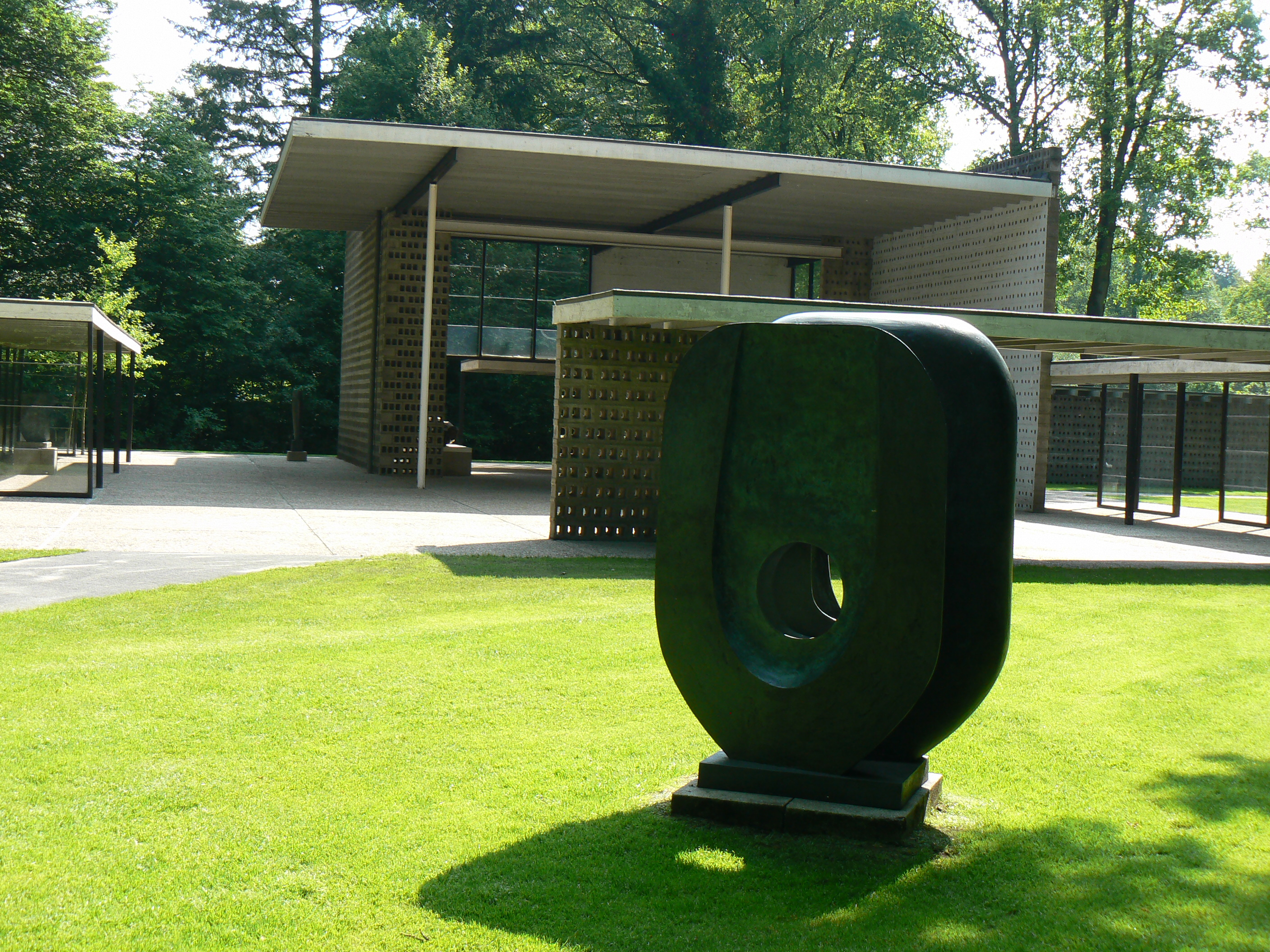
Rietveld-Paviljoen
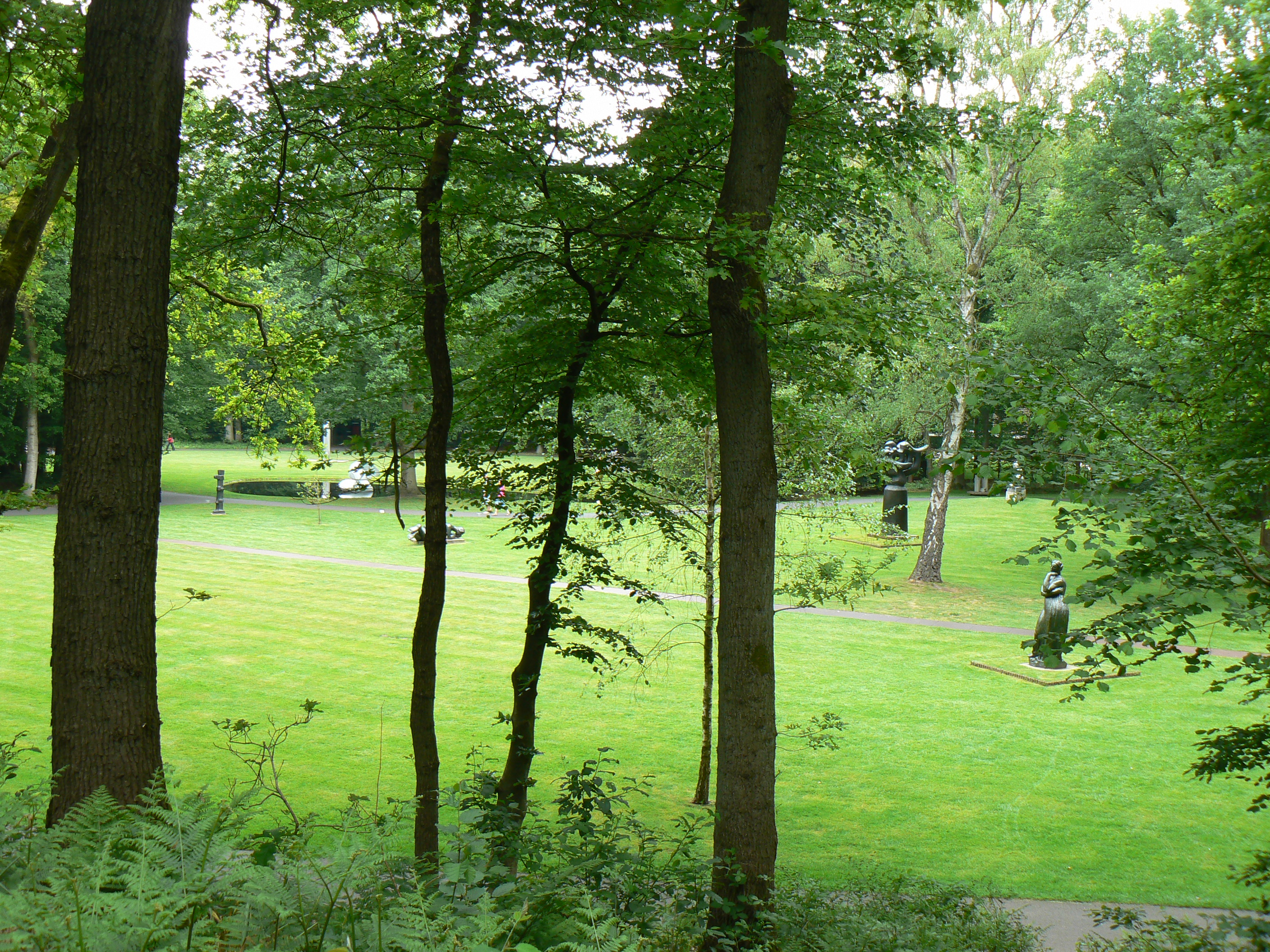
Het beeldenpark
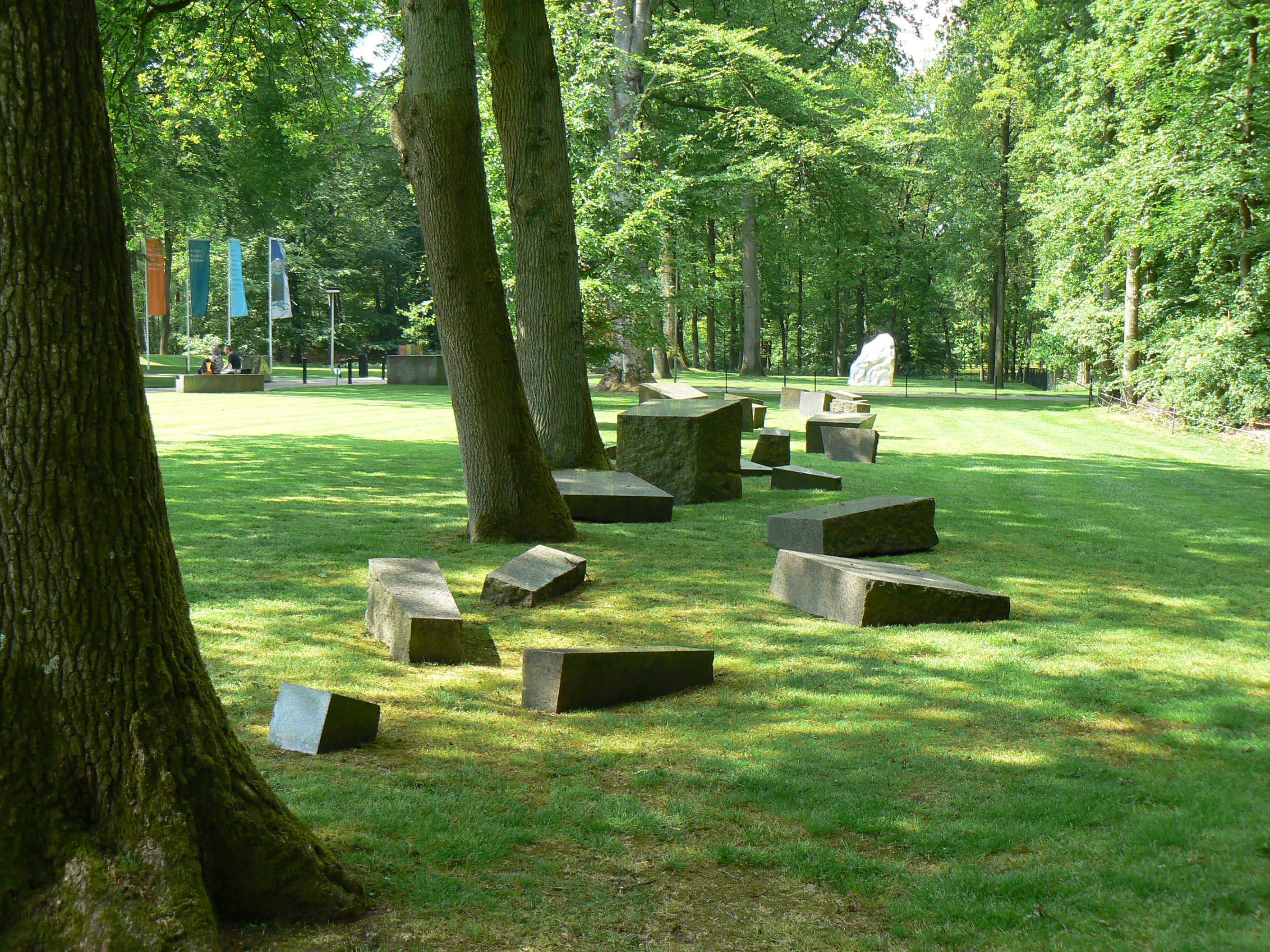
Uba tuba van André Volten

### Oostelijk gedeelte

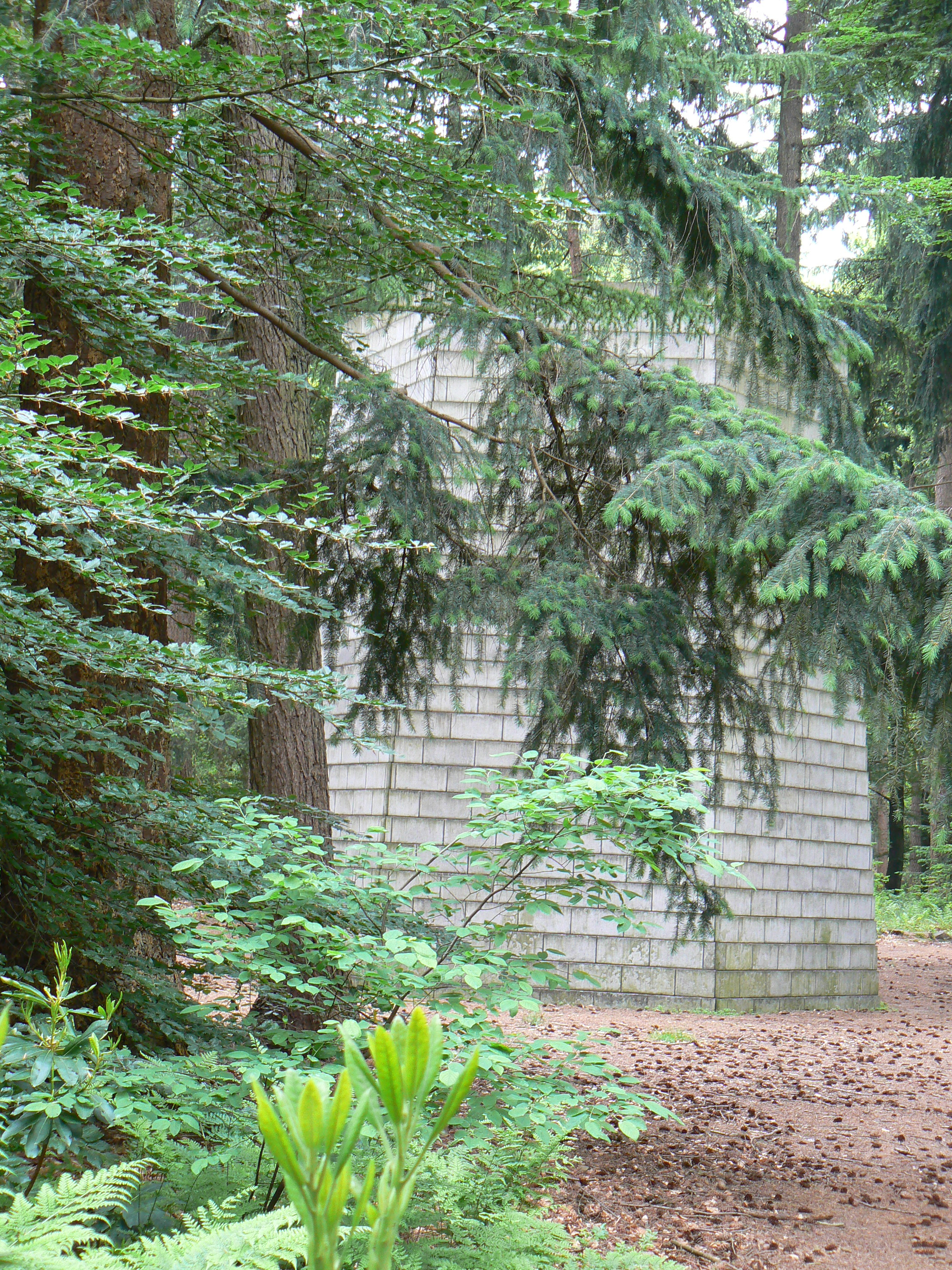
Sol LeWitt, Six-sided tower, 1993
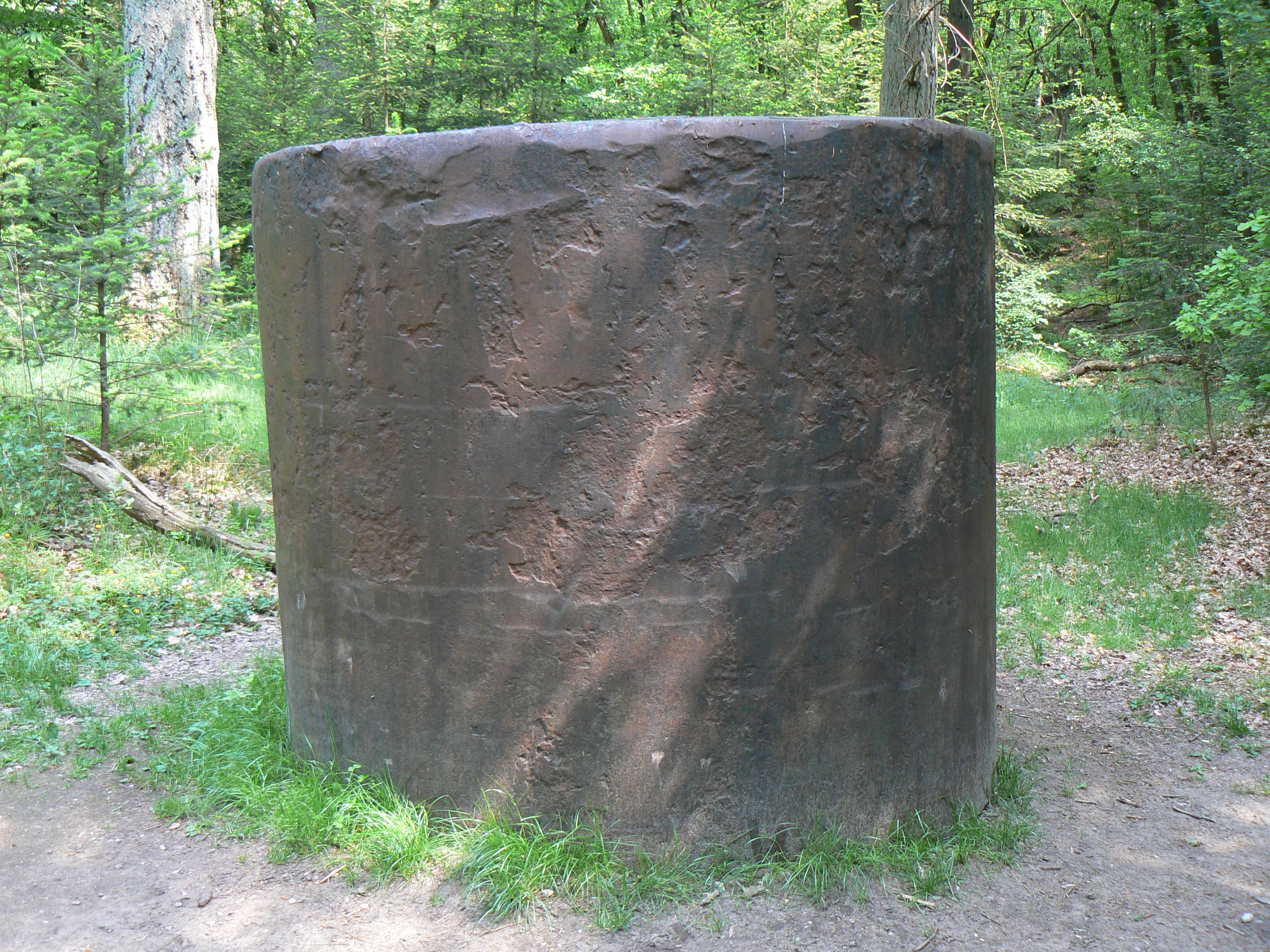
Richard Serra, One, 1988
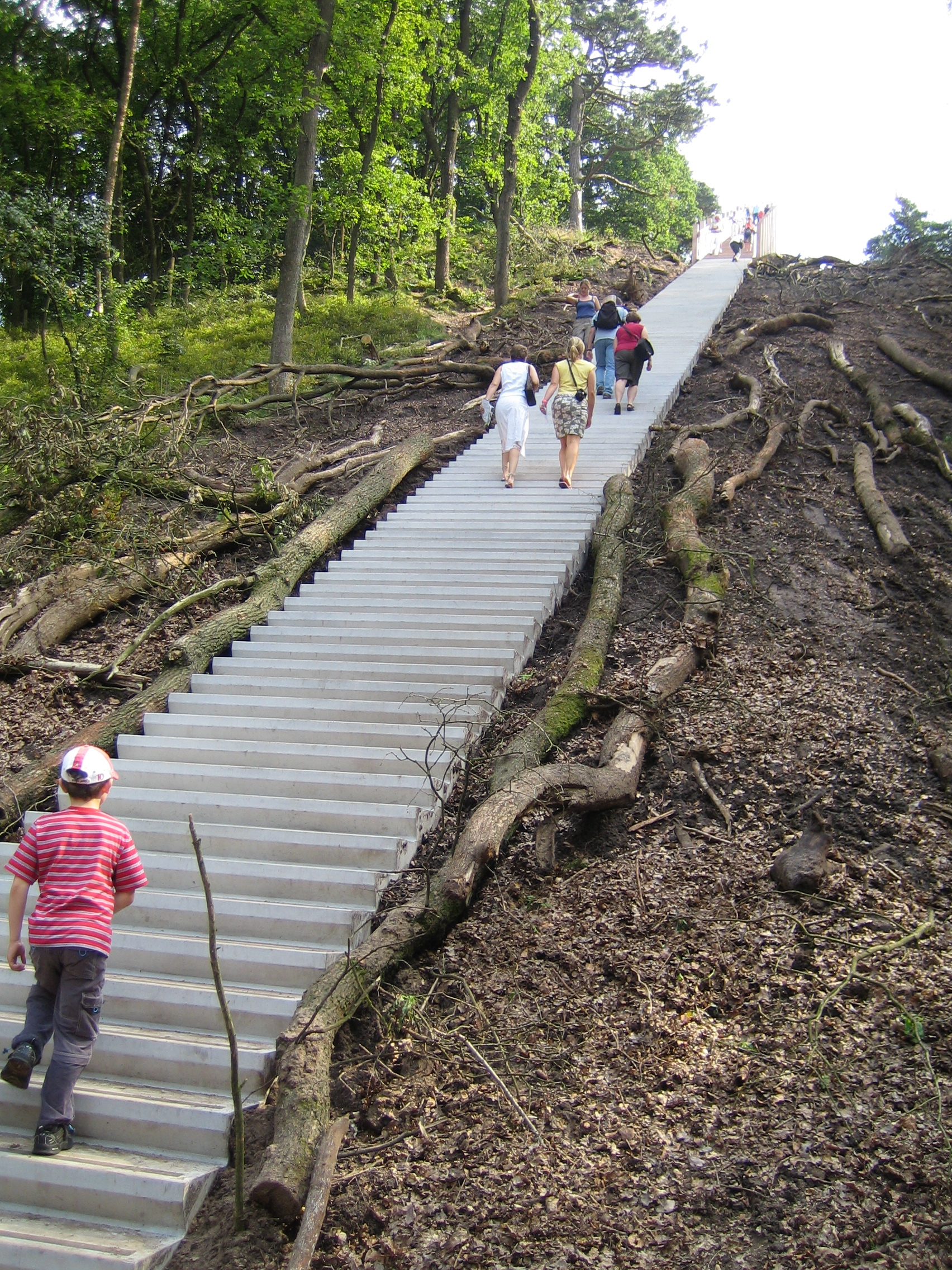
Krijn Giezen, Kijk uit attention, 1986-2005 (oorspronkelijk)
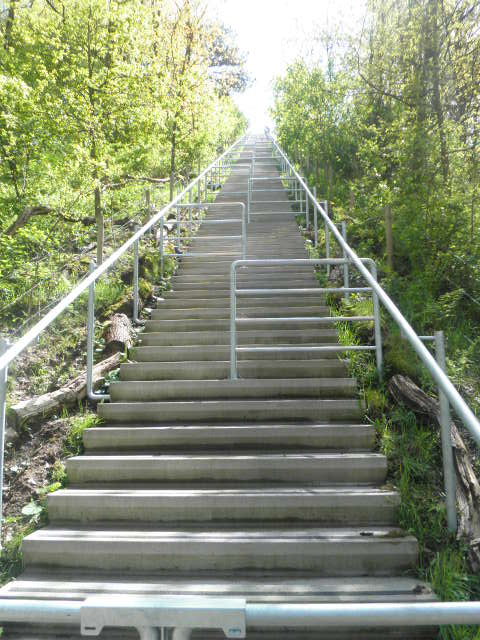
Krijn Giezen, Kijk uit attention, 1986-2005 (aangepast)
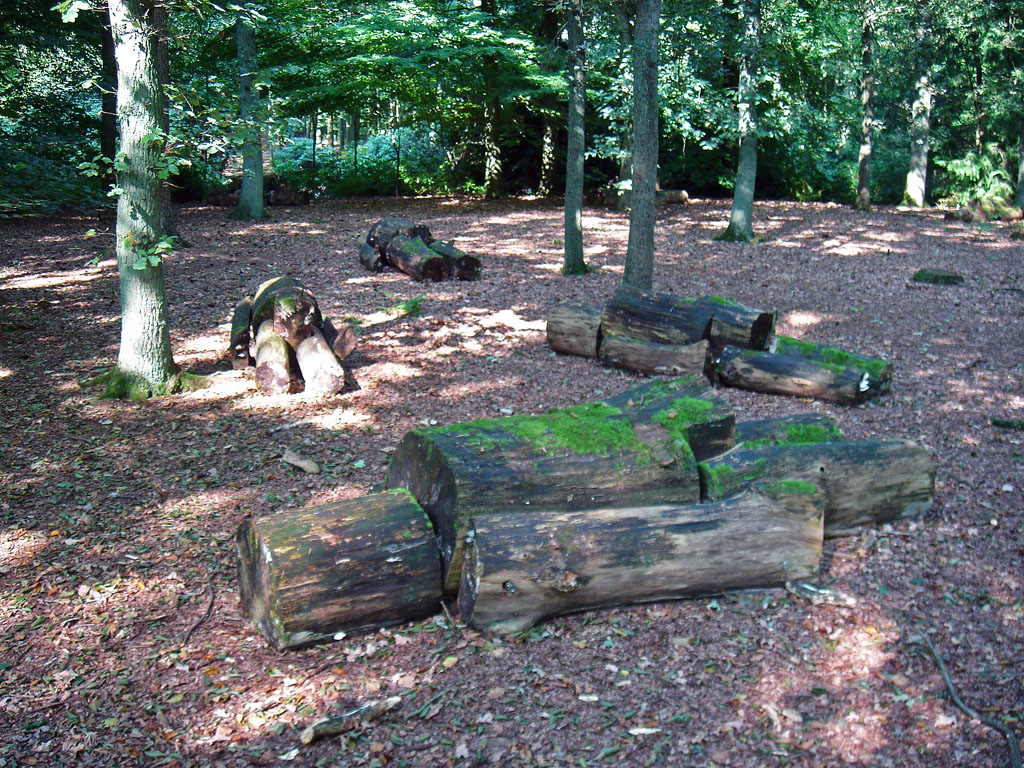
Tom Claassen, Liggende houten mannen (18 Men in wood), 2000
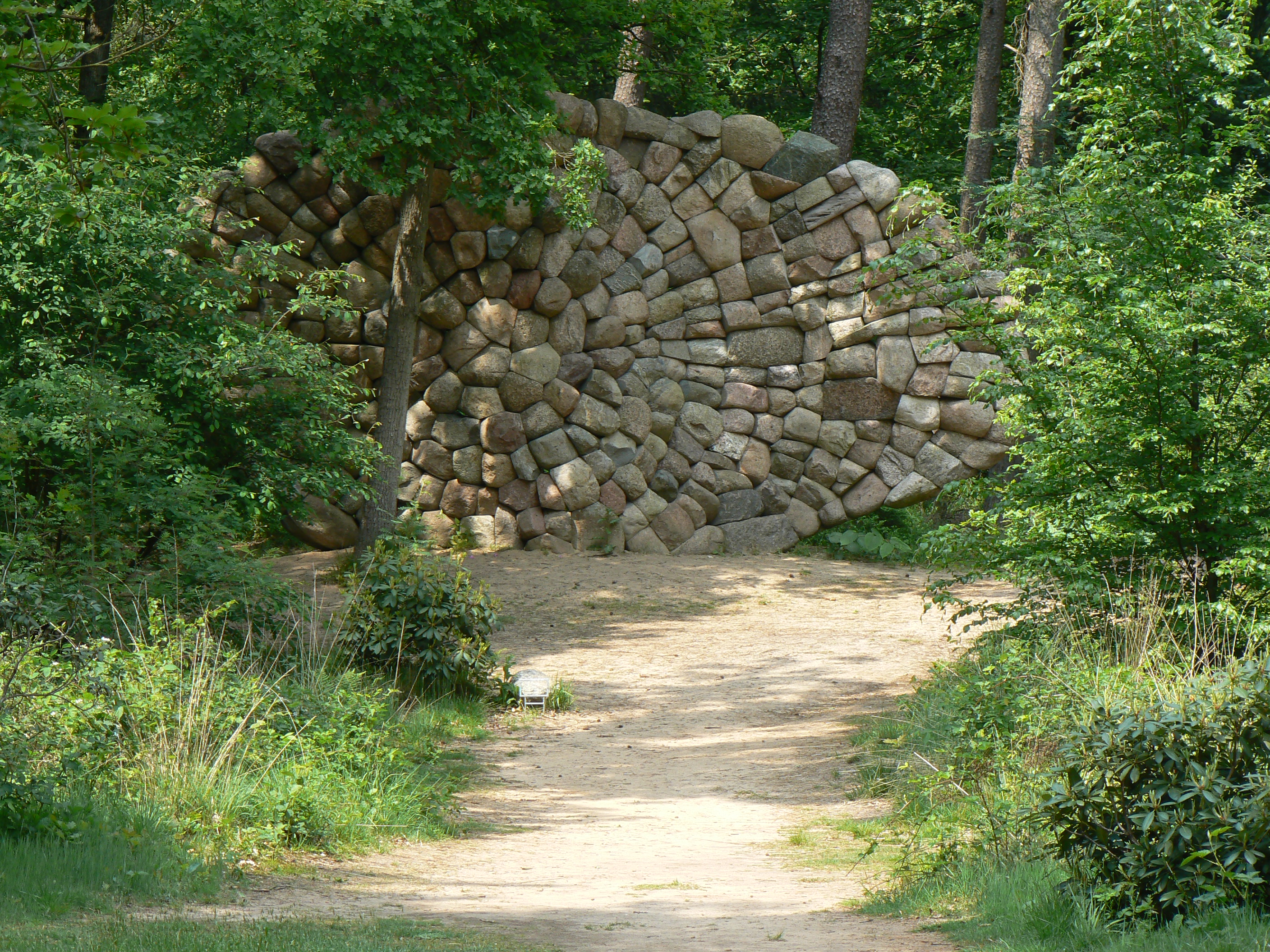
Chris Booth, De echo van de Veluwe, 2003-2005
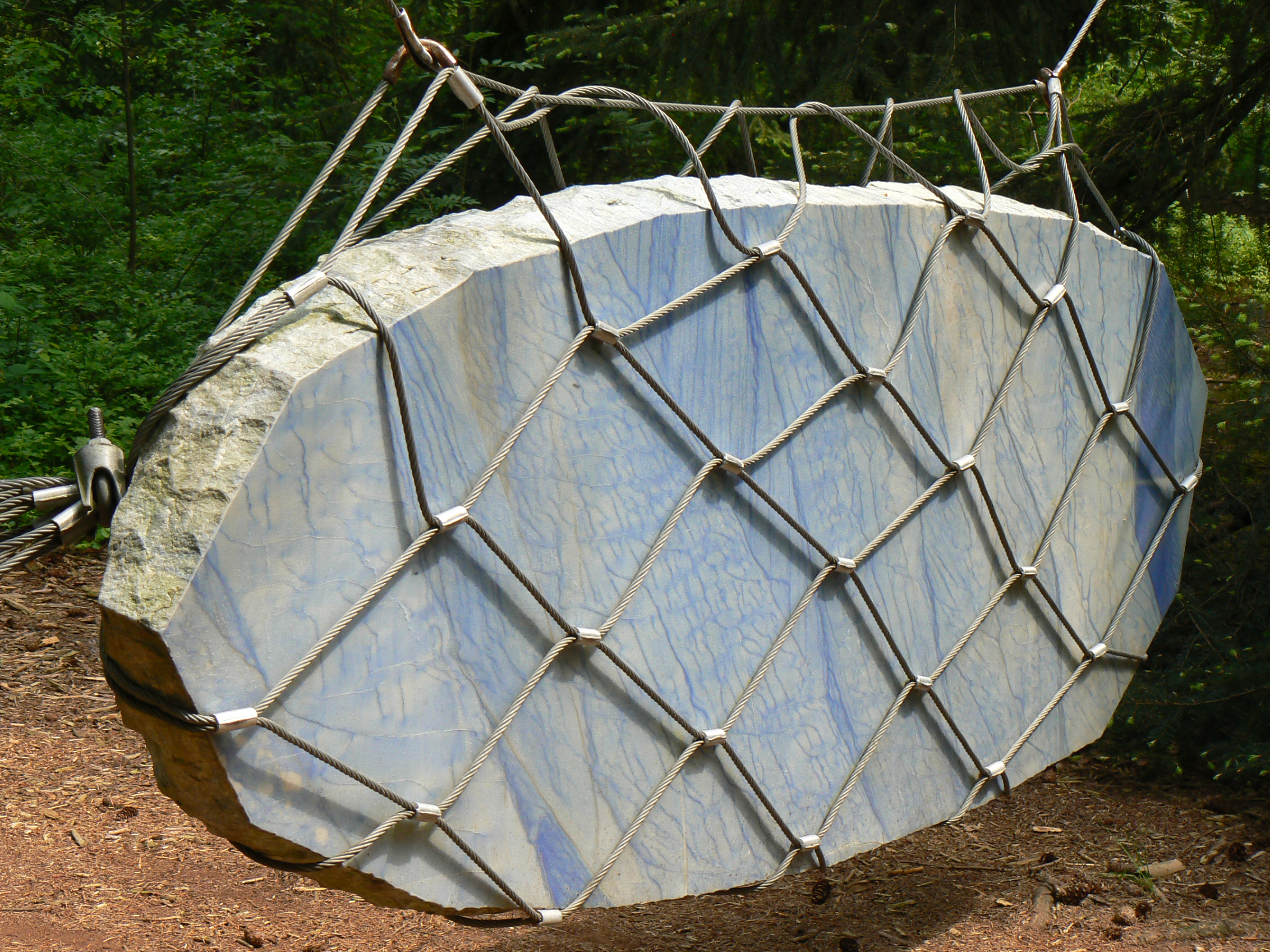
Luciano Fabro, La doppia faccia del cielo, 1986
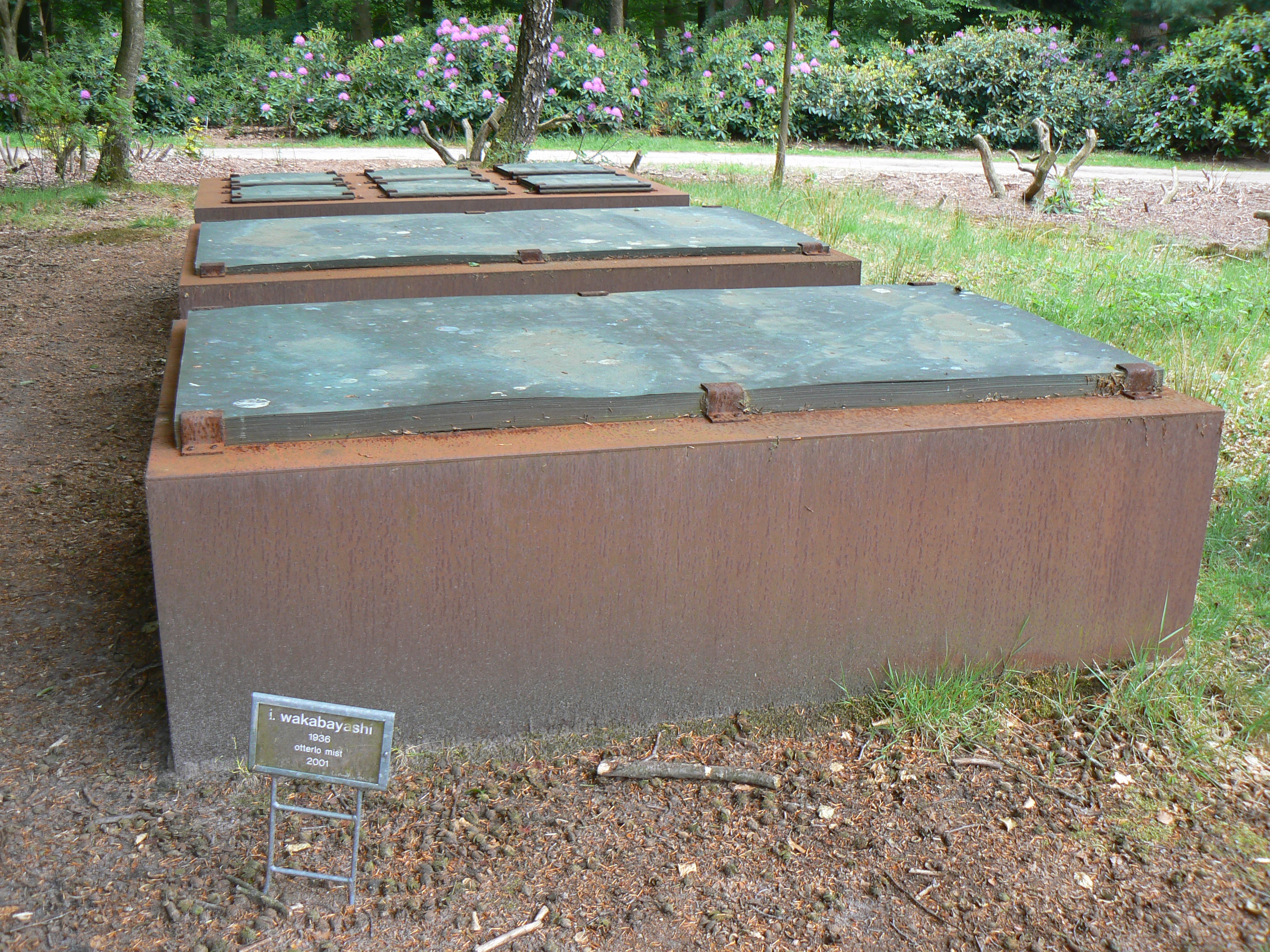
Isamu Wakabayashi, Otterlo Mist, 2001
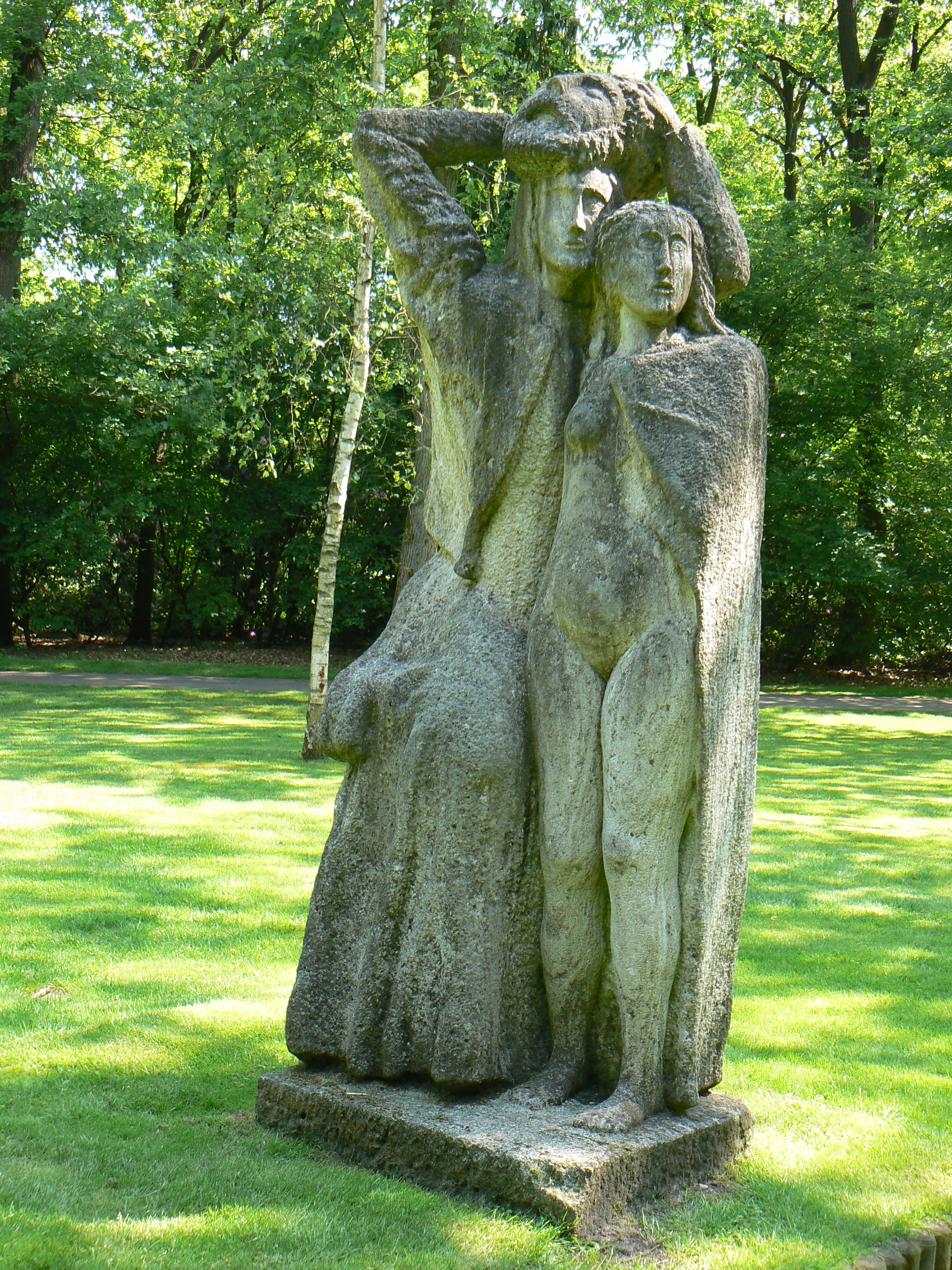
Arturo Martini, Giuditta e Oloferne, 1932-1933
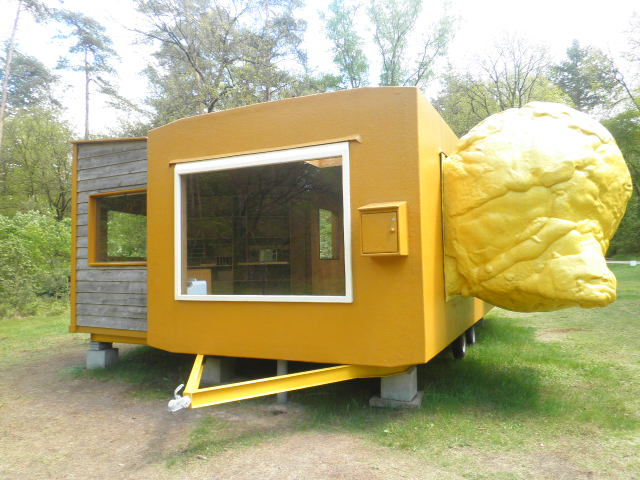
Mobile home for Kröller-Müller door Joep van Lieshout

#### Aldo van Eyck-paviljoen

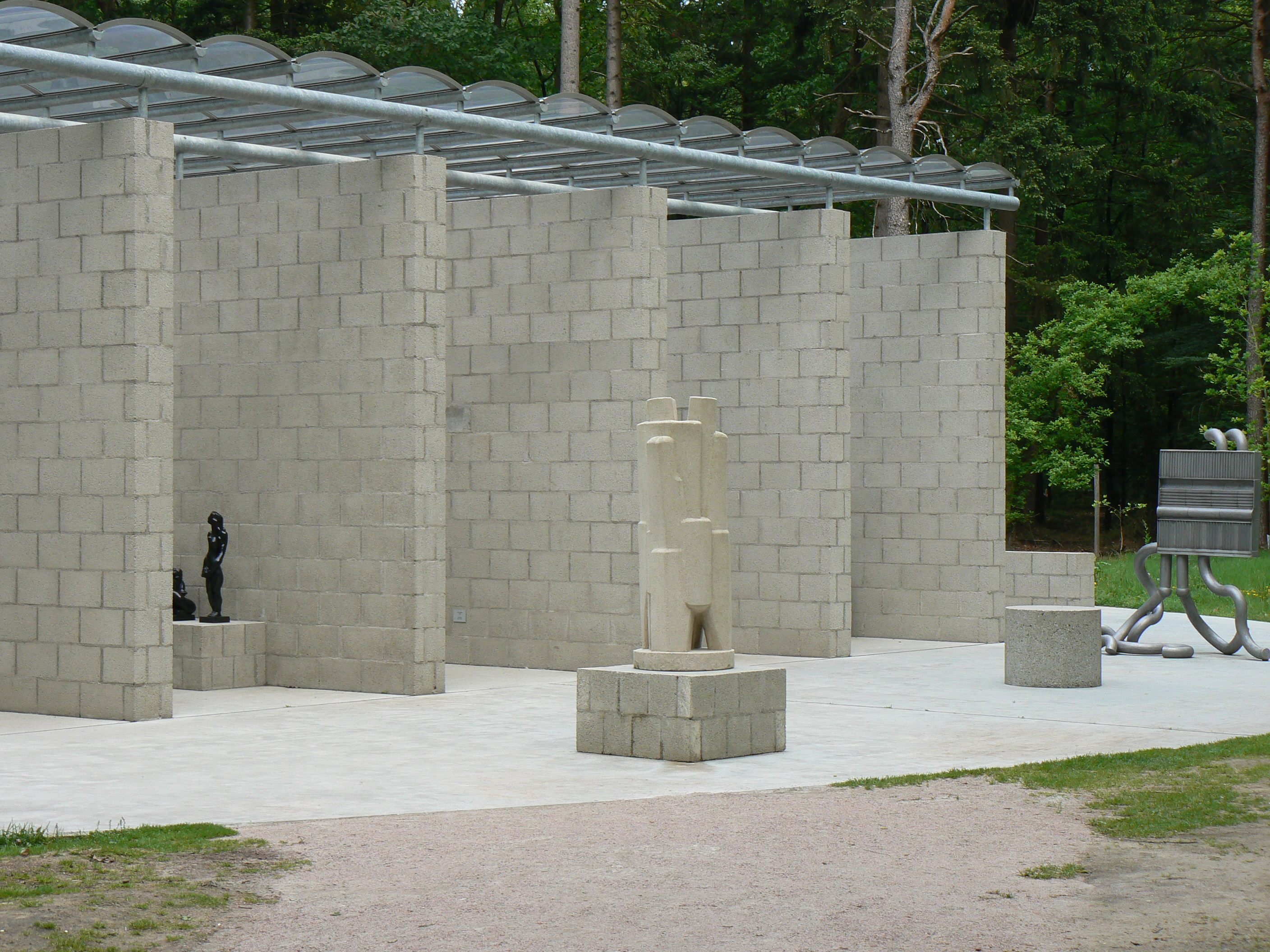
Aldo van Eyck, Aldo van Eyck-paviljoen, 1965-1966（Reconstructed in Otterlo, 2005-2006)
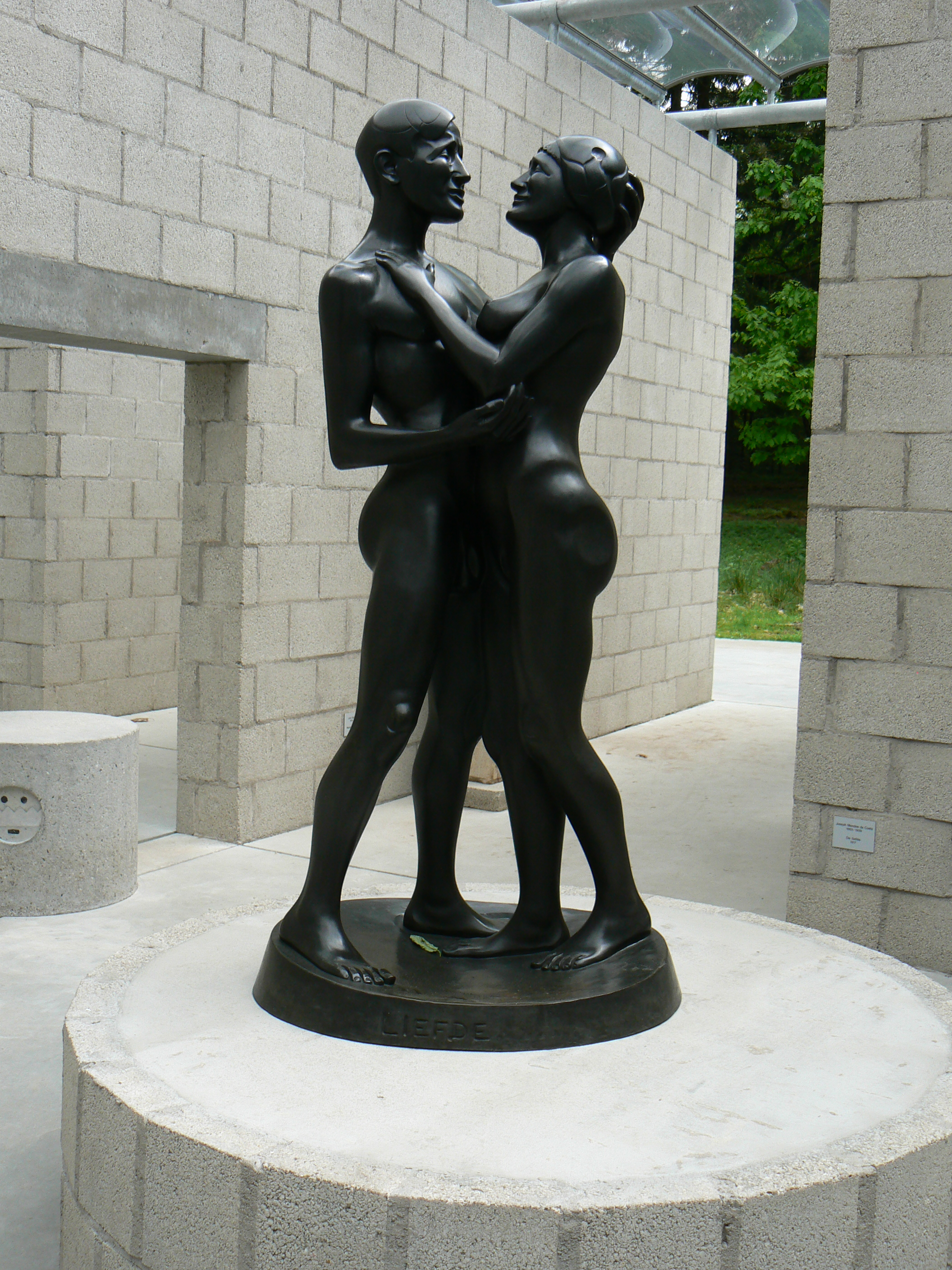
Joseph Mendes da Costa, Liefde, 1917
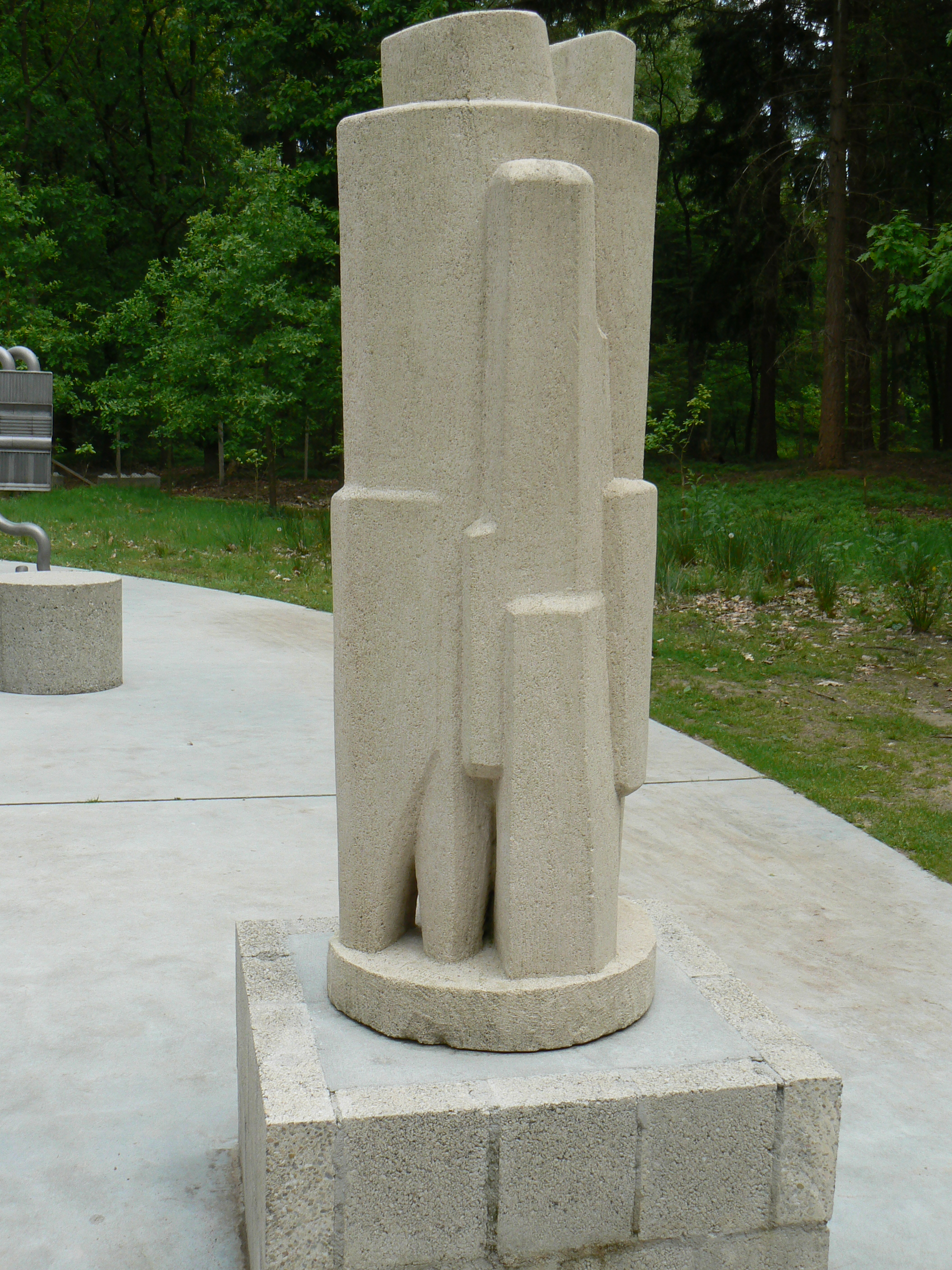
Willy Anthoons, Forme infinie, 1949 resp. 1960
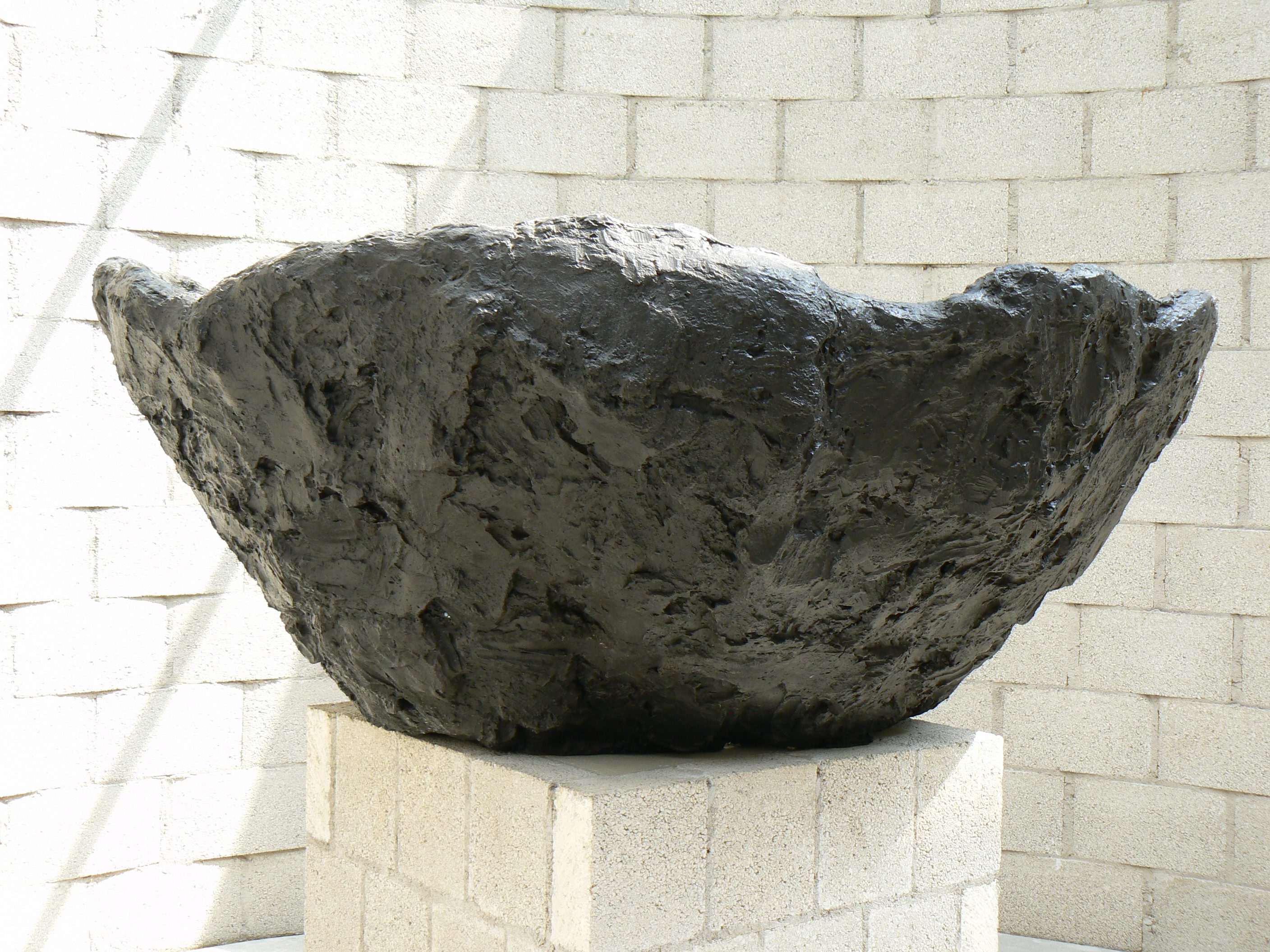
Armando, Zwarte schaal, 1989
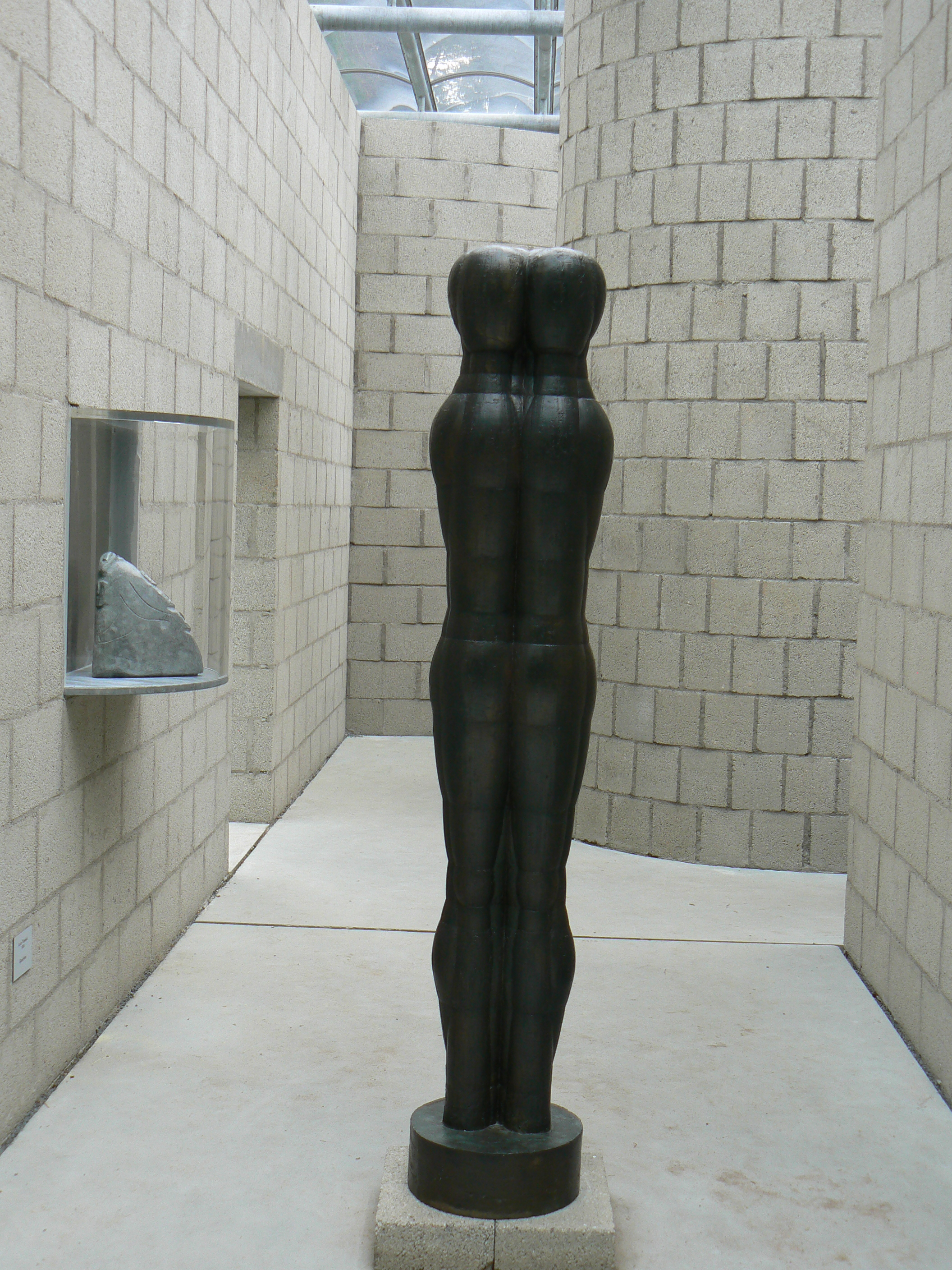
Joannis Avramidis, Grosse Figur, 1958
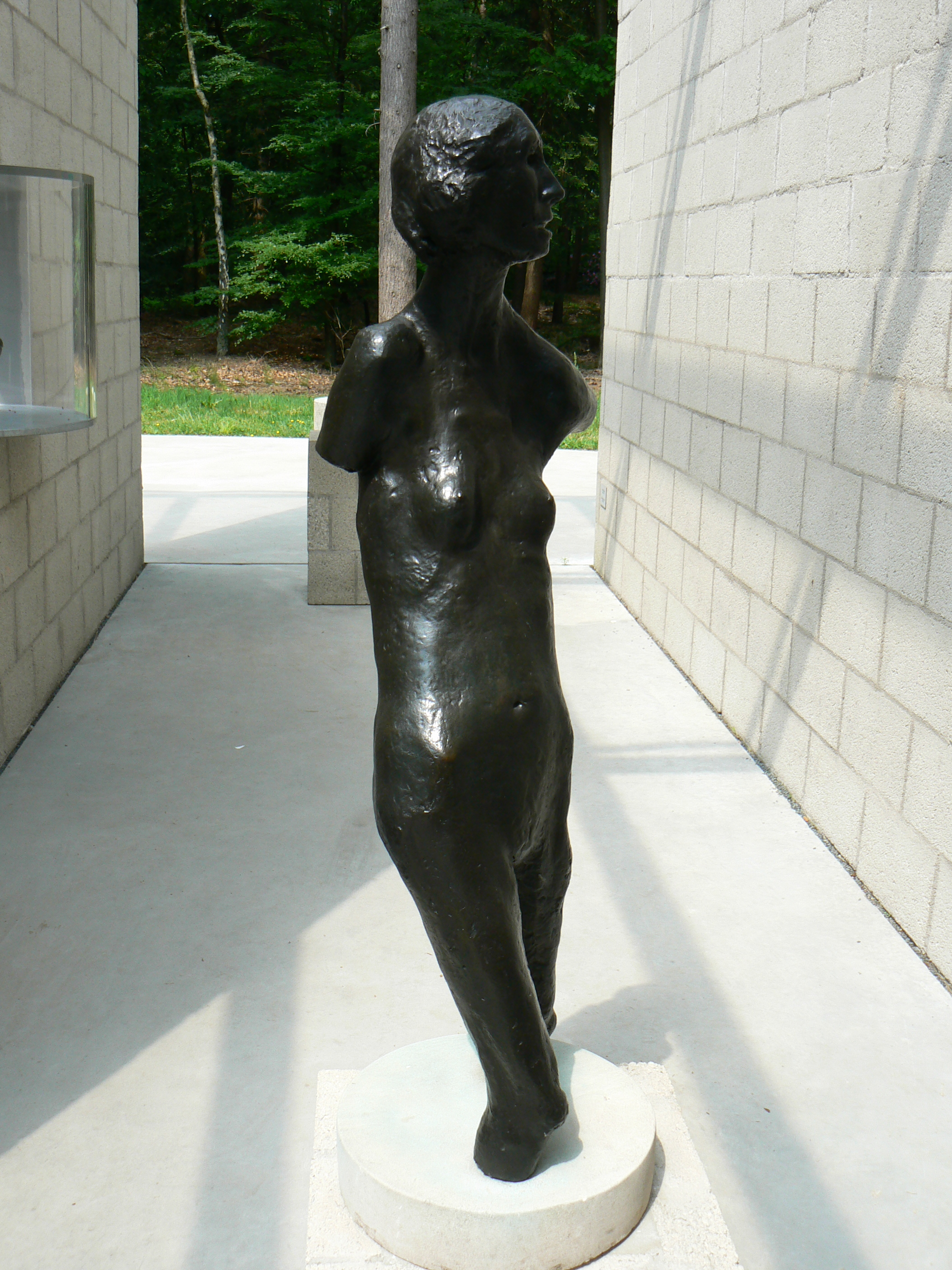
Ralph Brown, Vernal Figure, 1957
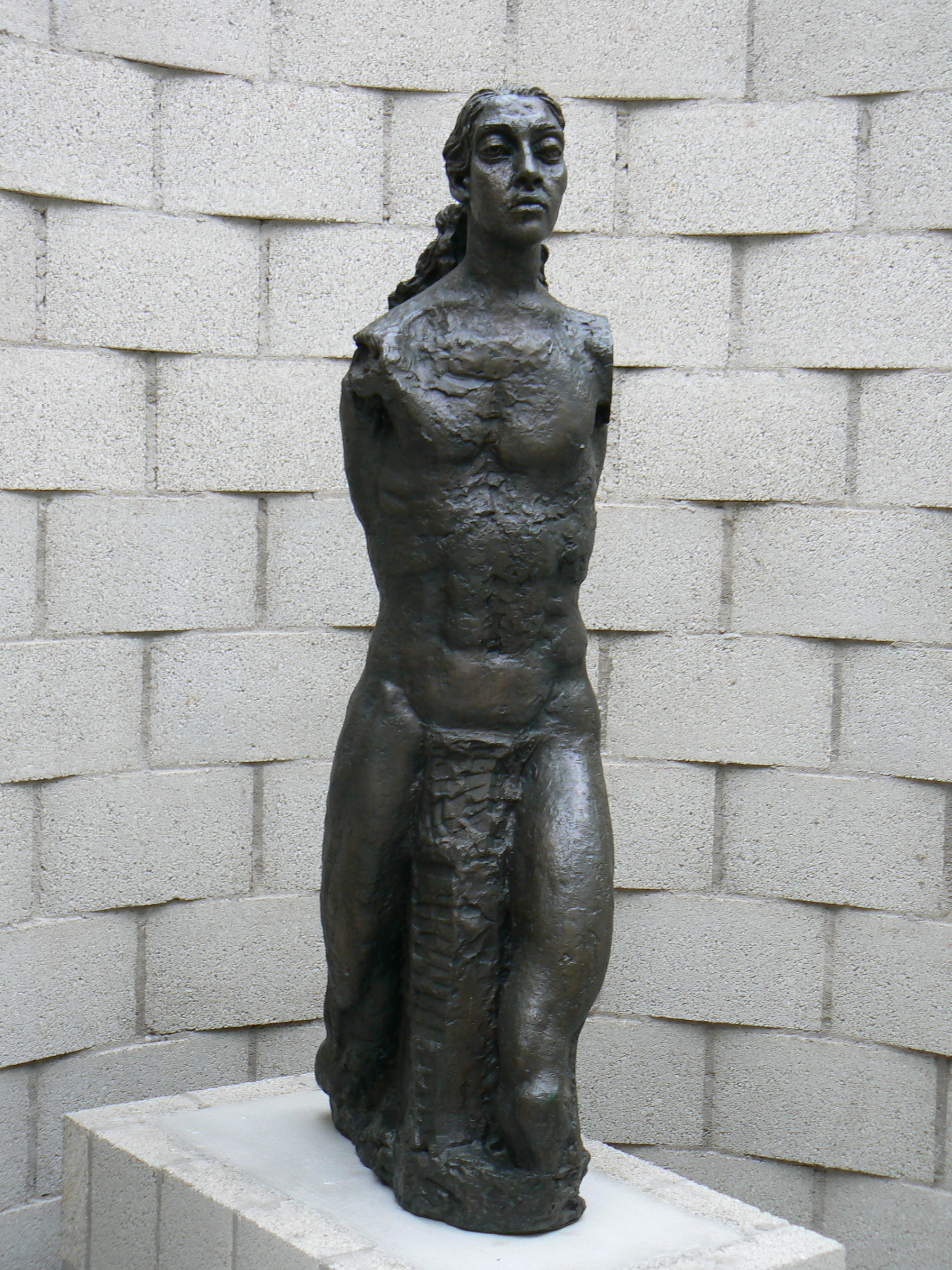
Jacob Epstein, Angel-torso, 1923-1961
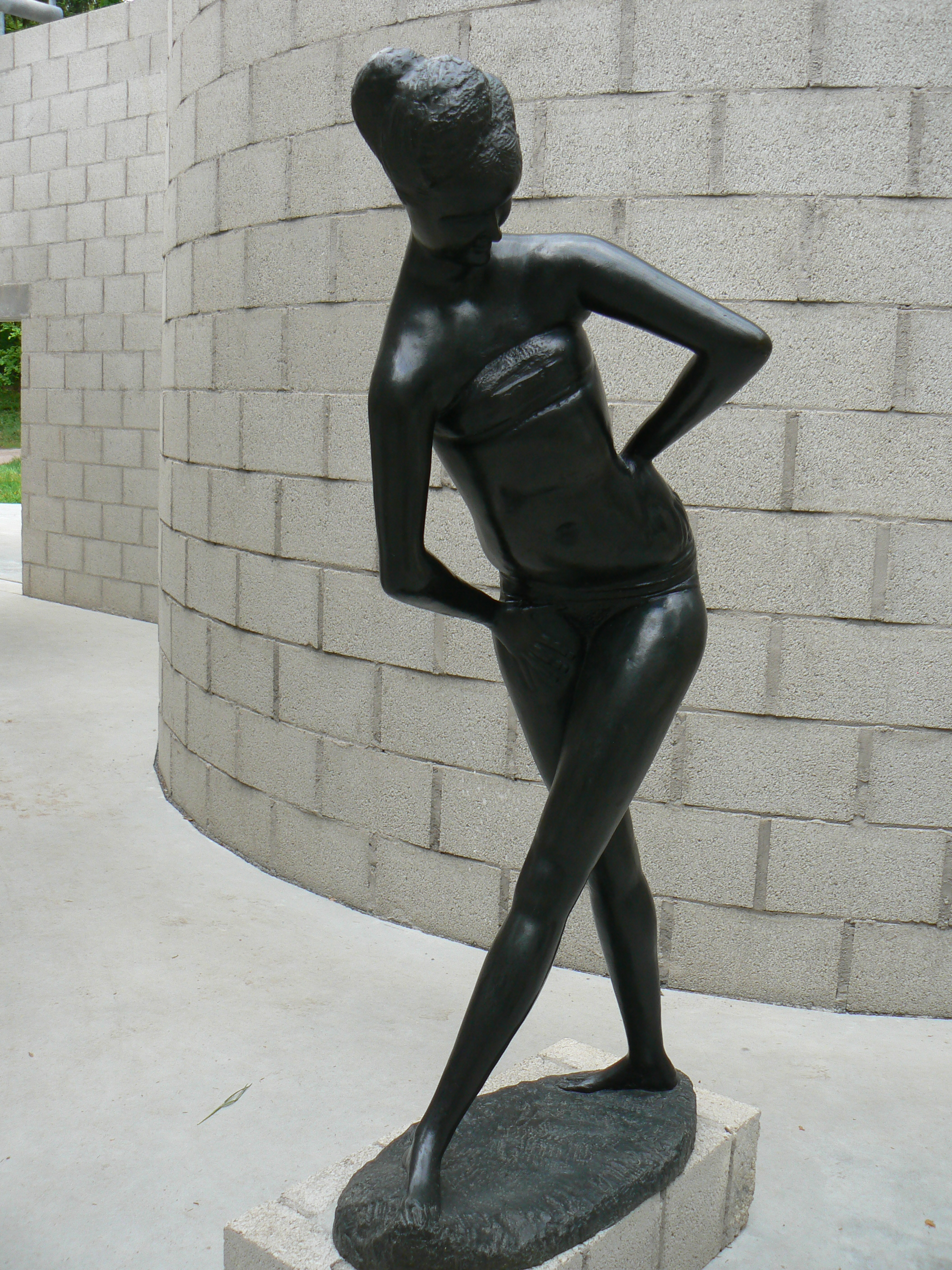
Emilio Greco, Grande bagnante n. 3, 1957
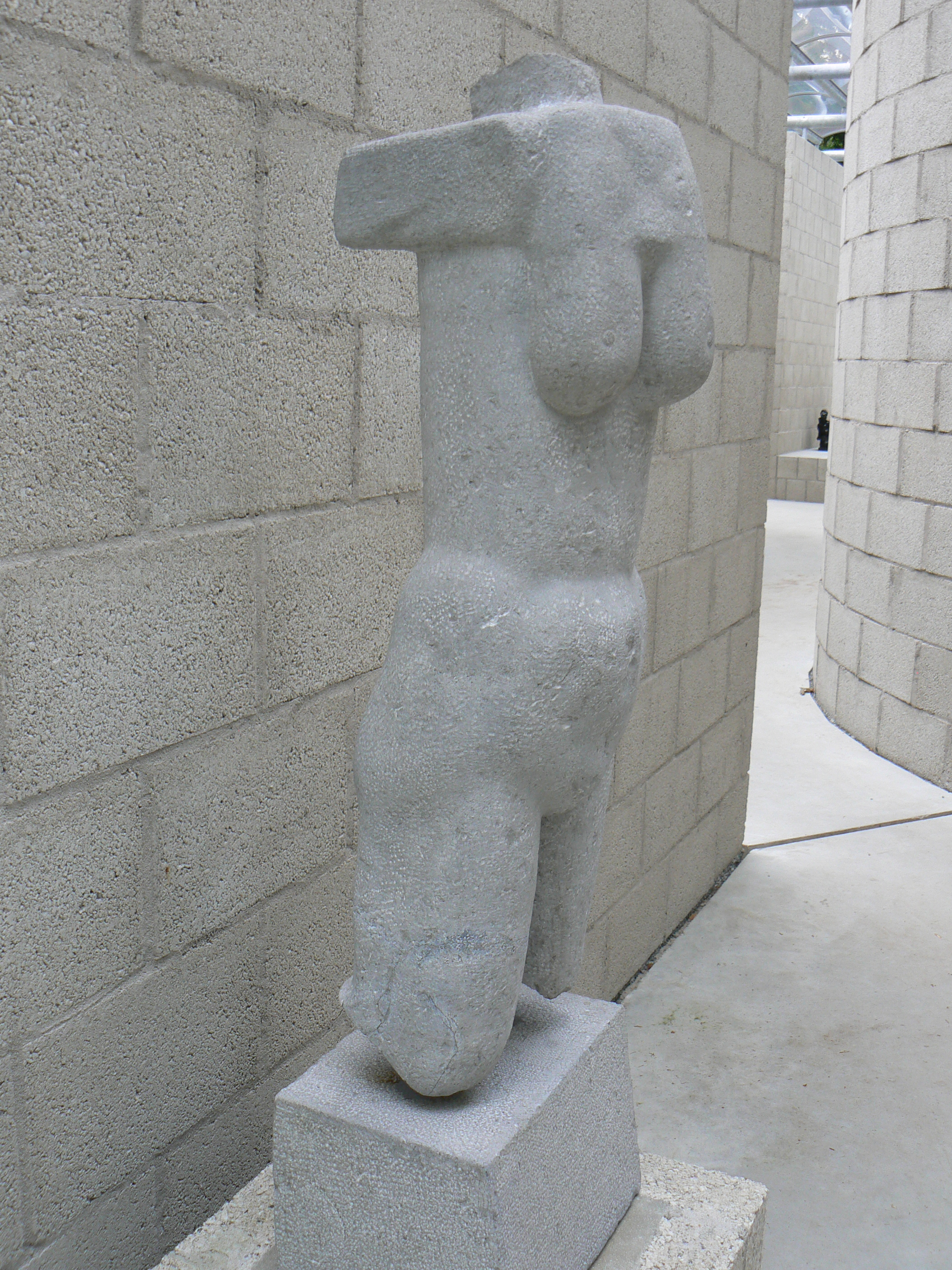
Oscar Jespers, Vooroverhellende torso, 1932
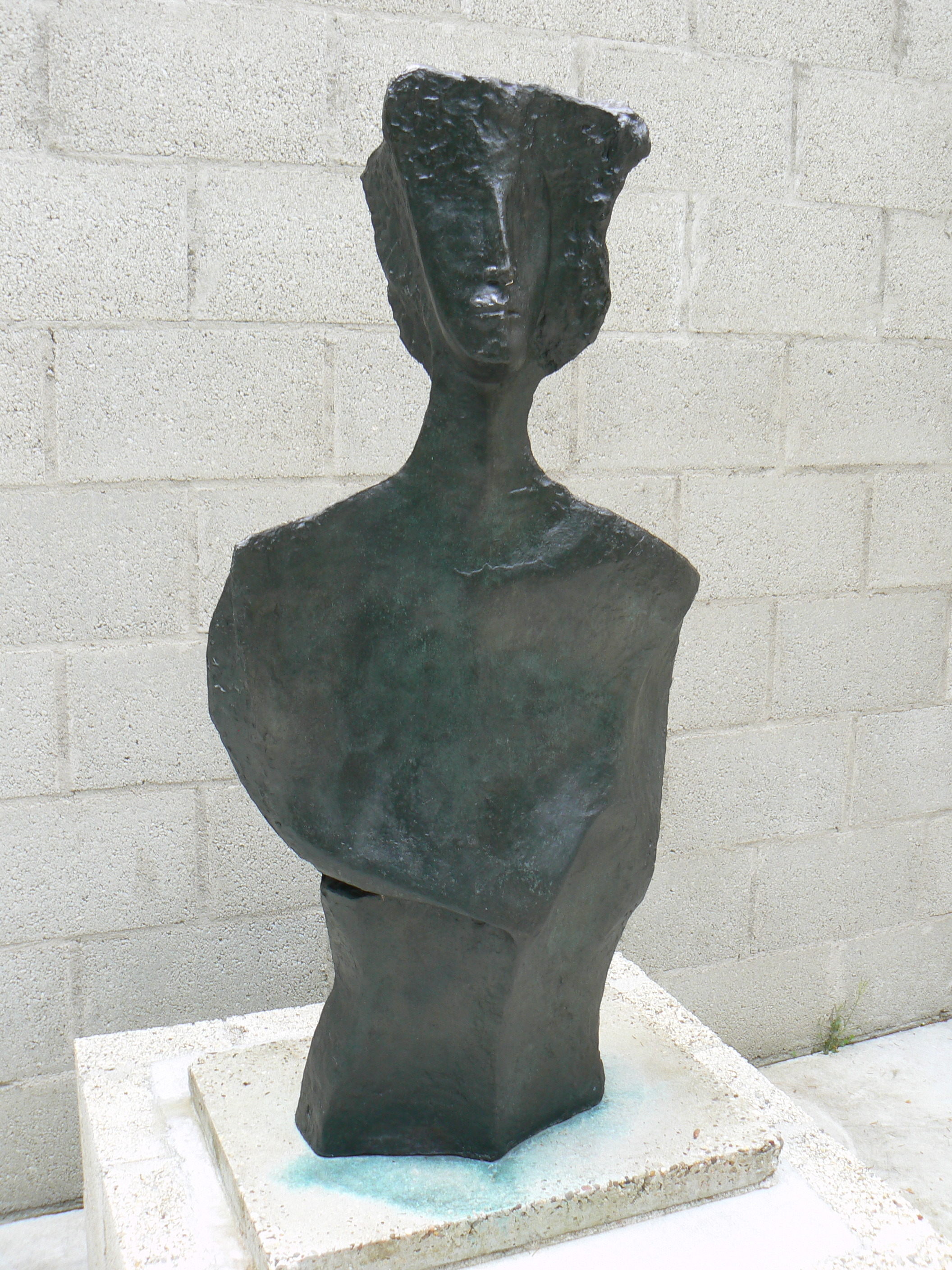
Mario Negri, Il grande busto, 1956/57
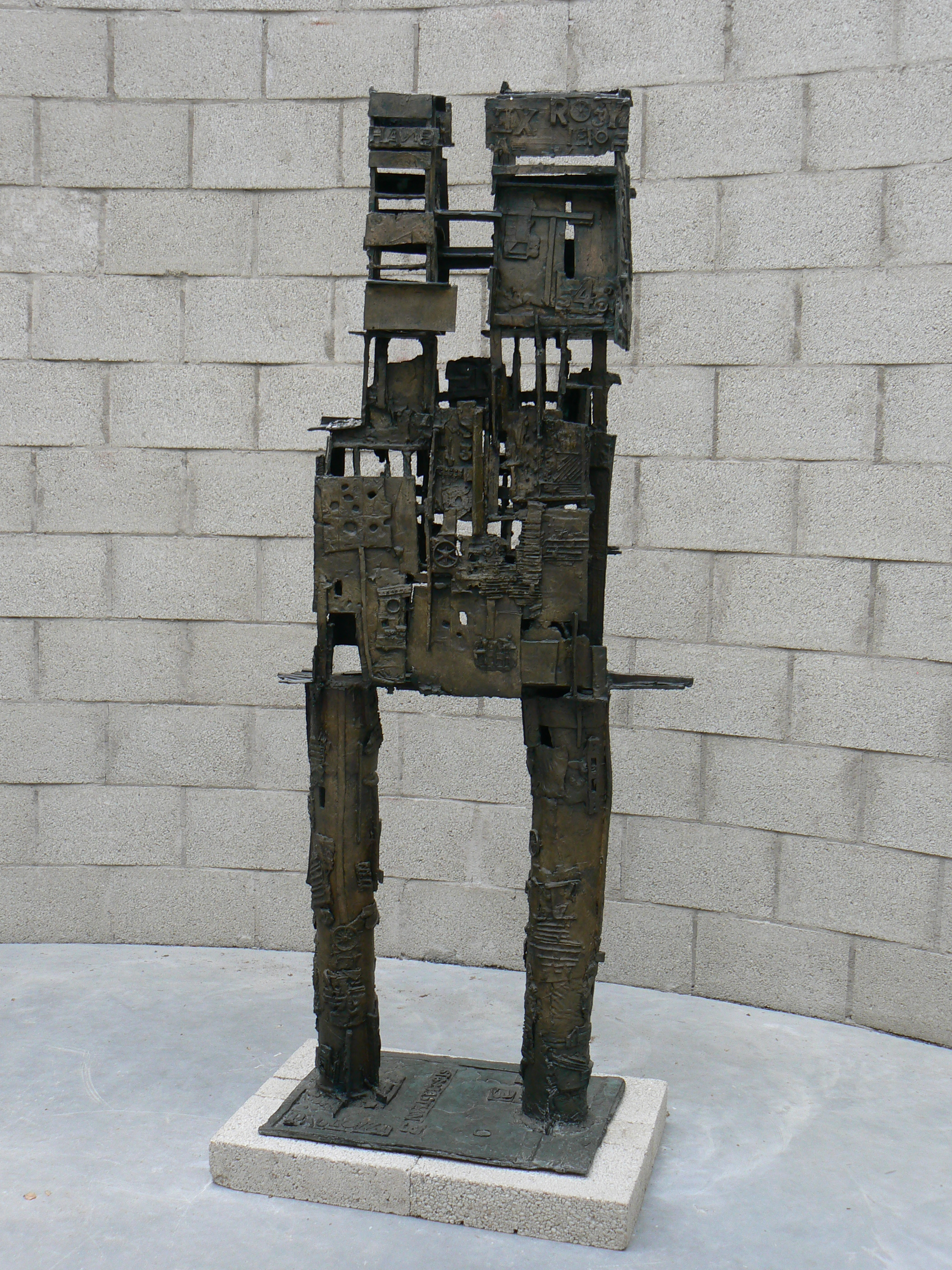
Eduardo Paolozzi, St.Sebastian III, 1958
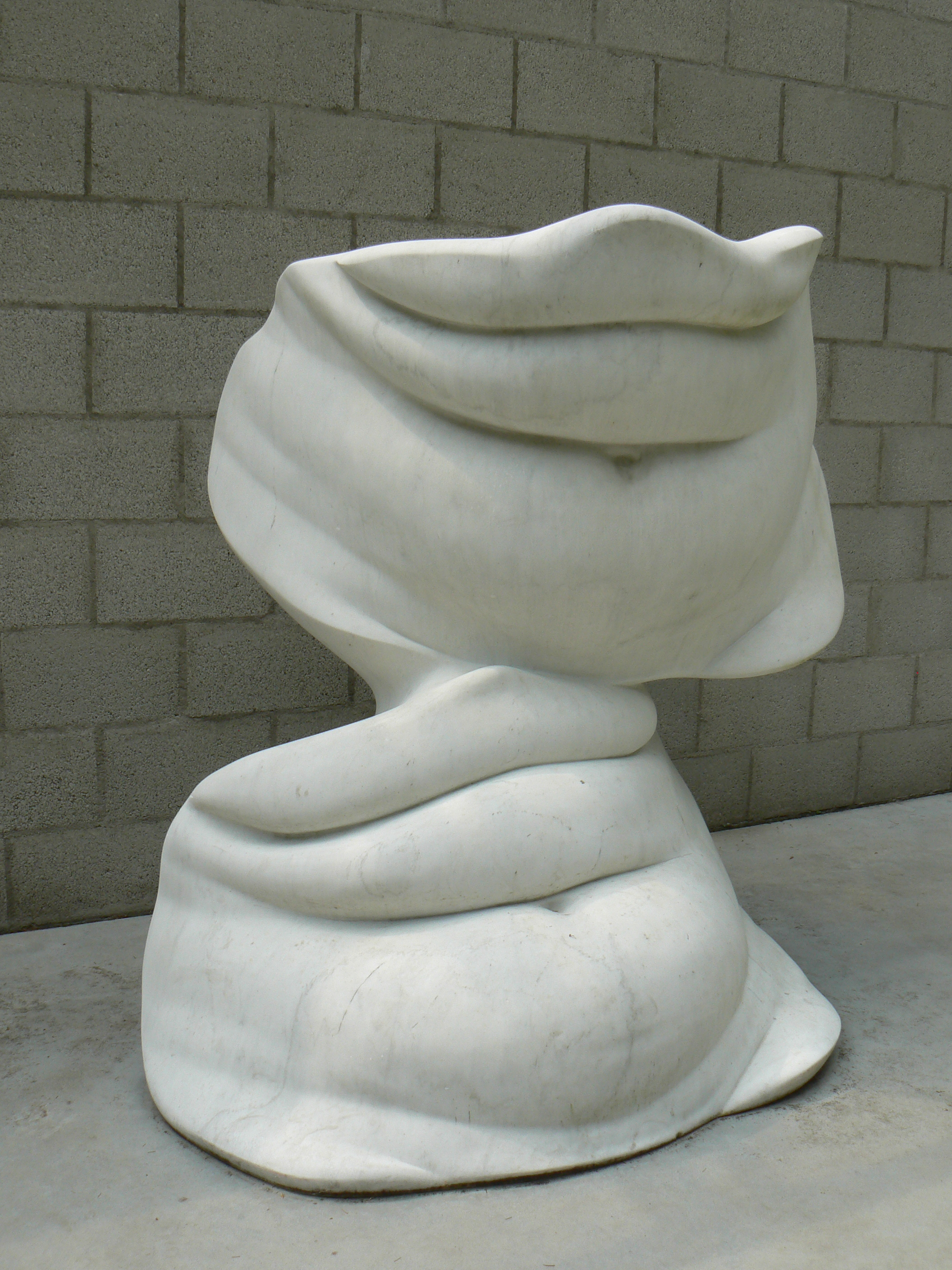
Alina Szapocznikow, Wielkie brzuchy (Bellies), 1968
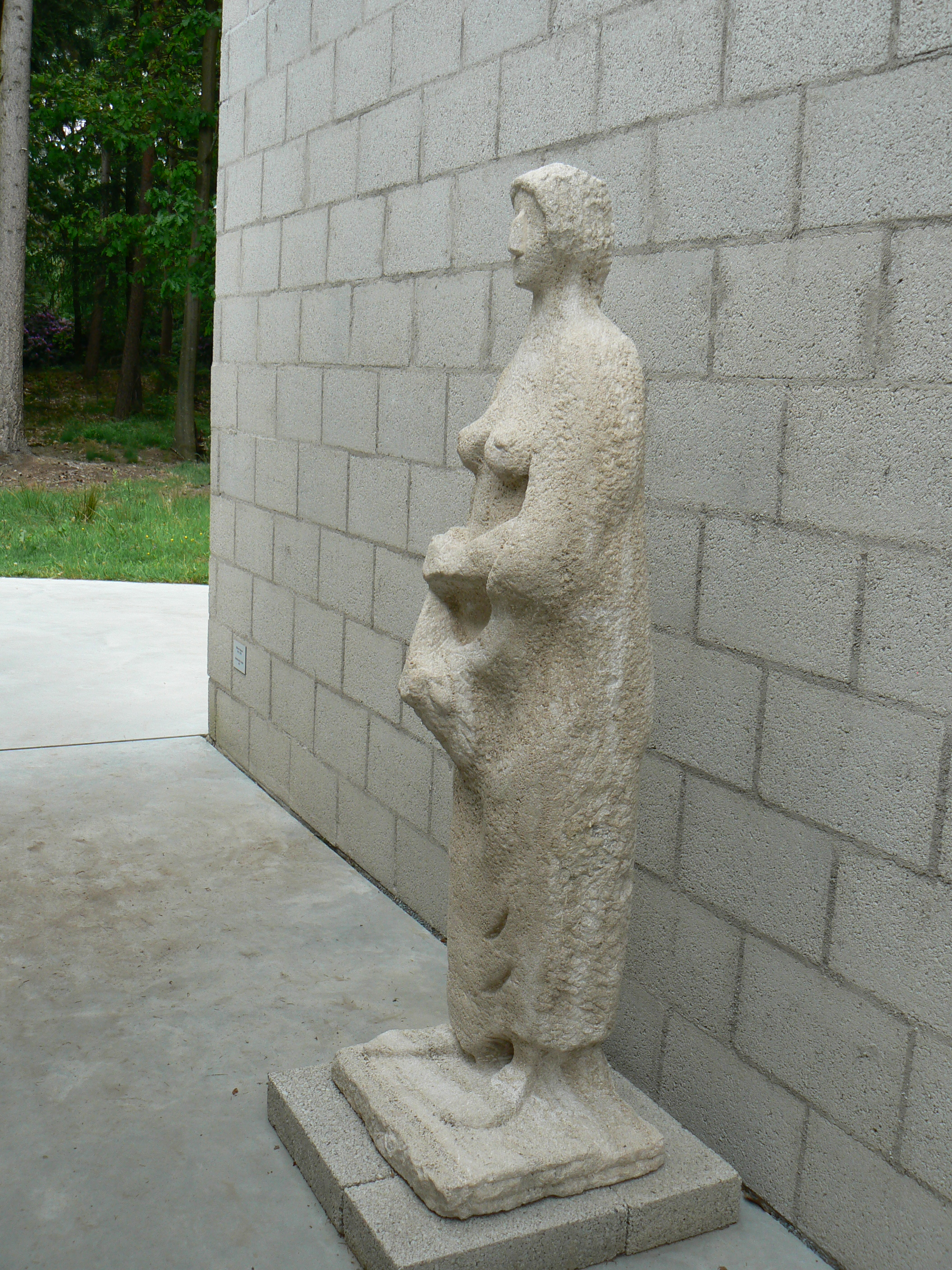
Fritz Wotruba, Stehende Frau, 1947
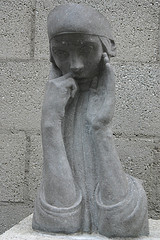
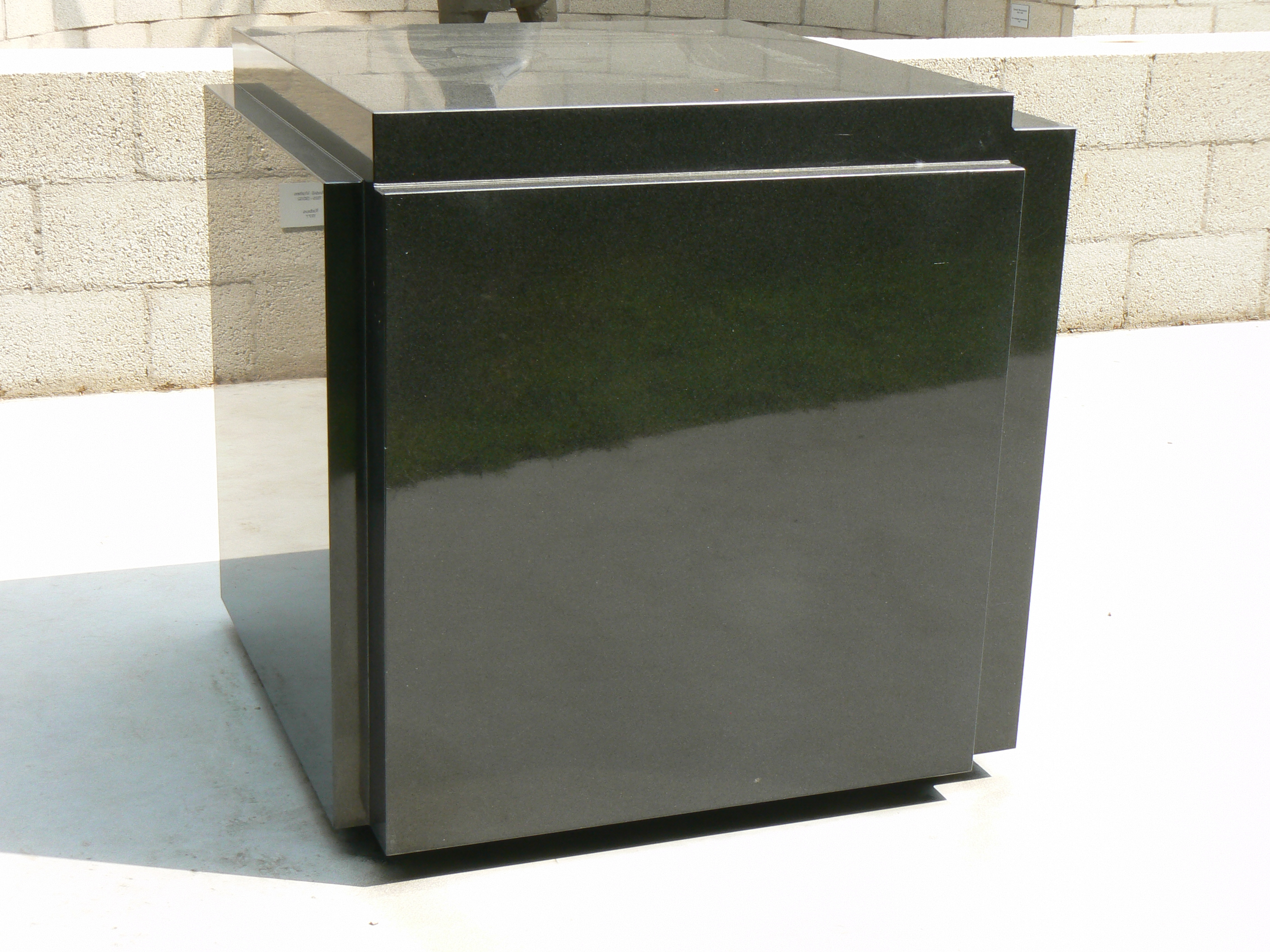
André Volten, Kubus, 1975
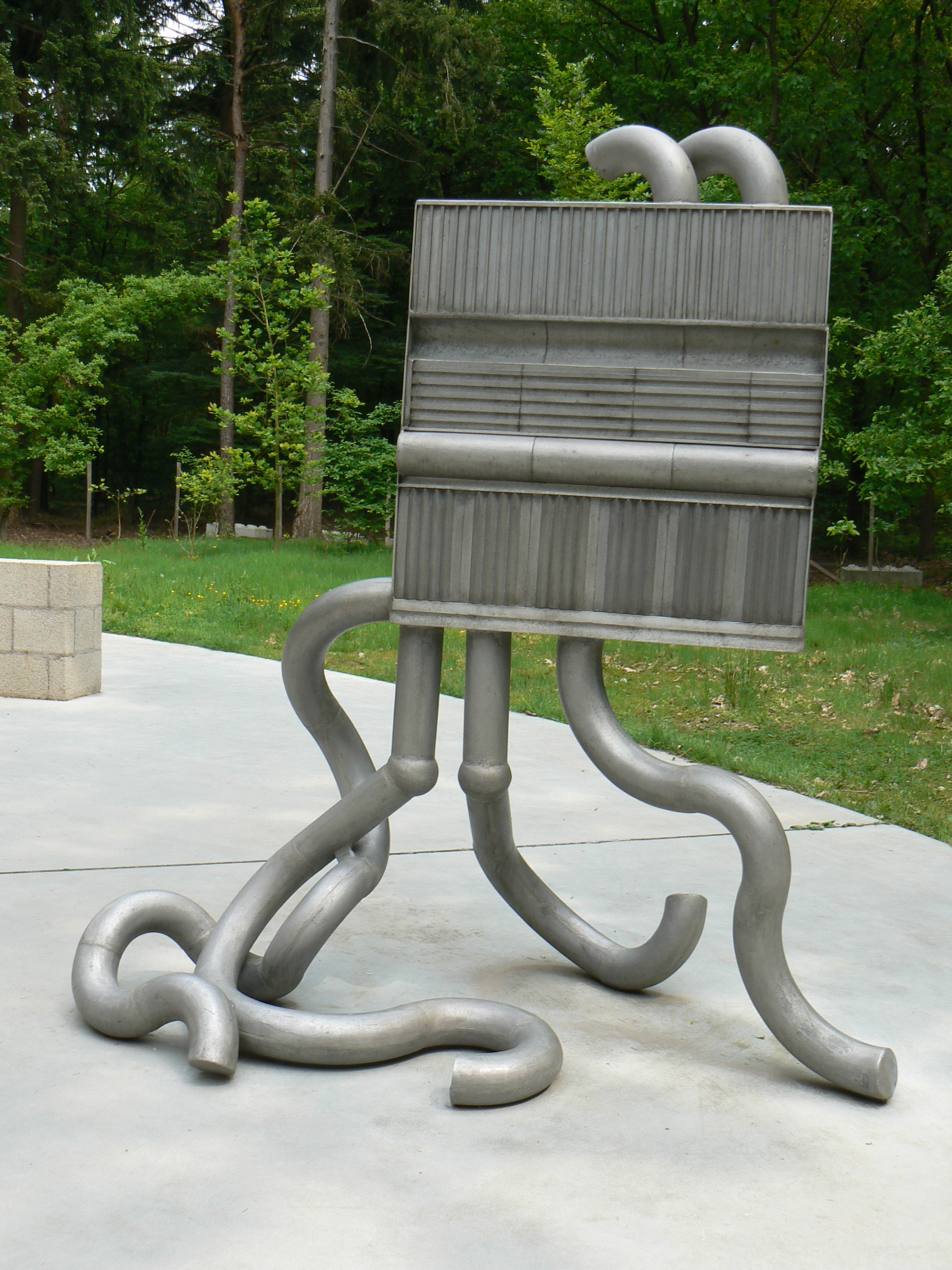
Eduardo Paolozzi, Medea, 1964
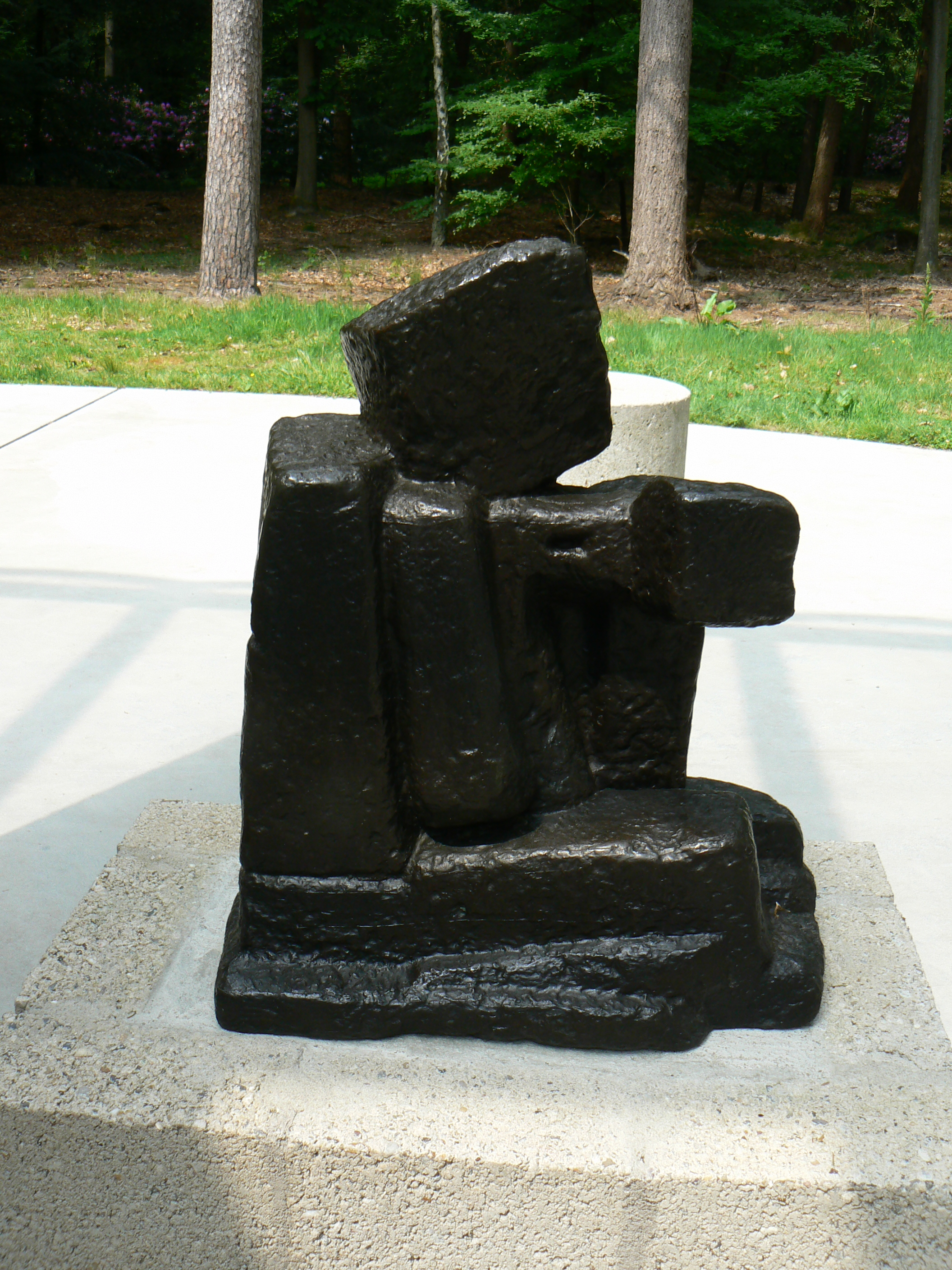
Fritz Wotruba, Hockende Figur, 1950/51
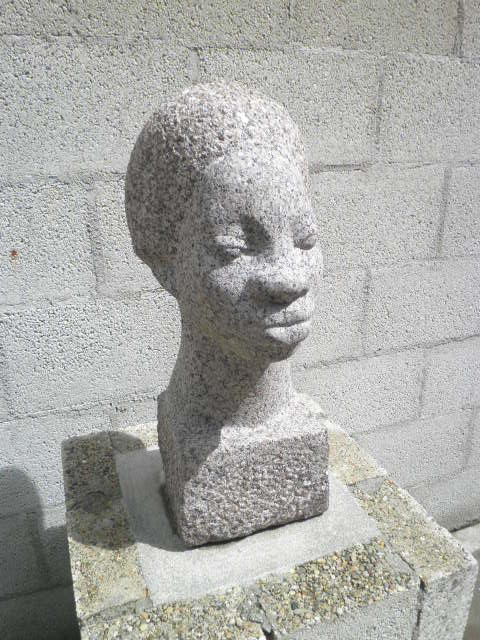
Charlotte van Pallandt, Kop van een negerin, 1939

### Centraal en zuidwest gedeelte

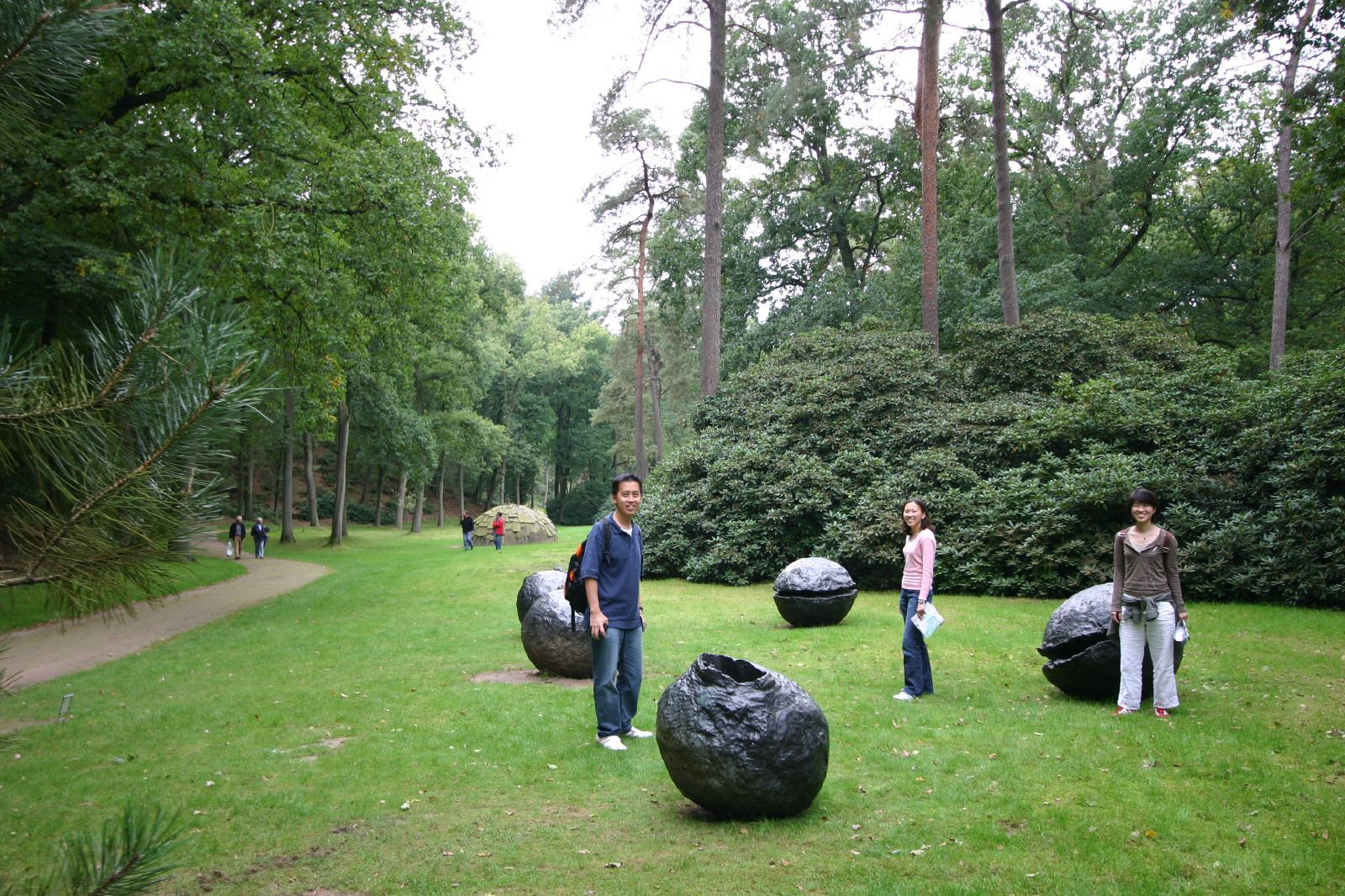
Southwestern area
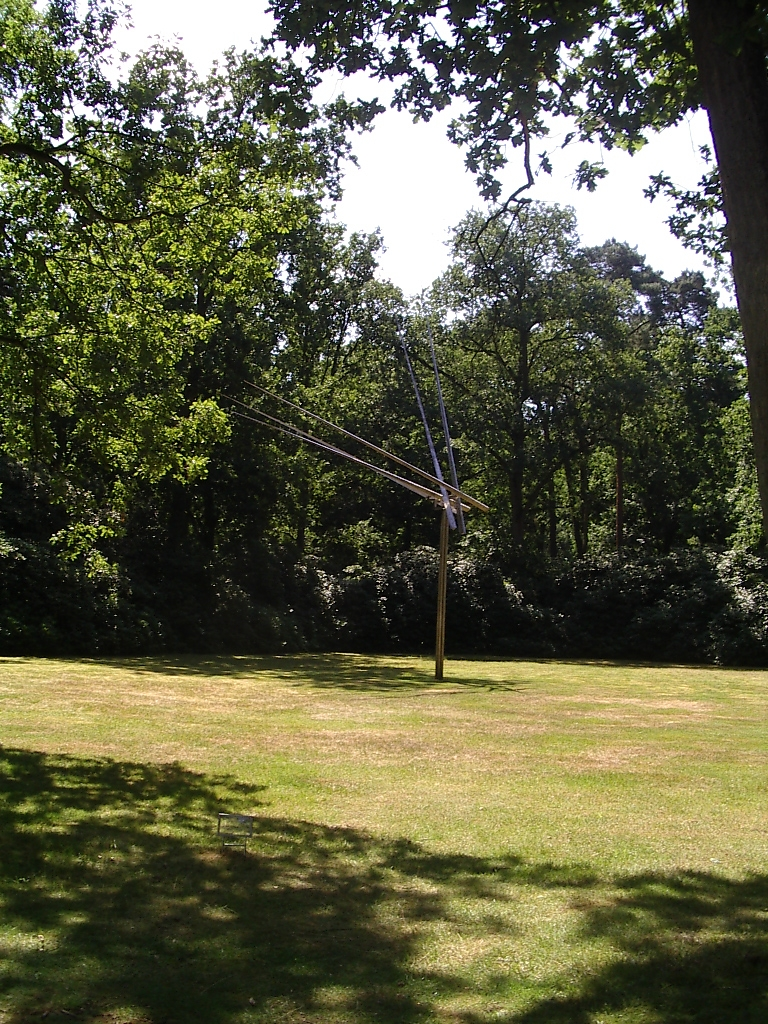
George Rickey, 2vertical, 3 horizontal lines, 1965-1966
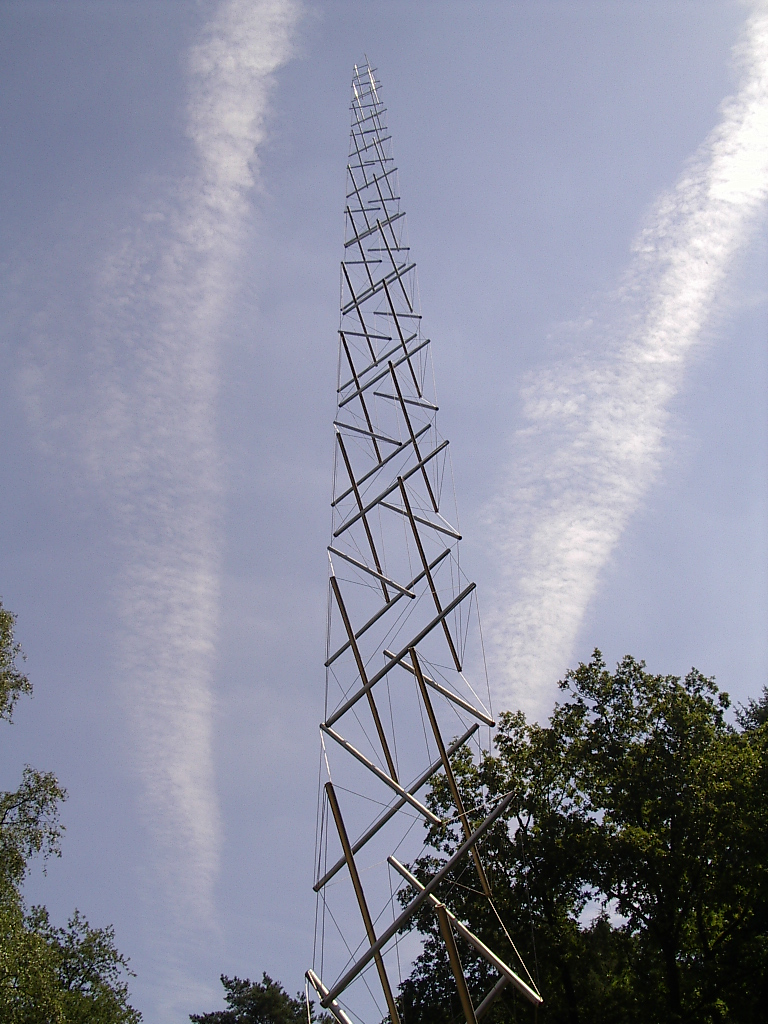
Kenneth Snelson, Needle Tower II, 1969
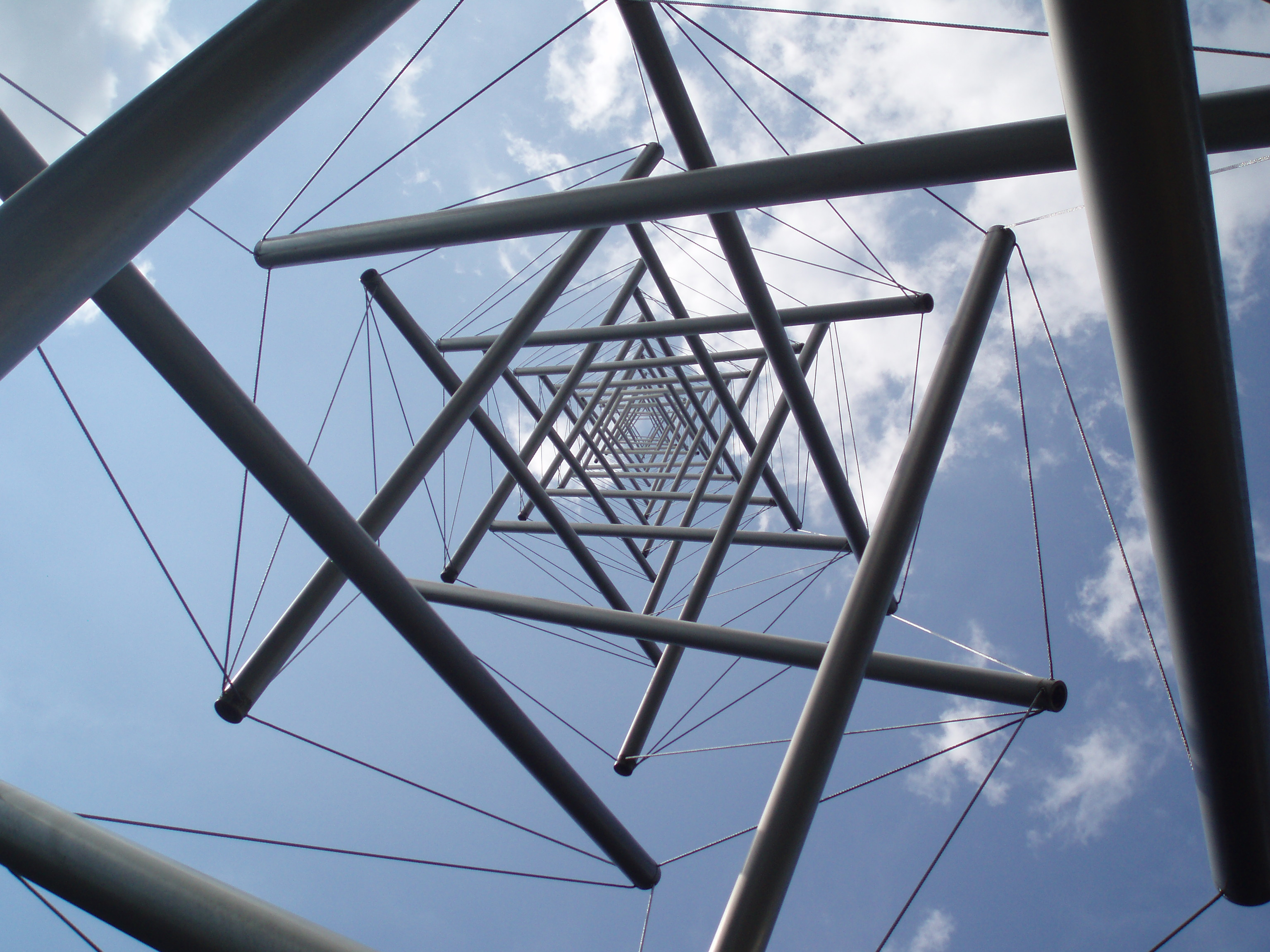
Kenneth Snelson, Needle Tower II, 1969
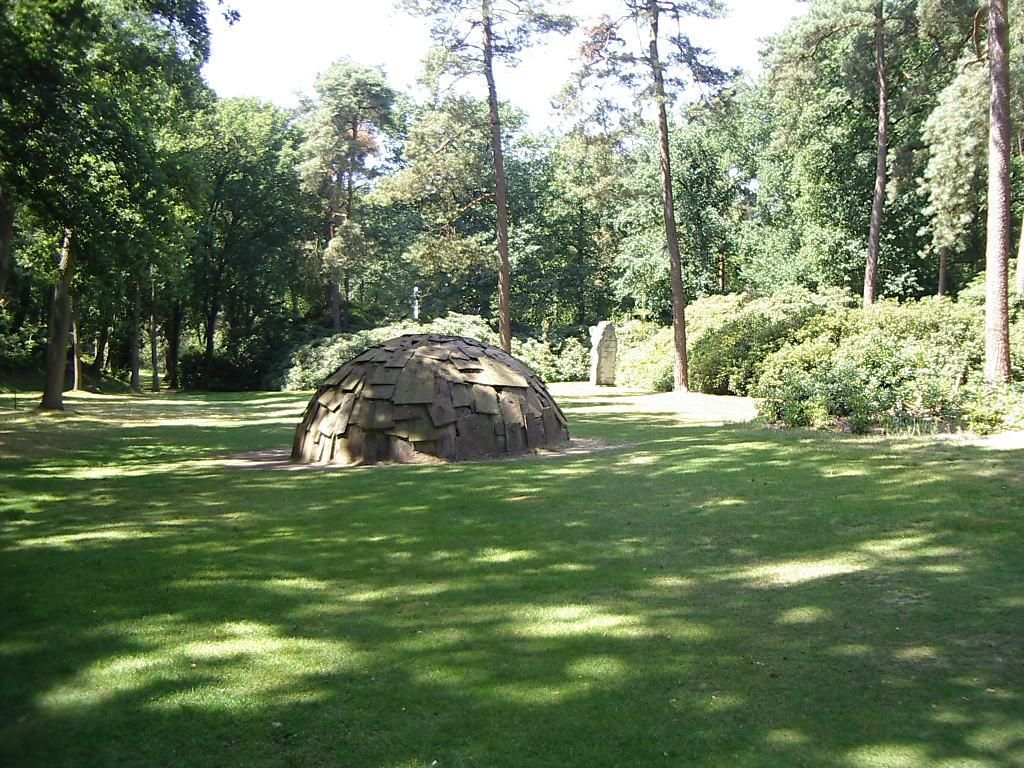
Mario Merz, Igloo di pietra, 1982
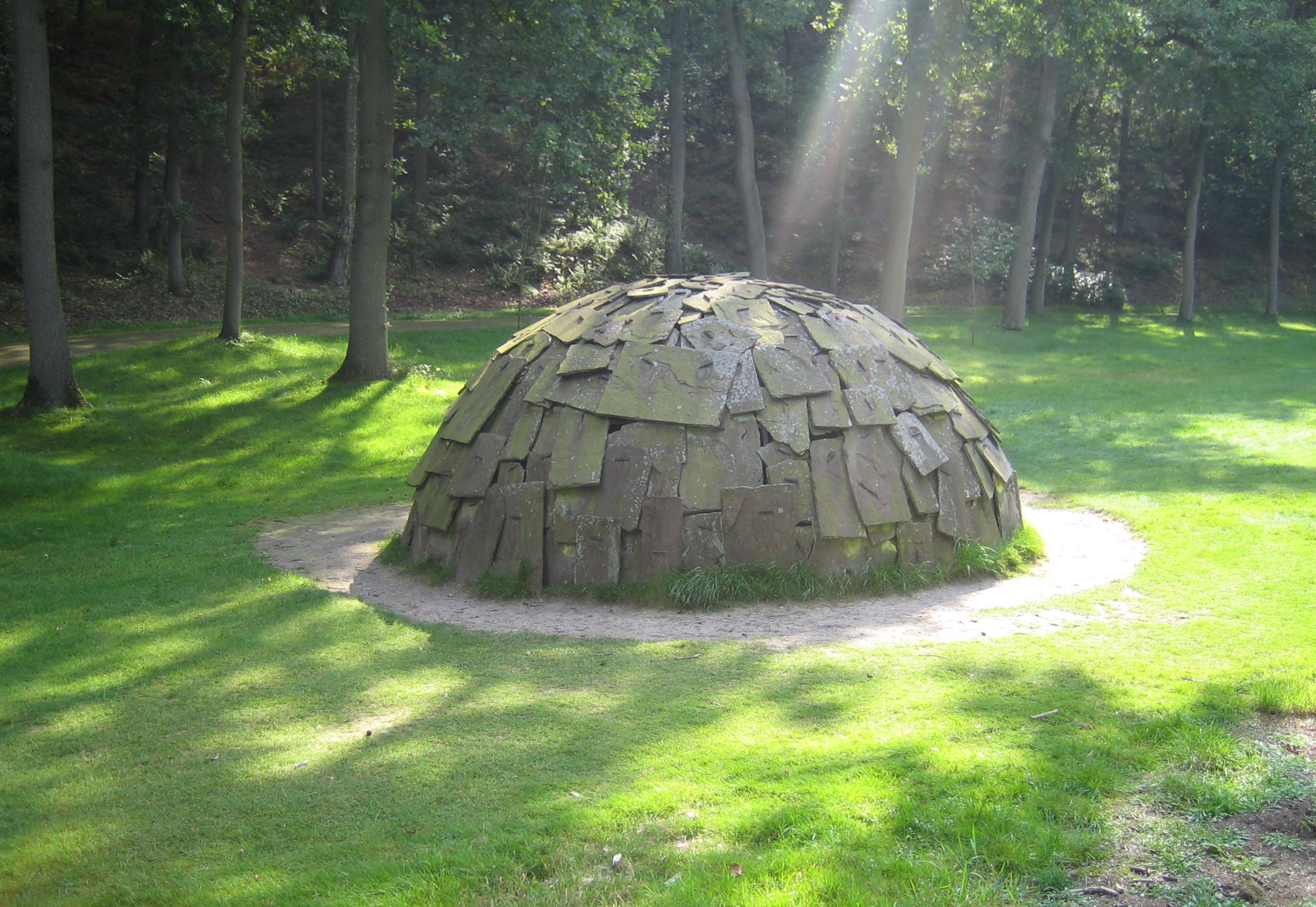
Mario Merz, Igloo di pietra, 1982
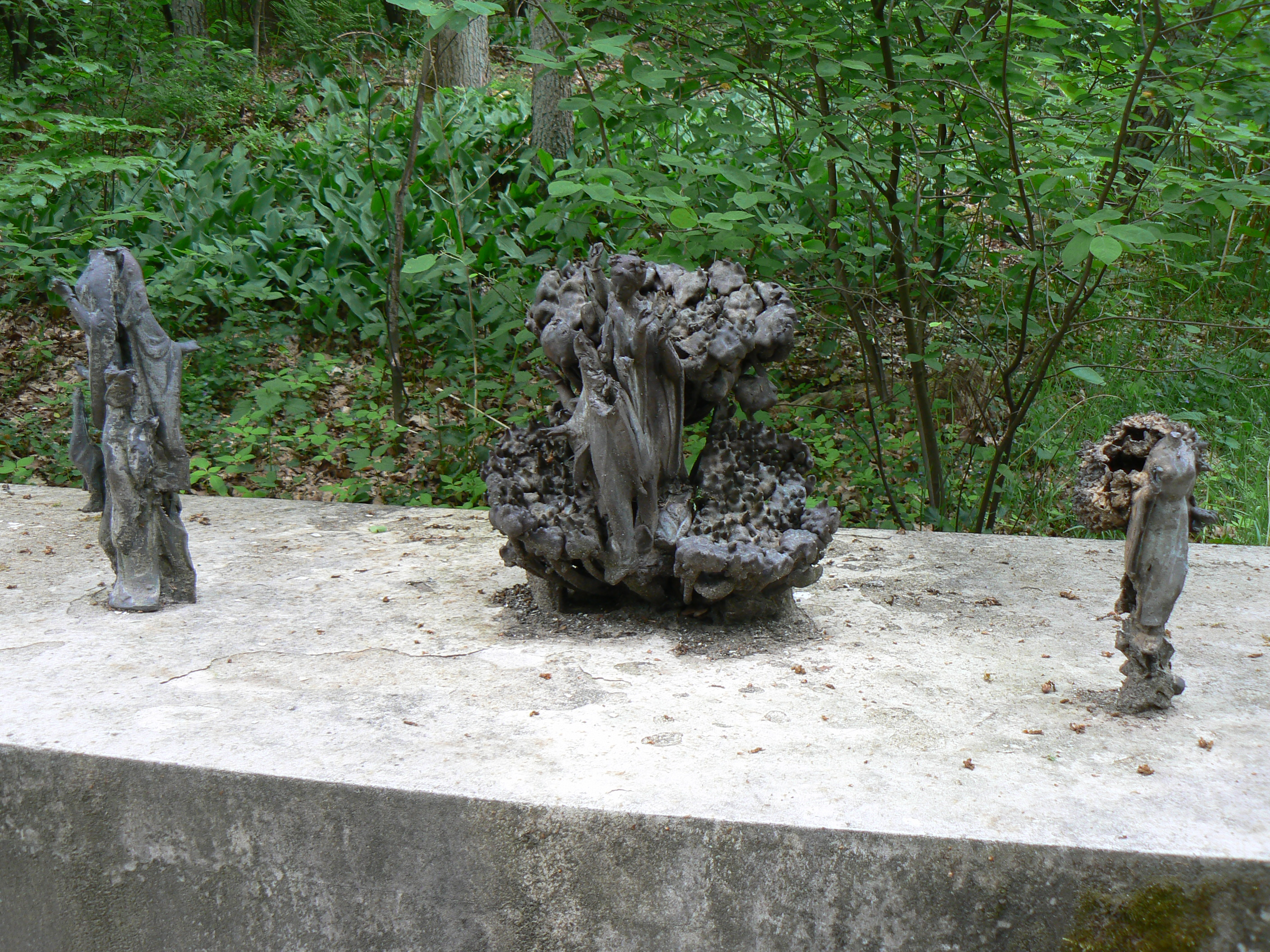
Heringa/Van Kalsbeek, Untitled, 2000
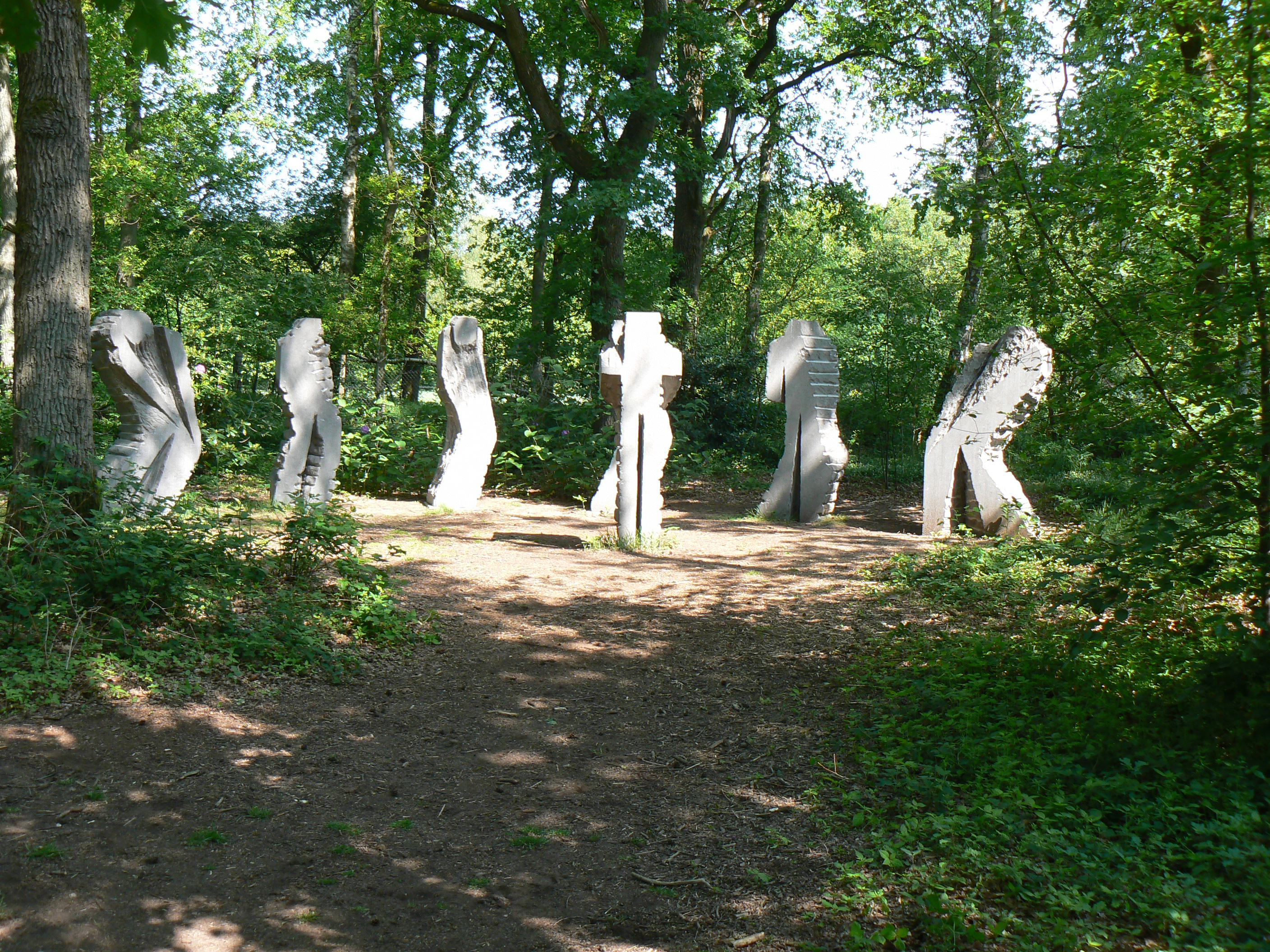
Eugène Dodeigne, Sept, 1993
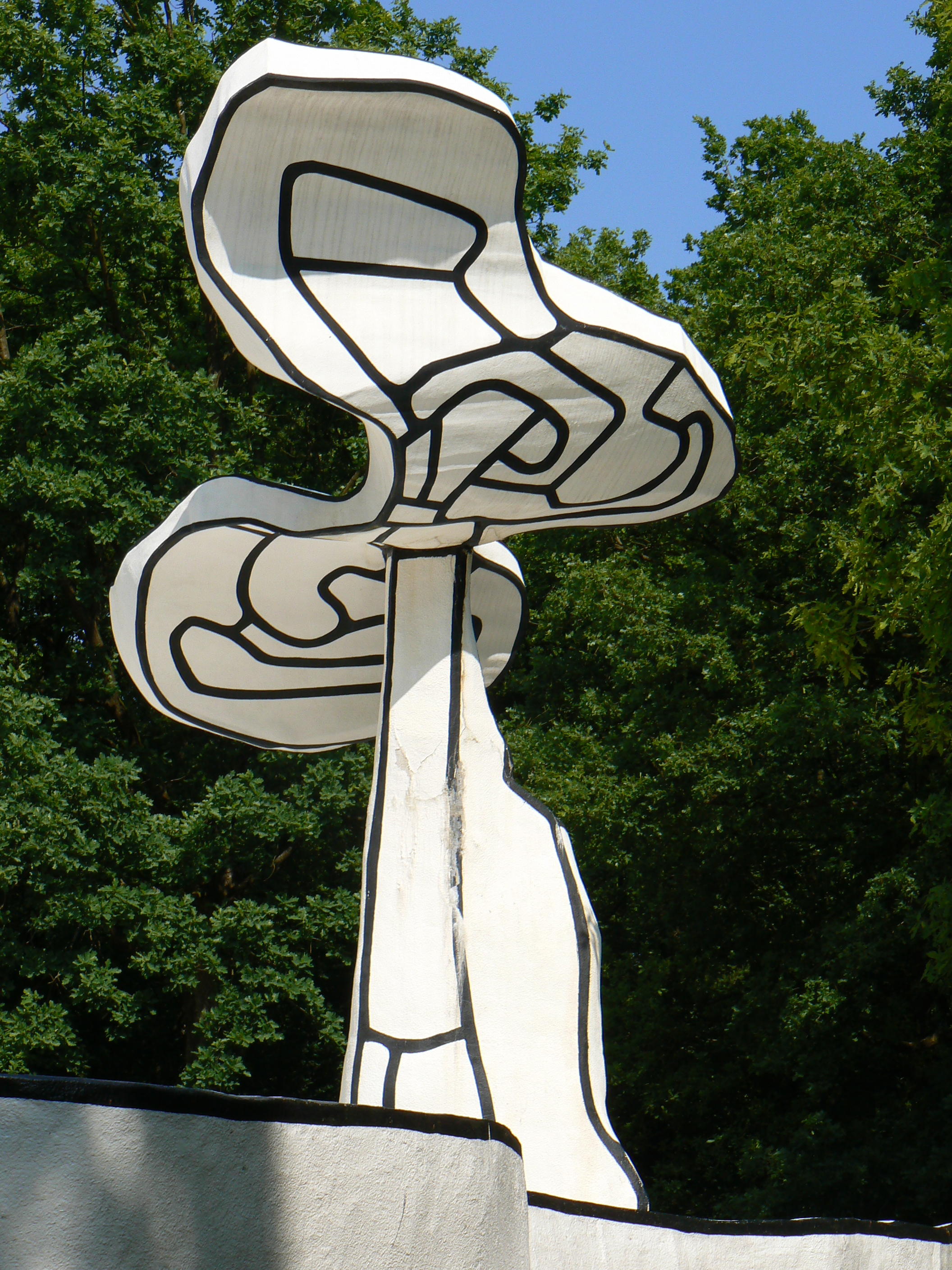
Jean Dubuffet, Jardin d'Email, 1974
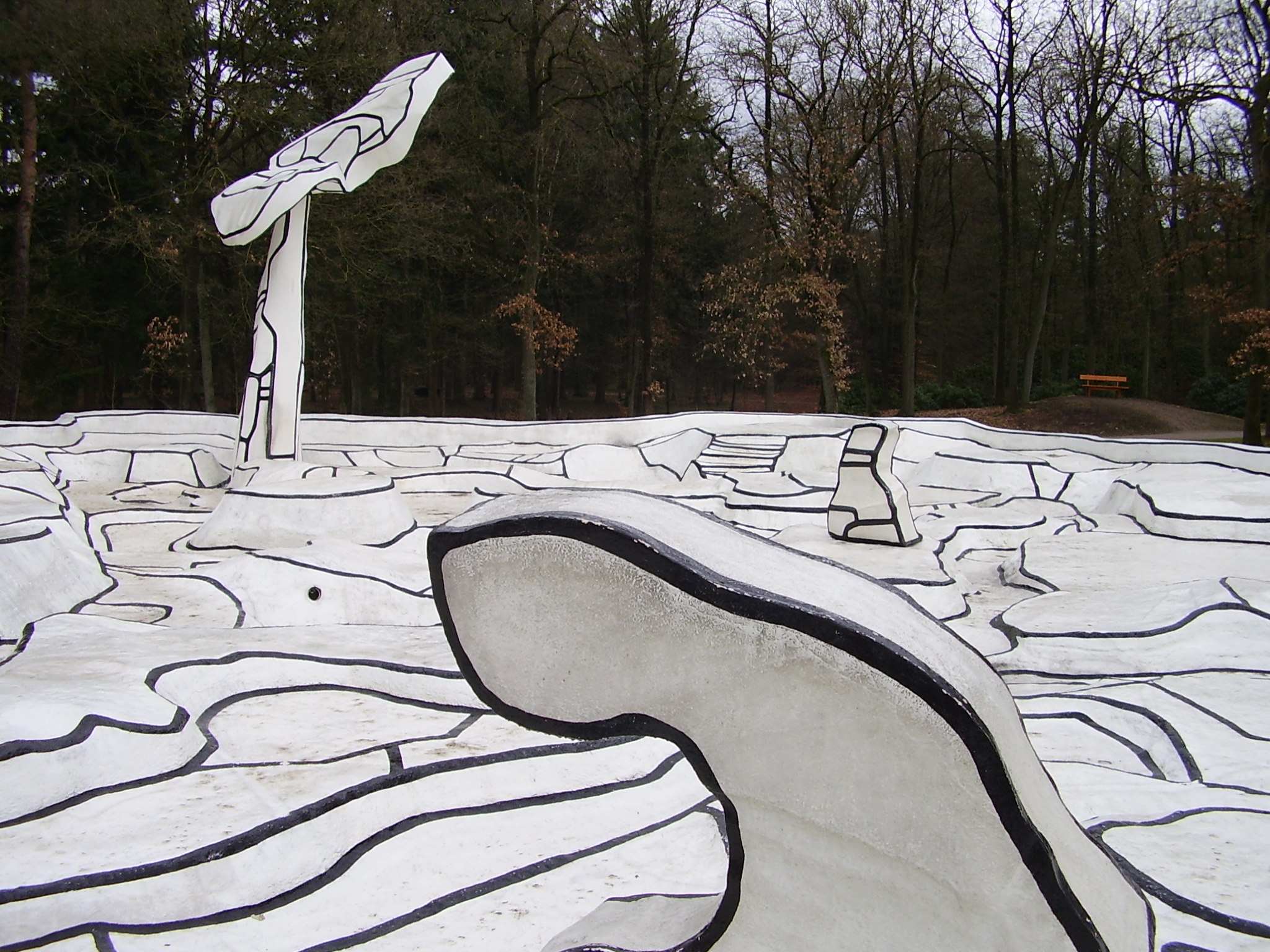
Jean Dubuffet, Jardin d'Email, 1974
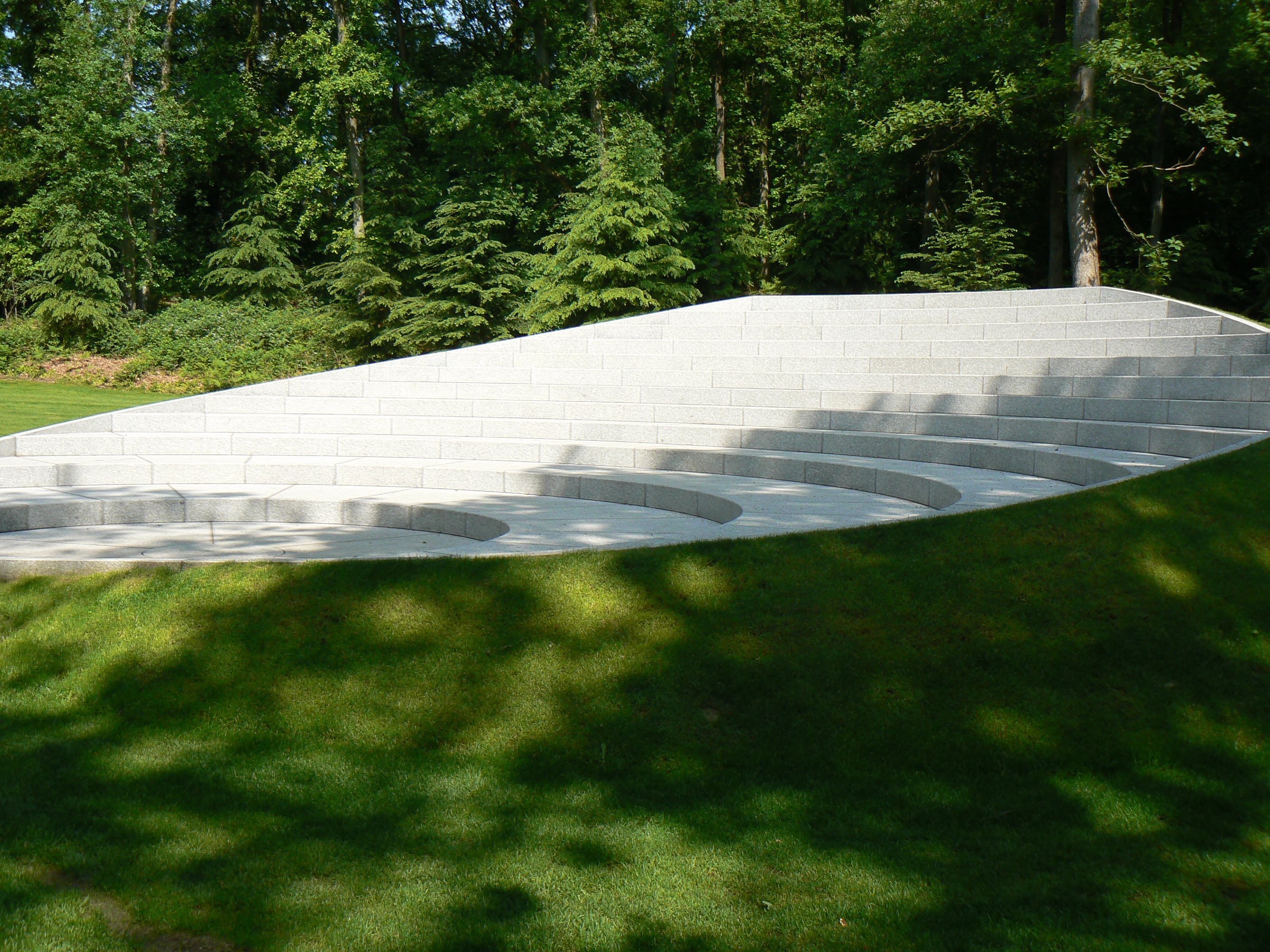
Marta Pan, Amphitheatre, 2005
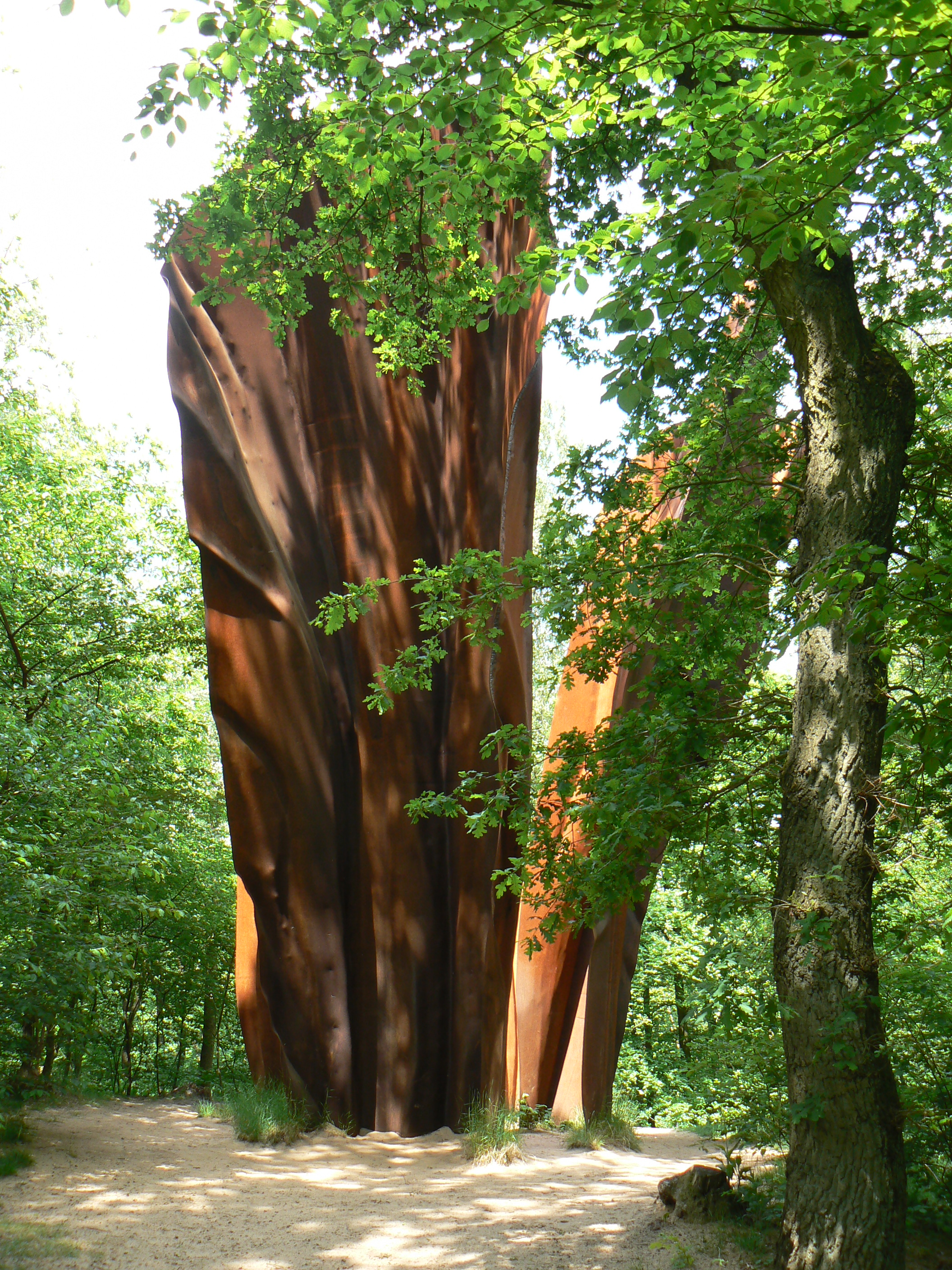
Rudi van de Wint, View, 2001
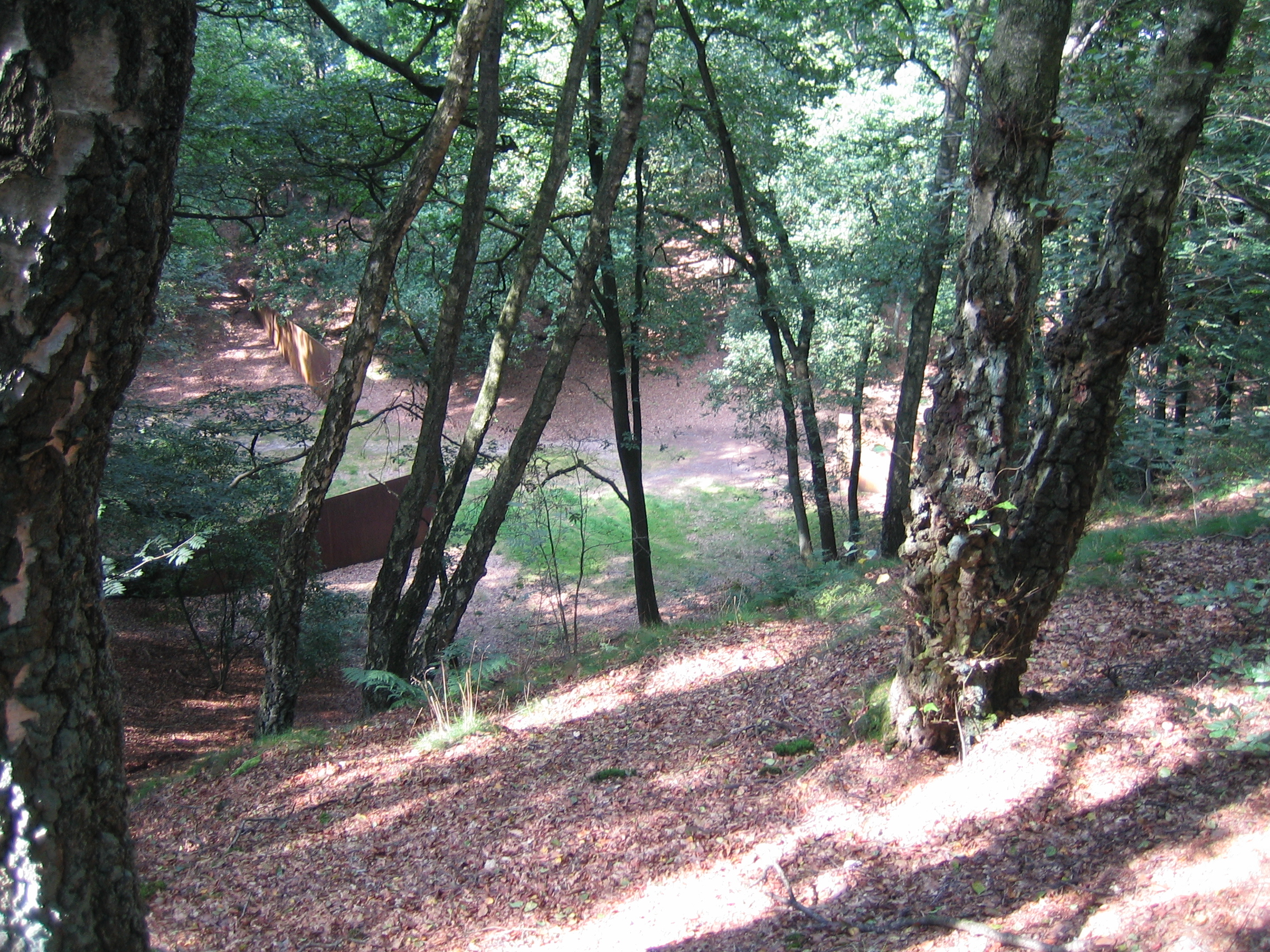
Richard Serra, Spin out, for Robert Smithson, 1972-1973
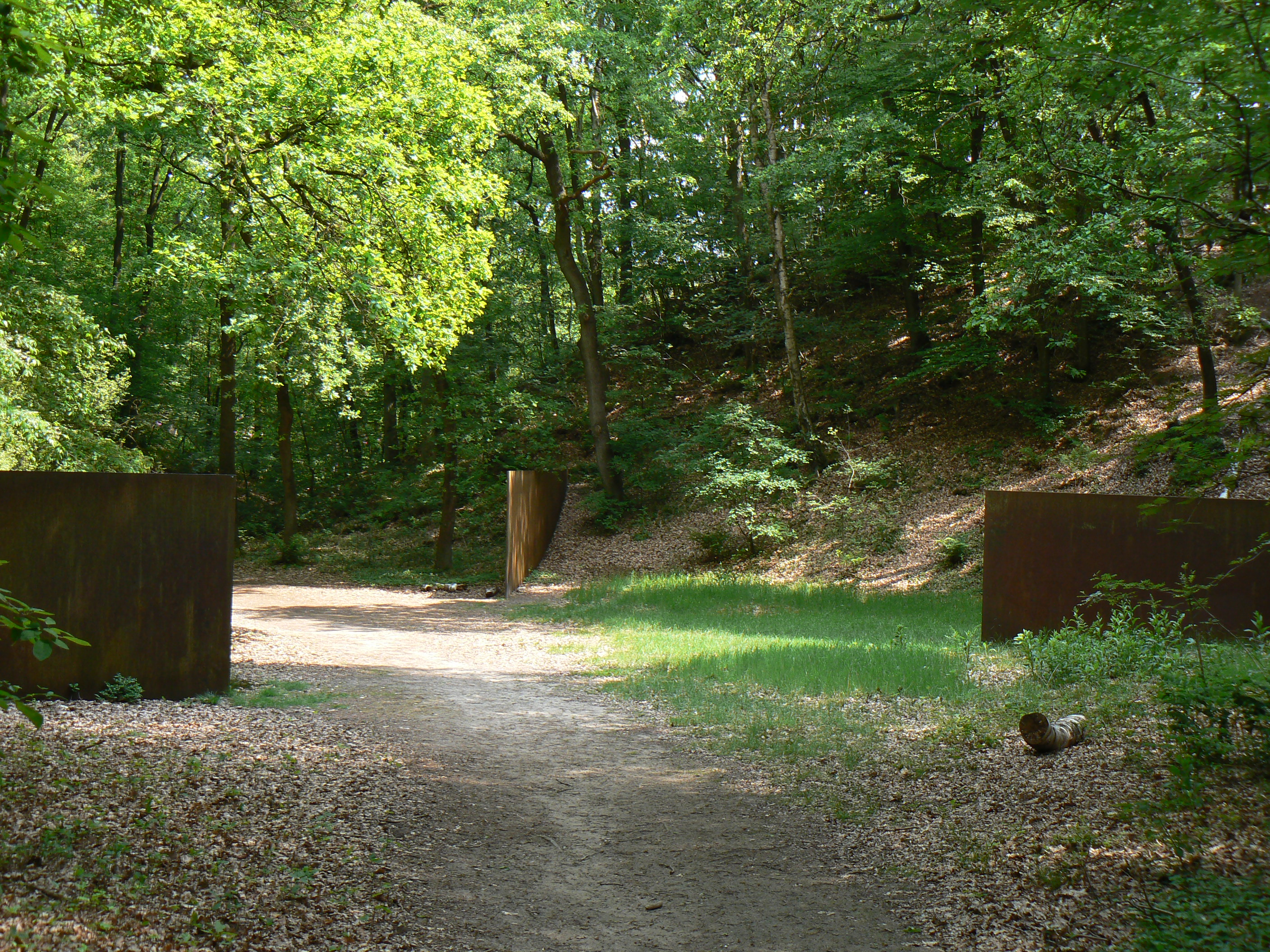
Richard Serra, Spin out, for Robert Smithson, 1972-1973
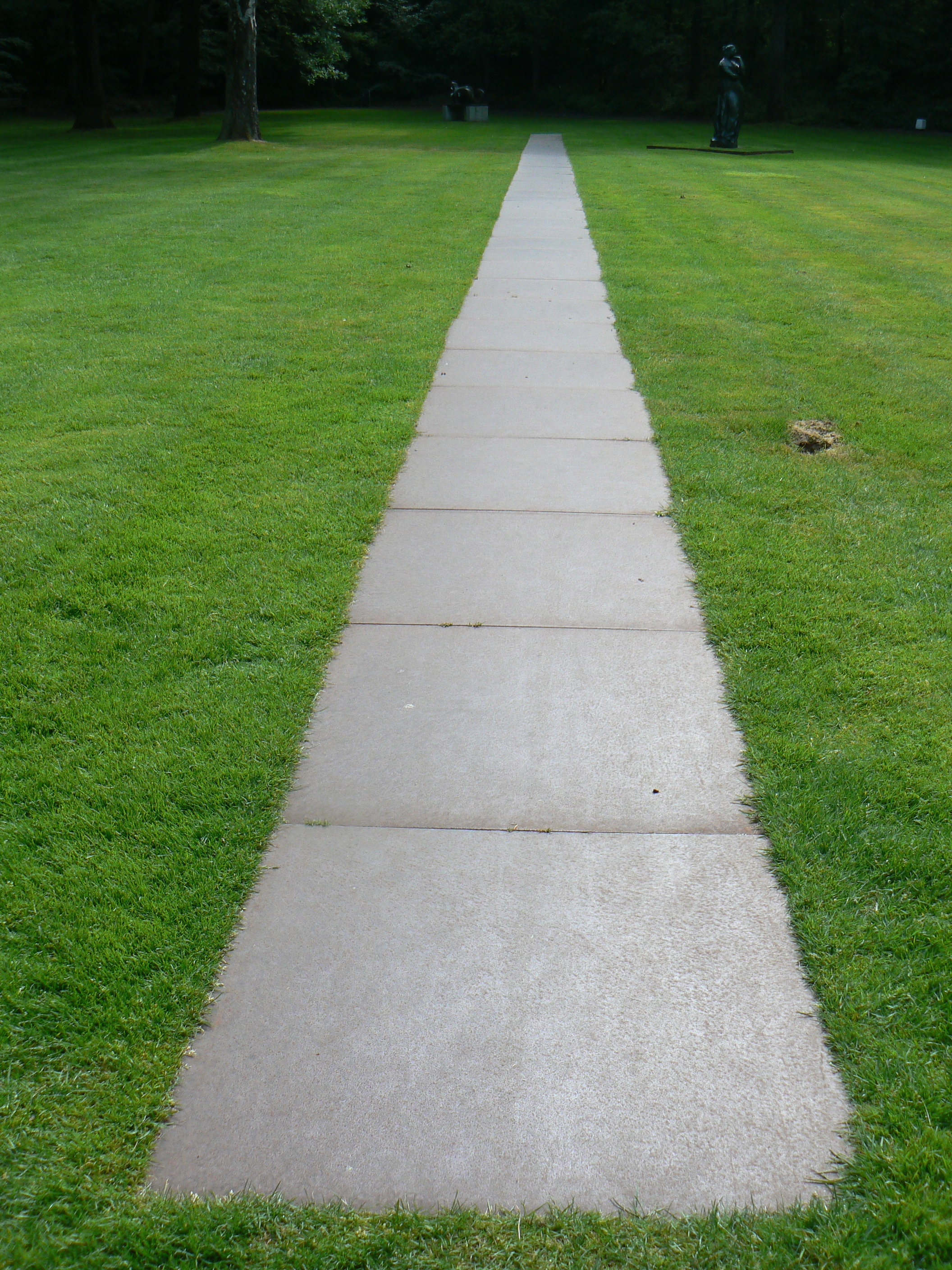
Carl Andre, 43 Roaring forty, 1968
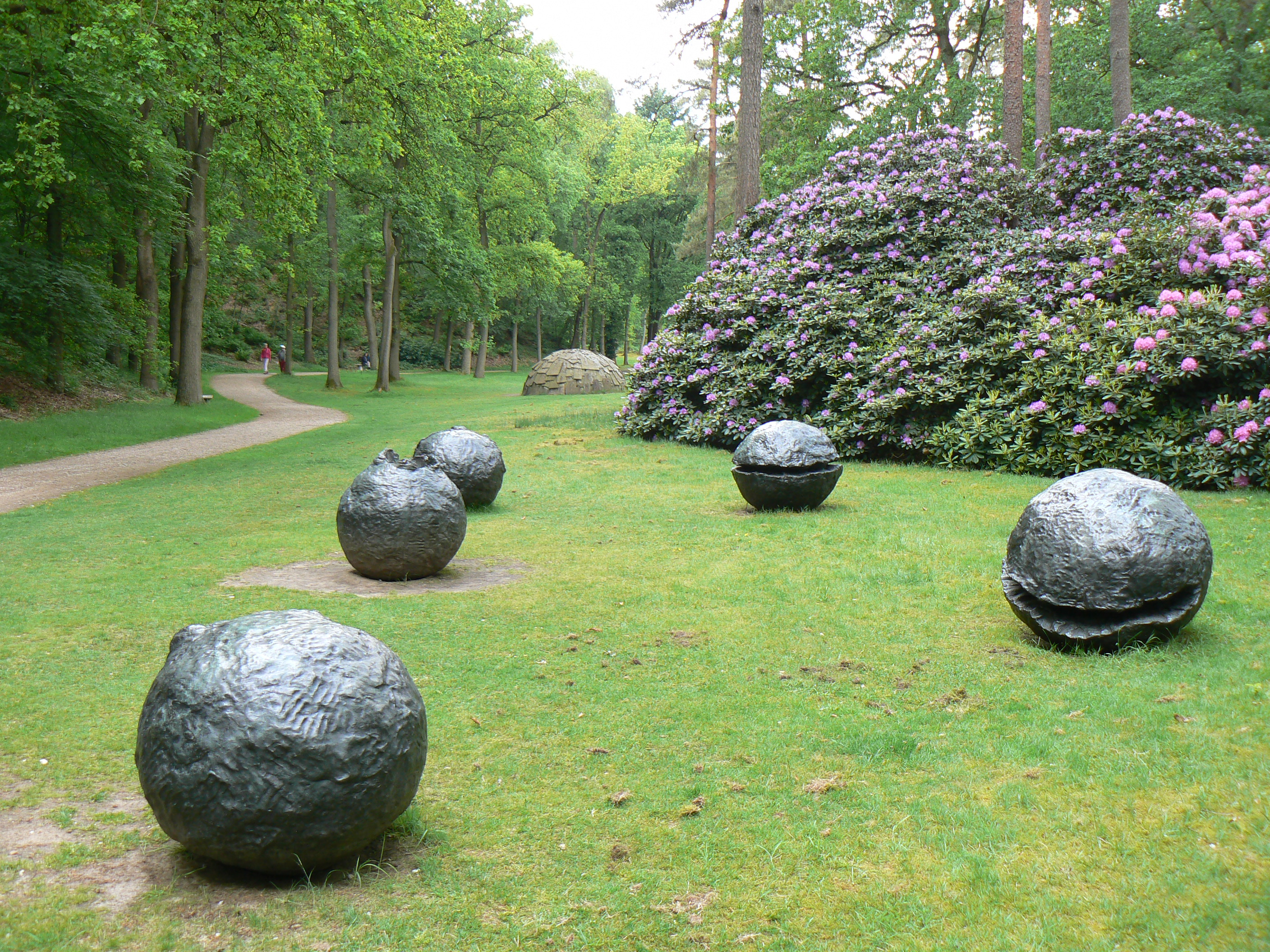
Lucio Fontana, Concetto spaziale Natura, 1959-1960

### Noordwest gedeelte

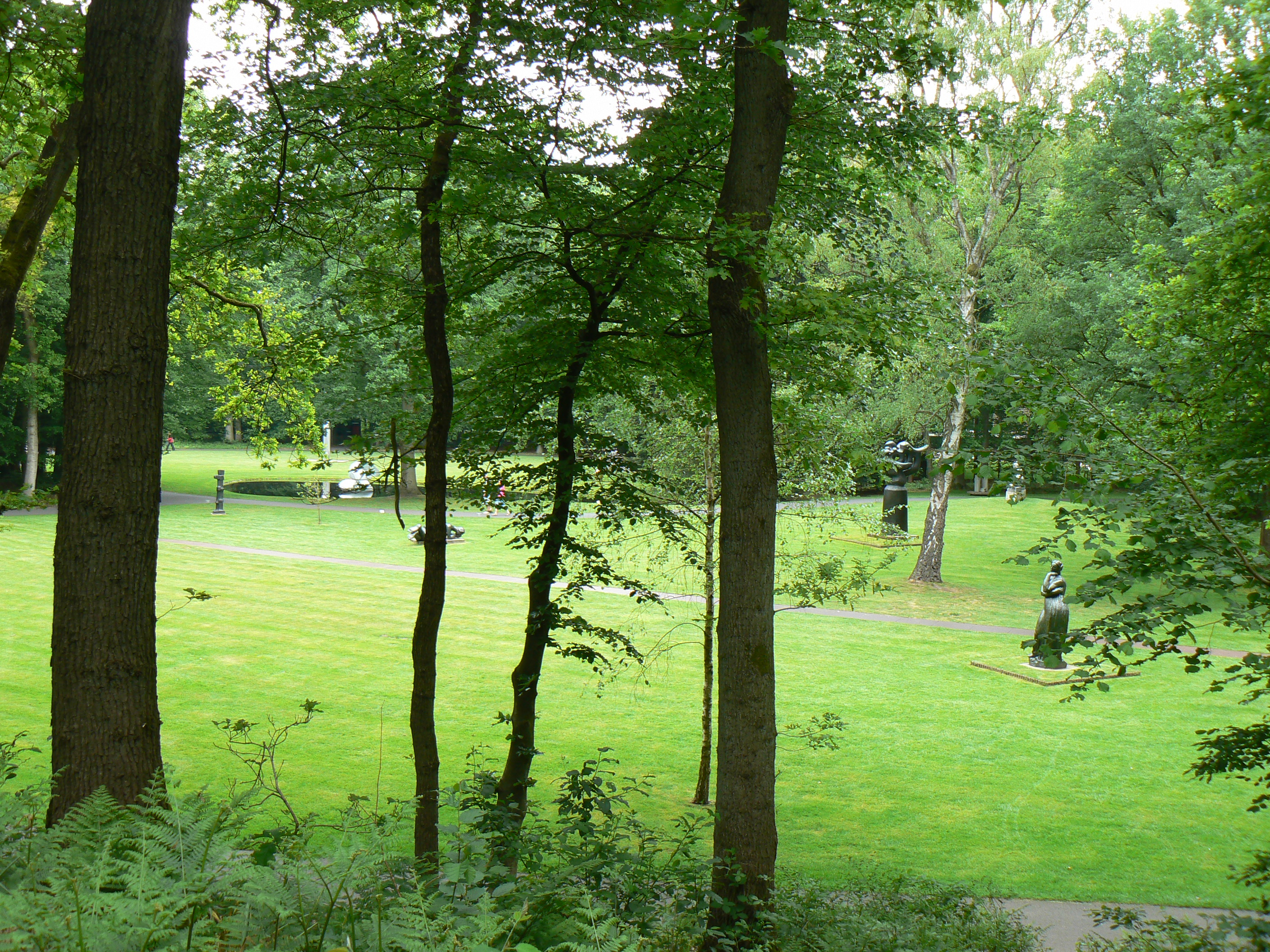
Northwestern area
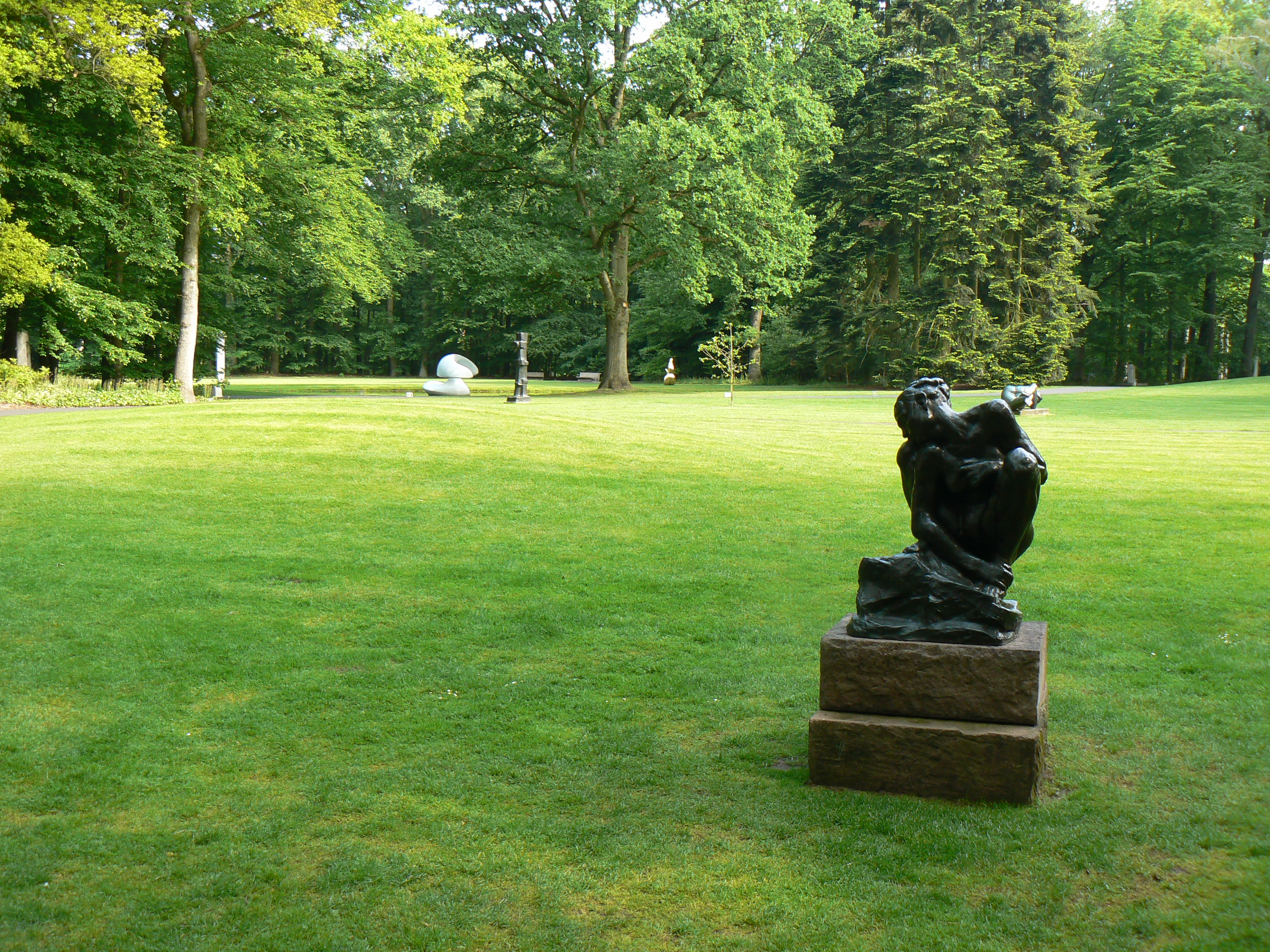
Northwestern area
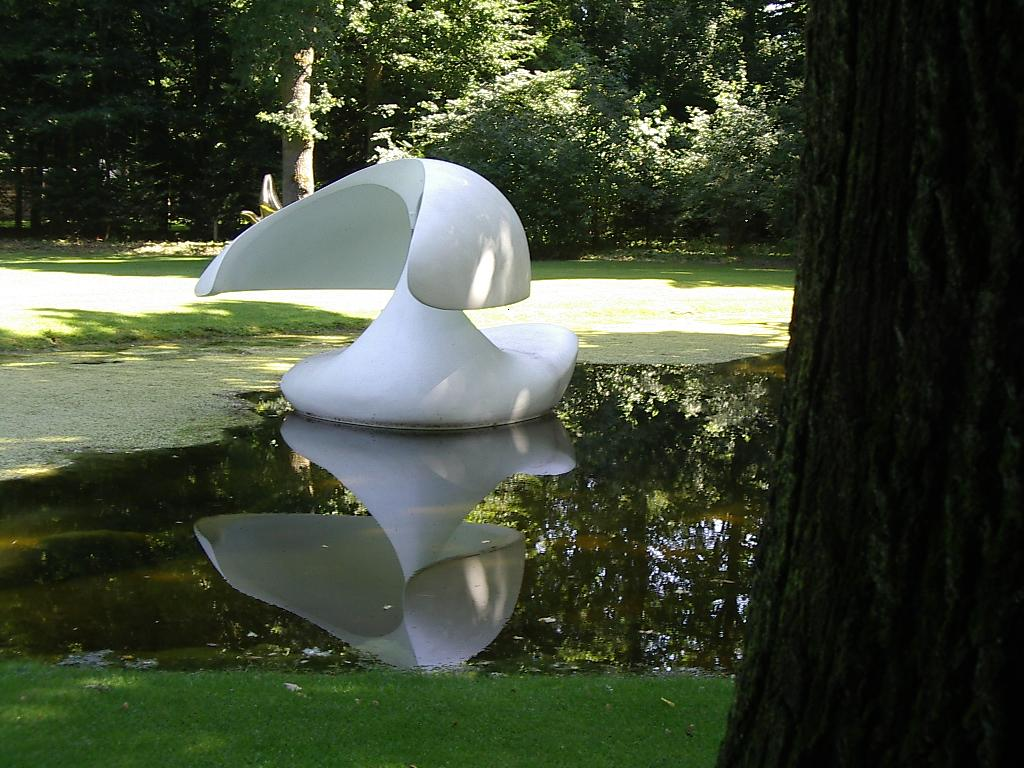
Marta Pan, Drijvende sculptuur, 1960-1961
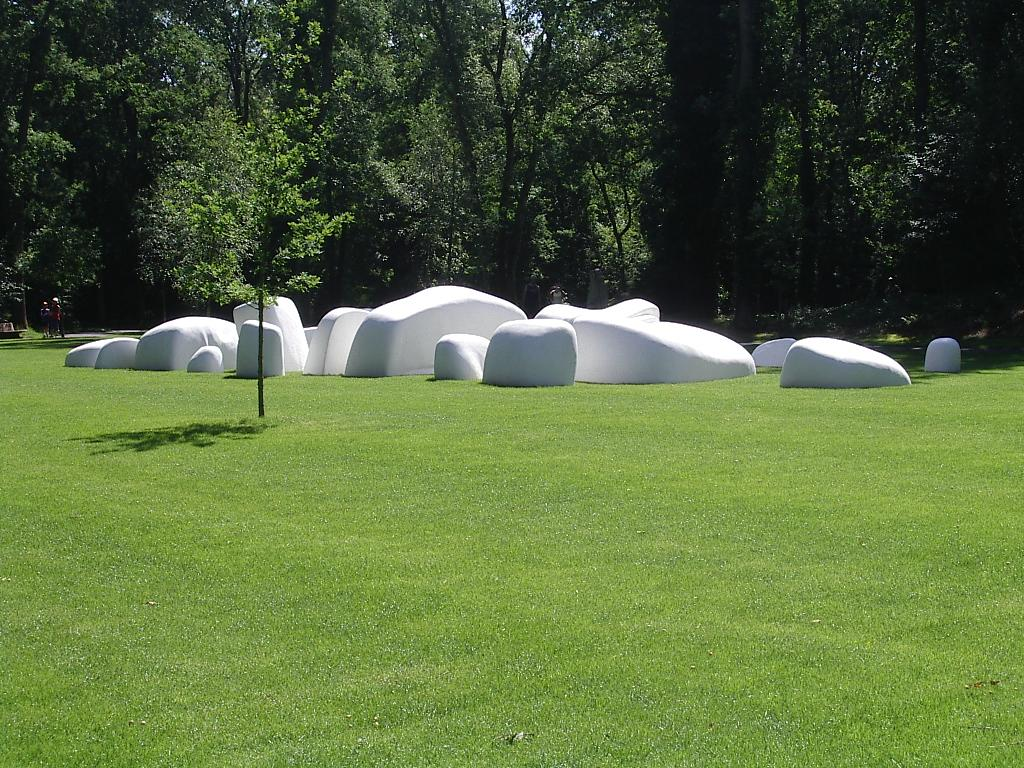
Tom Claassen, Rocky lumps, 2005-2006
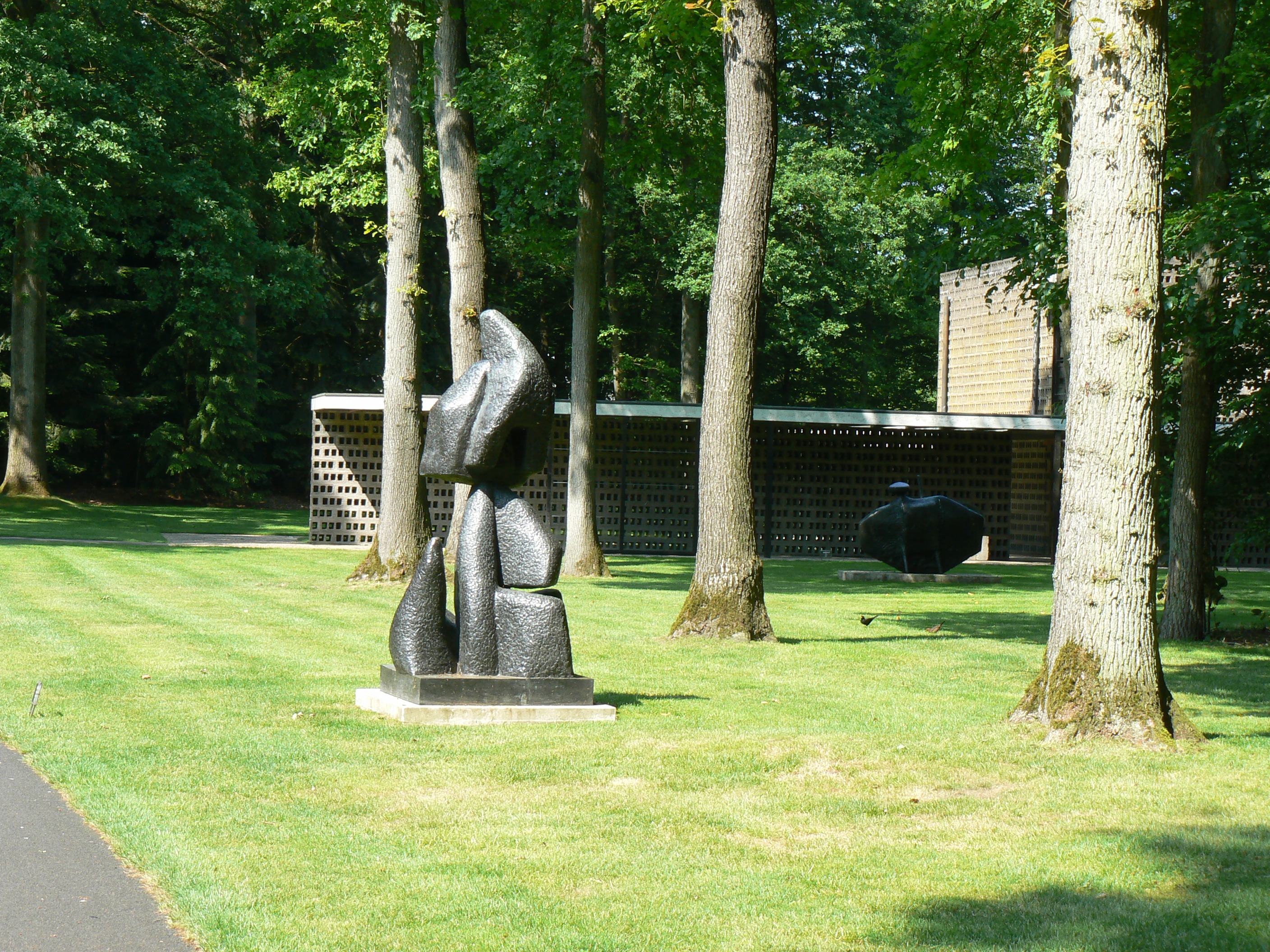
Otto Freundlich, Composition, 1933-1961
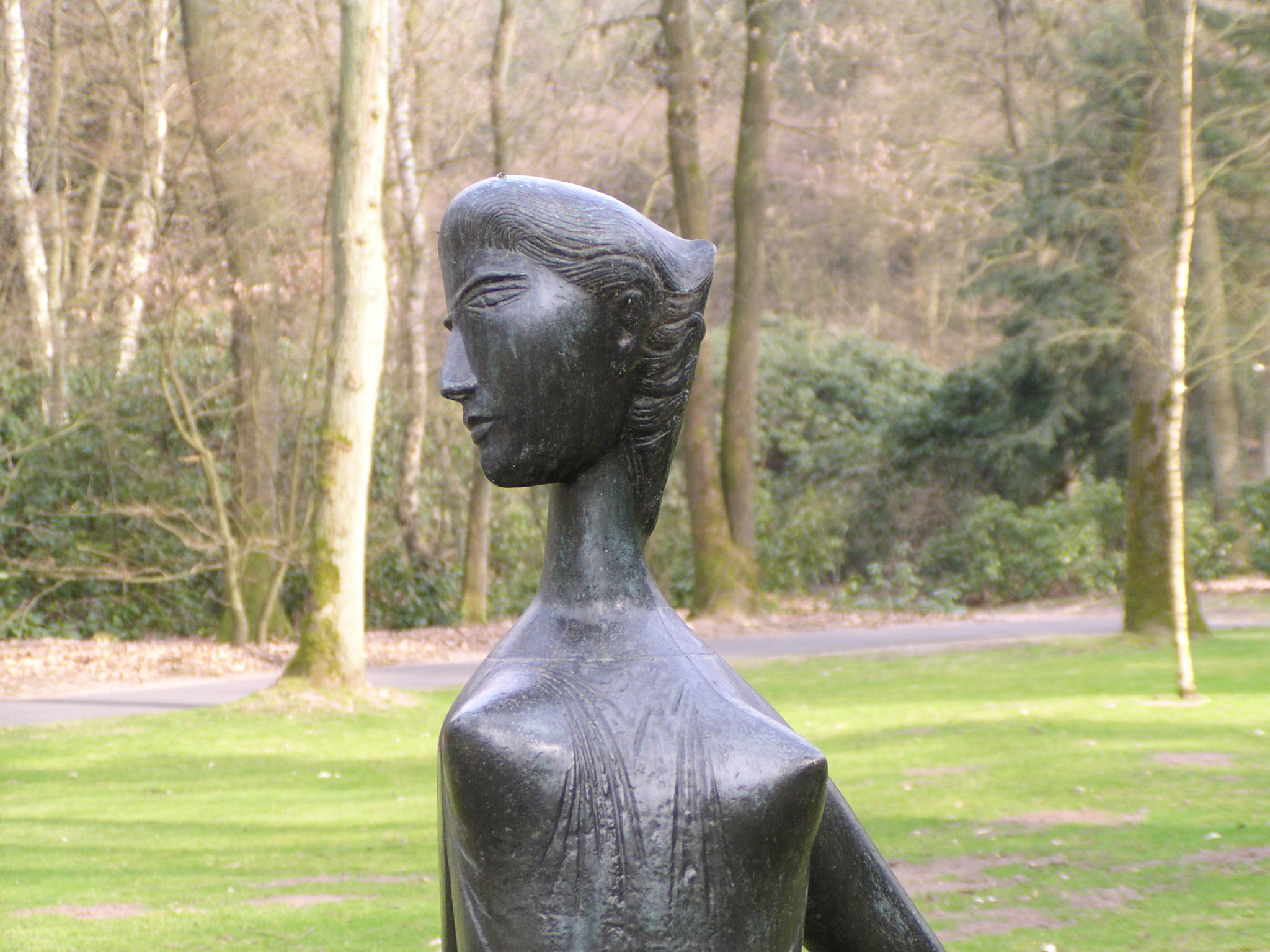
Marcello Mascherini, Ritratto di Franca, 1952
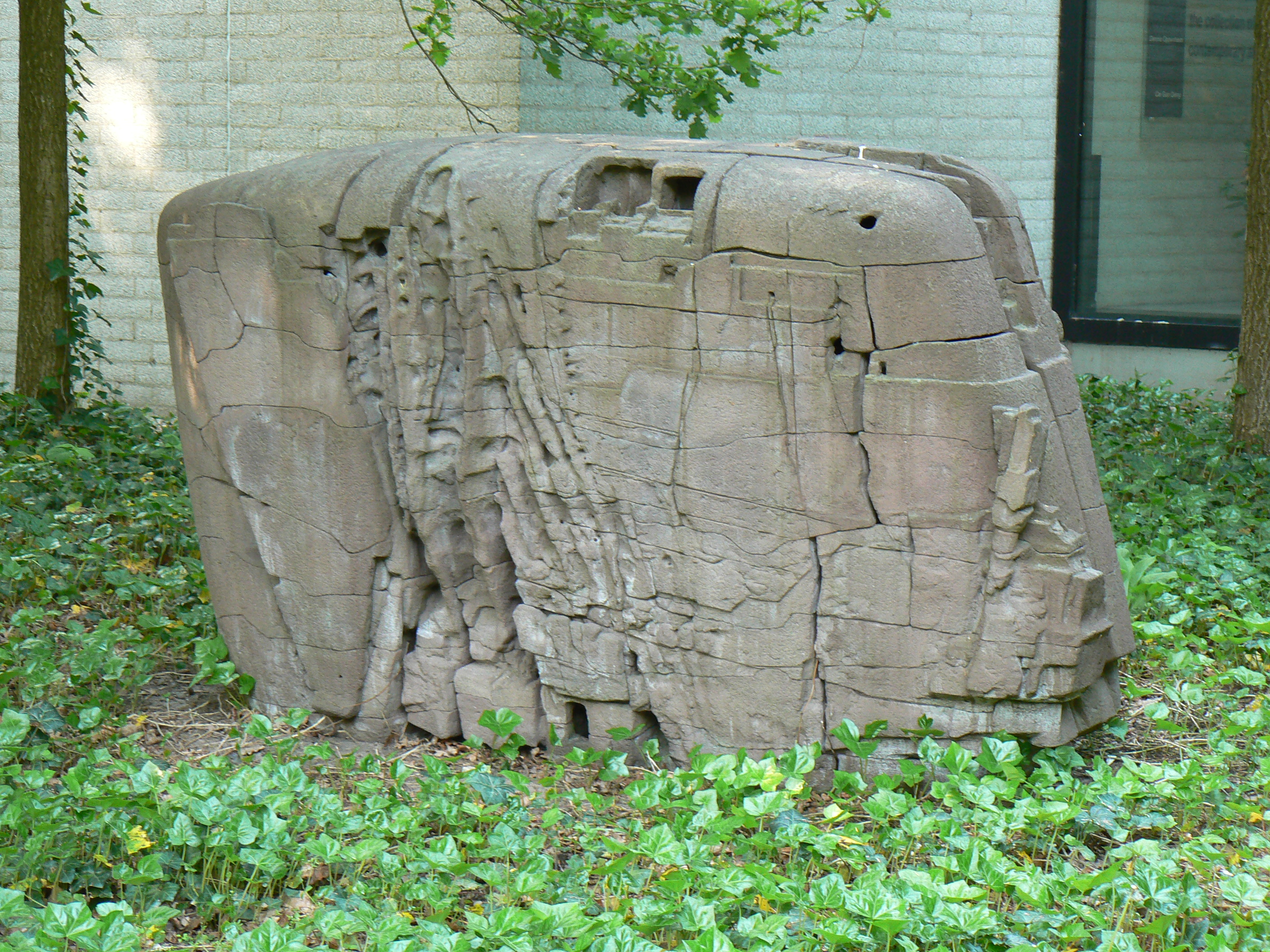
Jean Amado, De la mer, le passage..., 1979
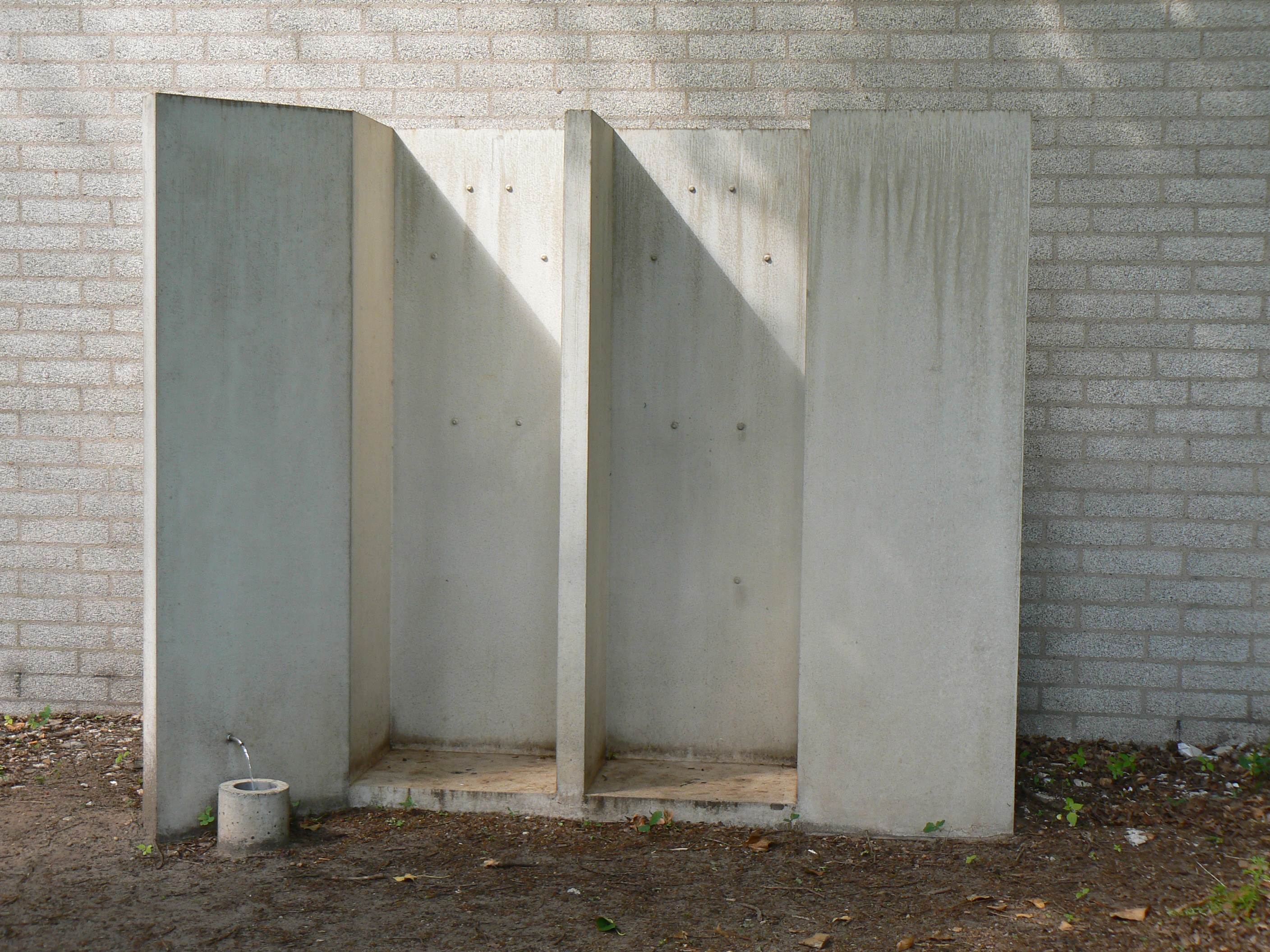
Miroslaw Balka, 200x238x95 (fountain)
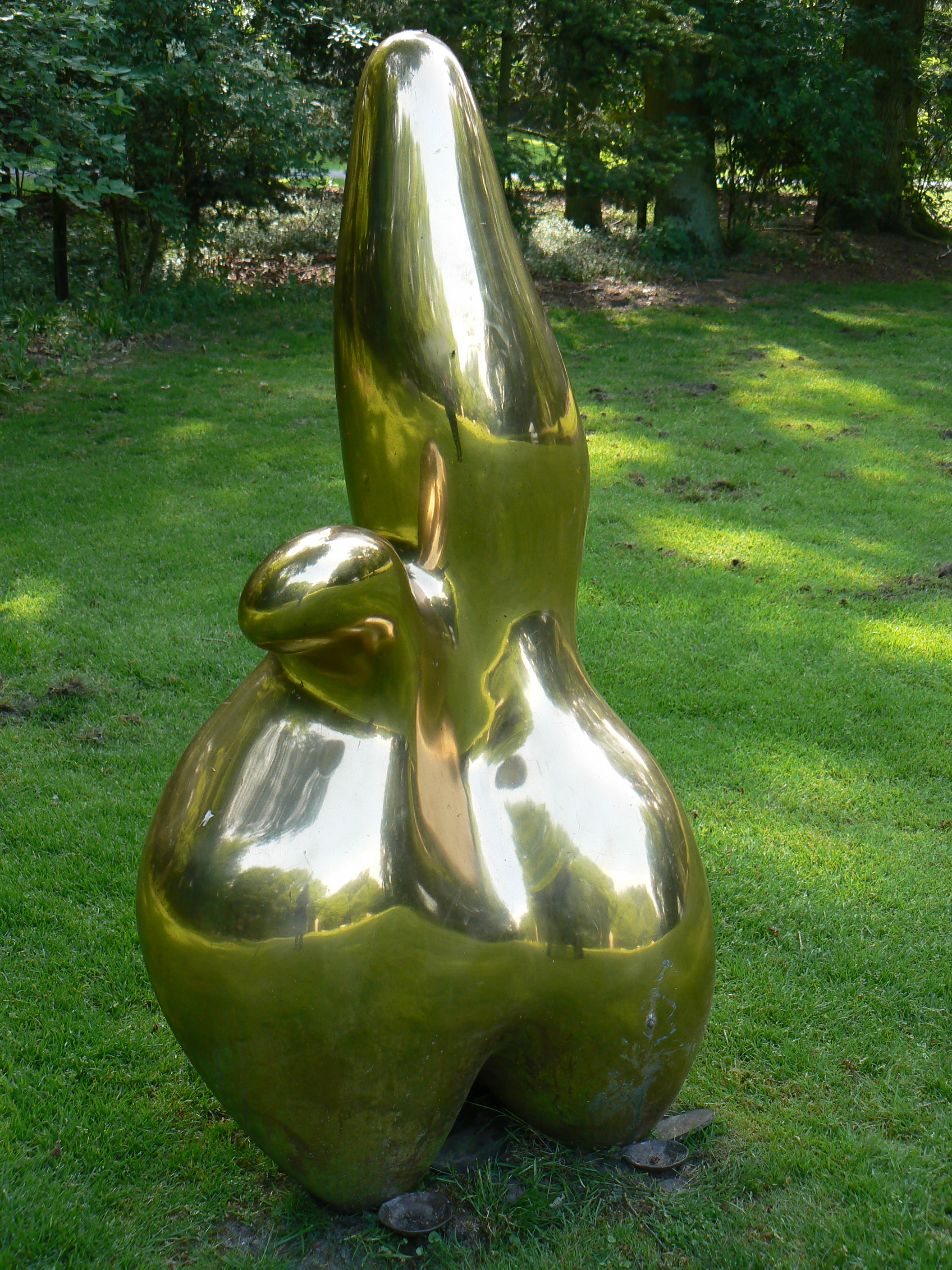
Hans Arp, Berger de nuages, 1953
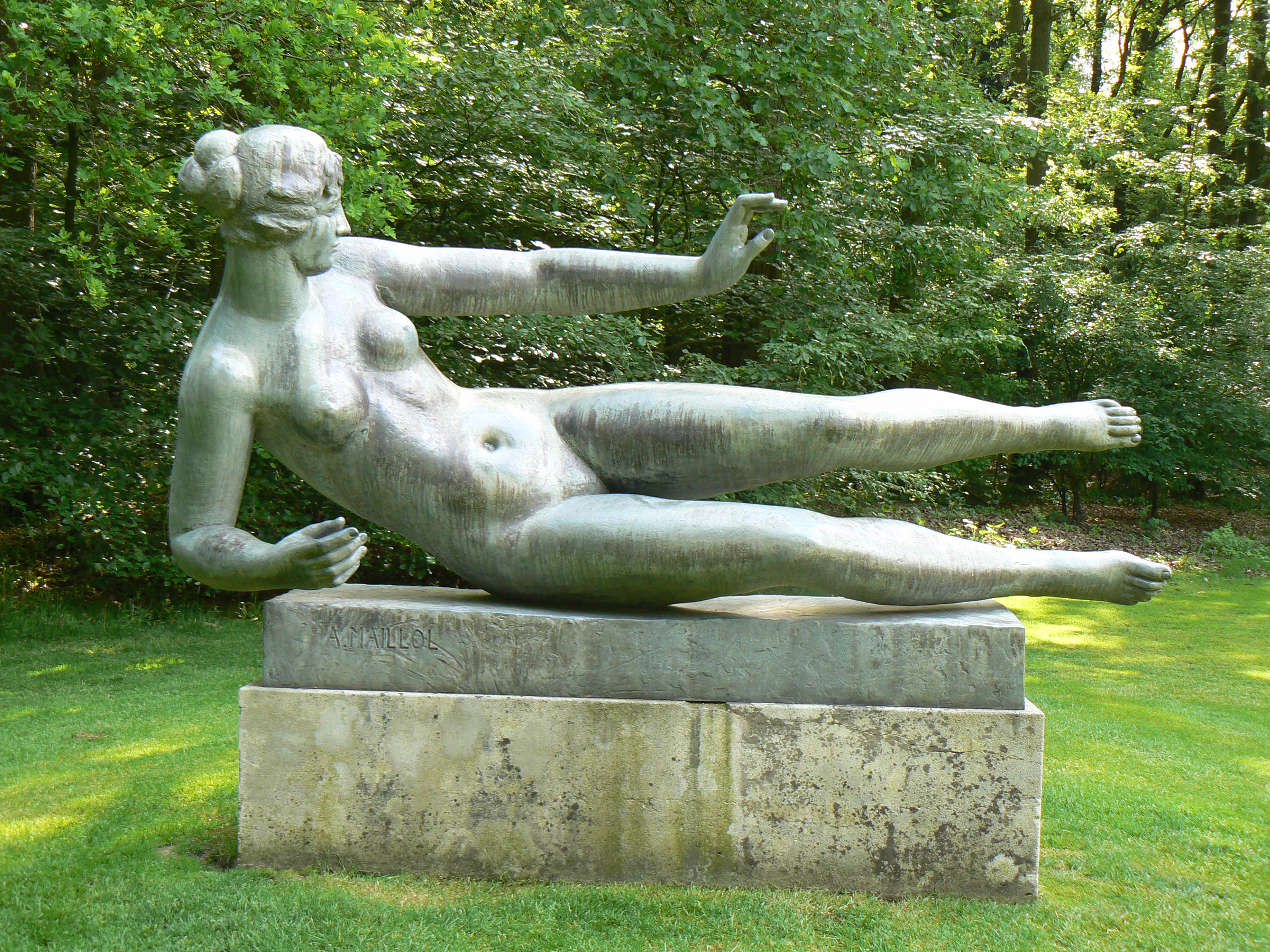
Aristide Maillol, L'Air, 1939
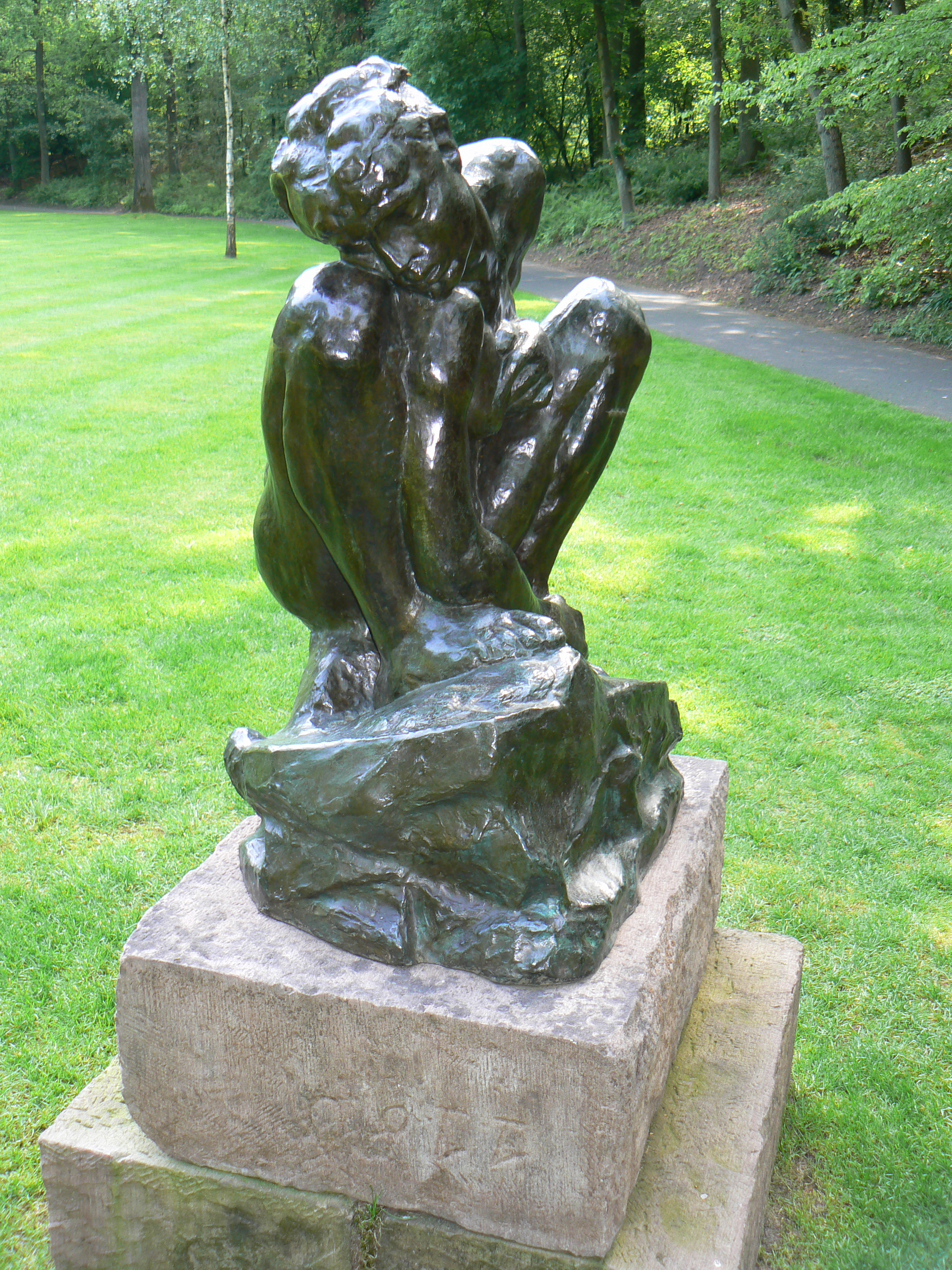
Auguste Rodin, Femme accroupie, 1882
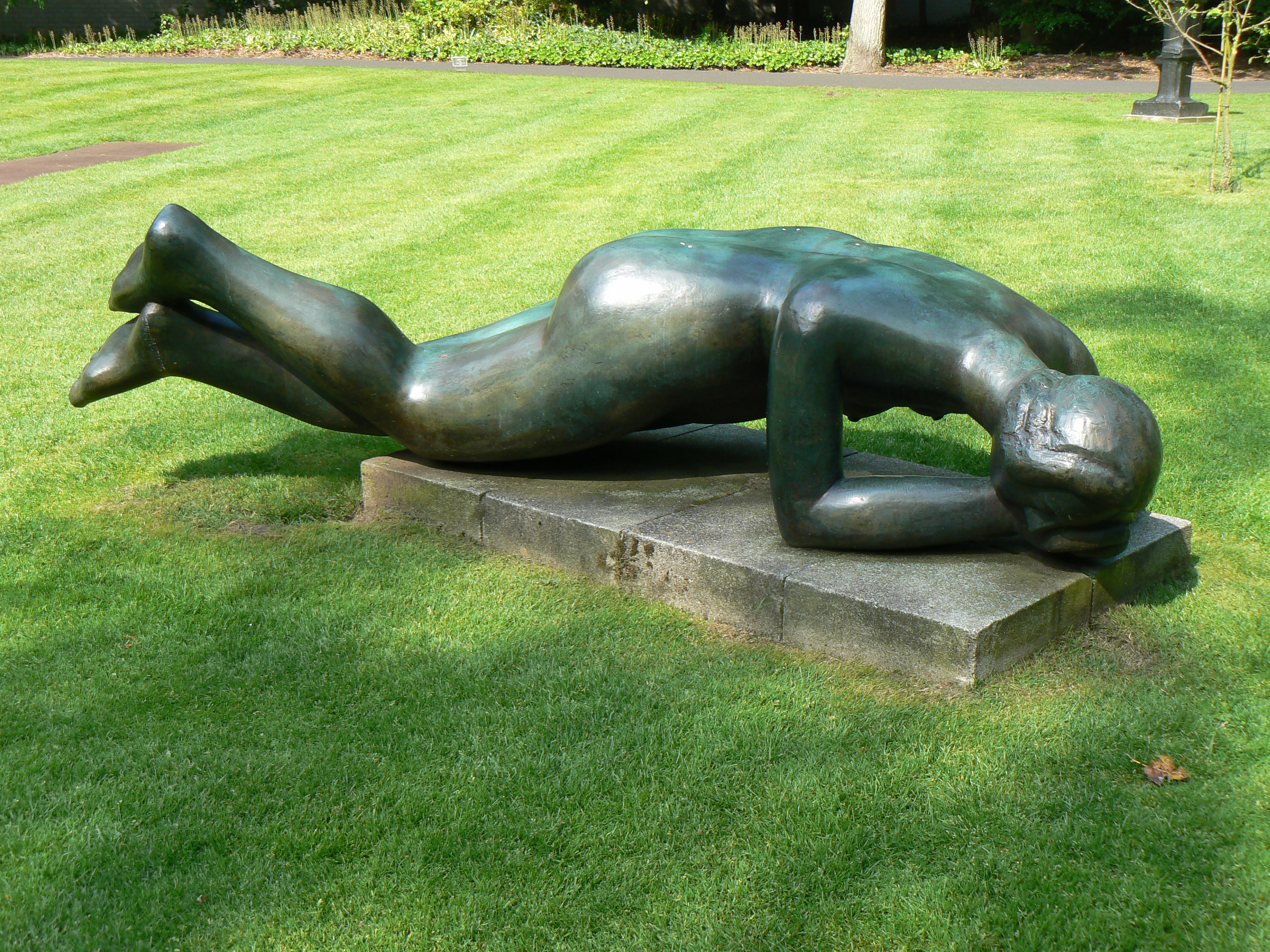
Constant Permeke, Niobe, 1951
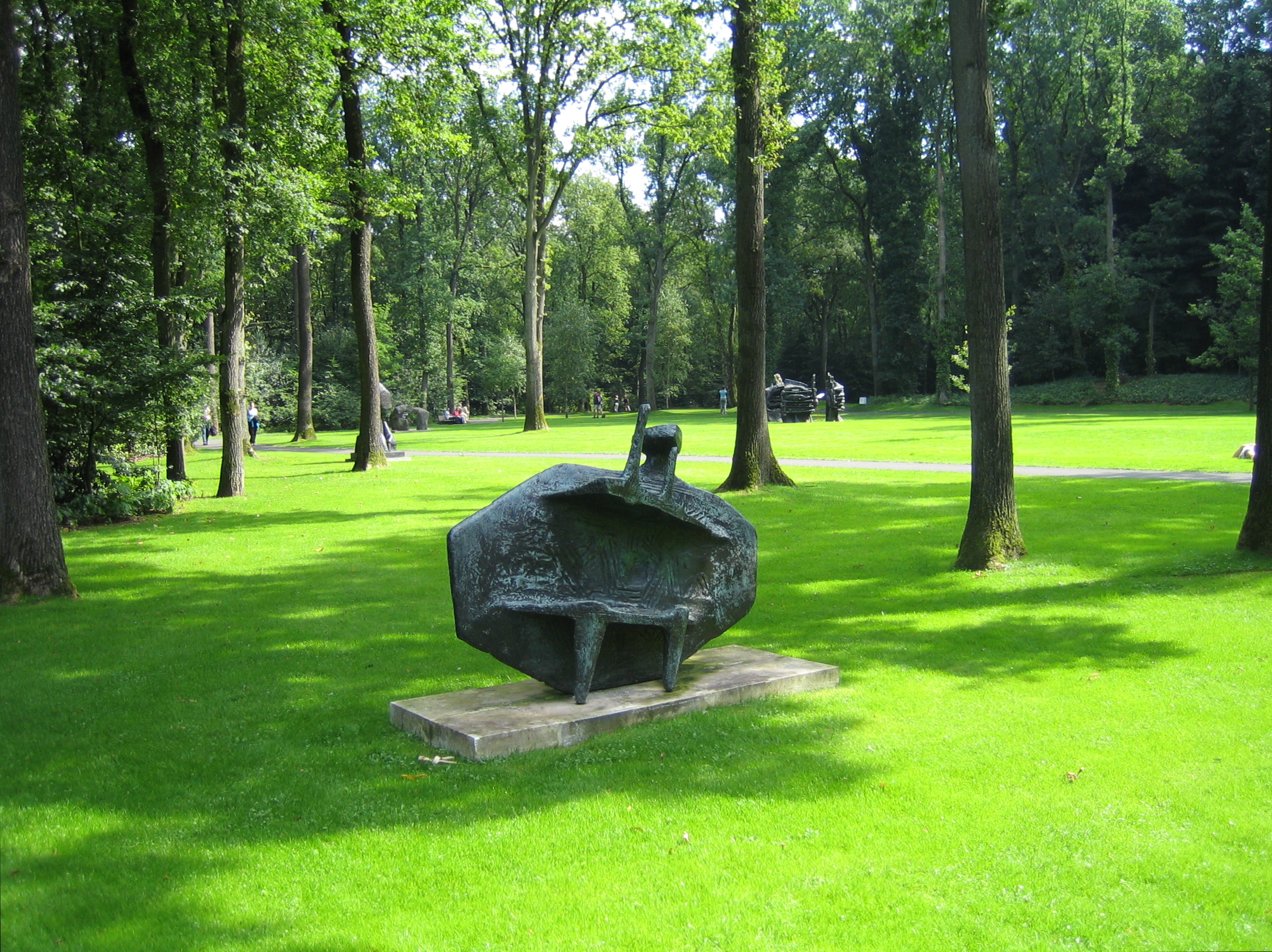
Kenneth Armitage, Monitor, 1961
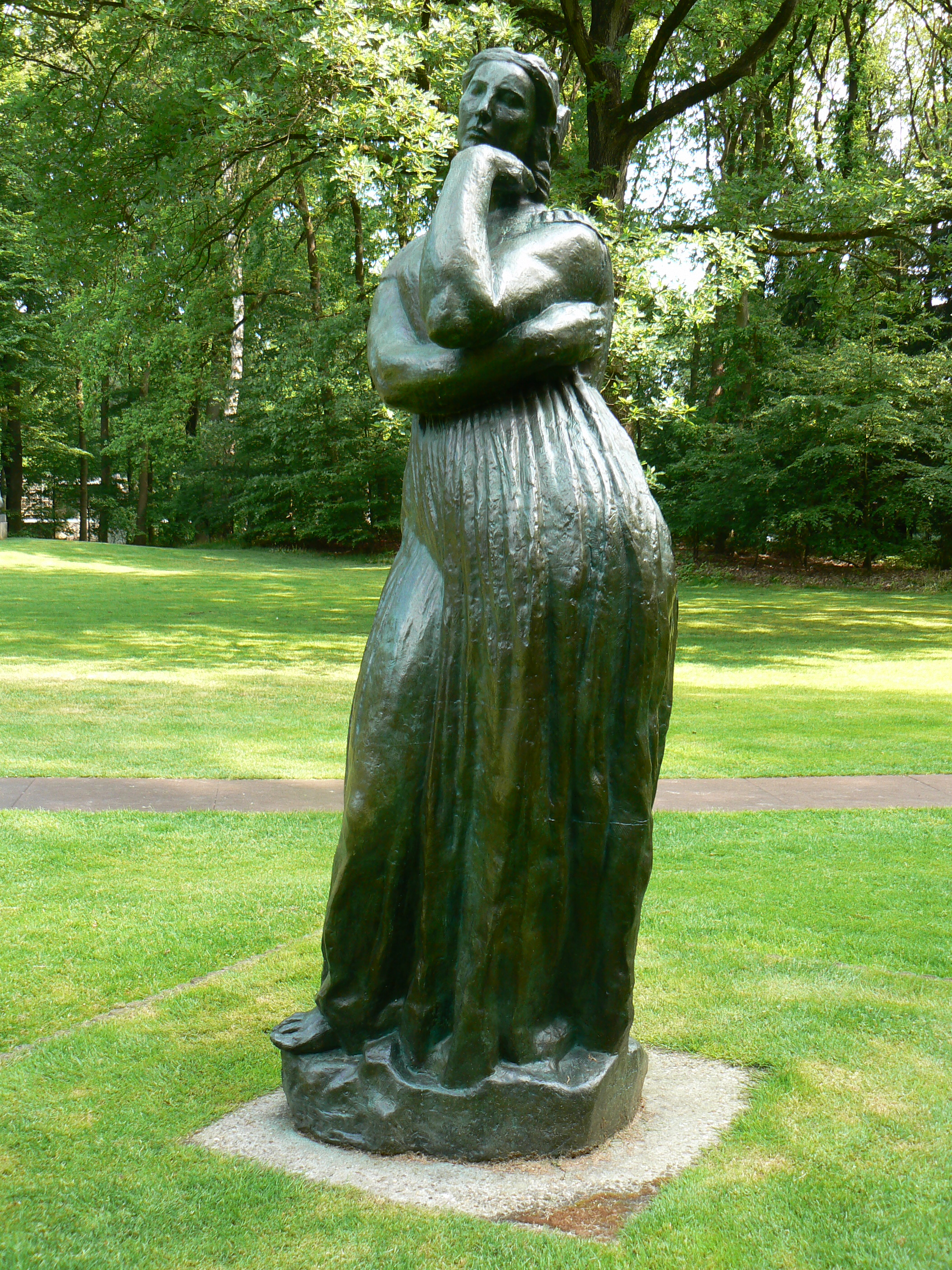
Émile-Antoine Bourdelle, La grande Pénélope, 1912
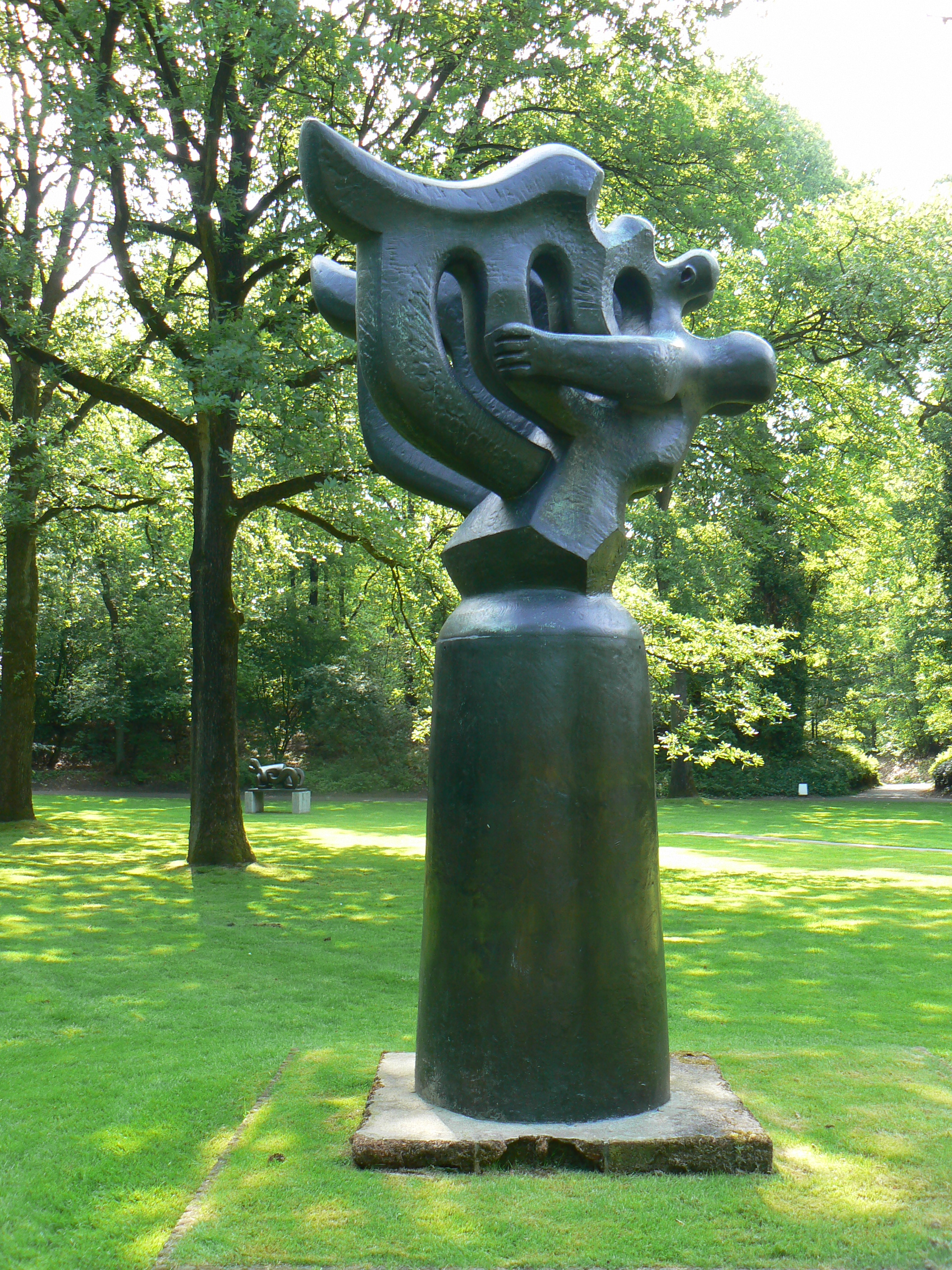
Jacques Lipchitz, Le chant des Voyelles, 1931
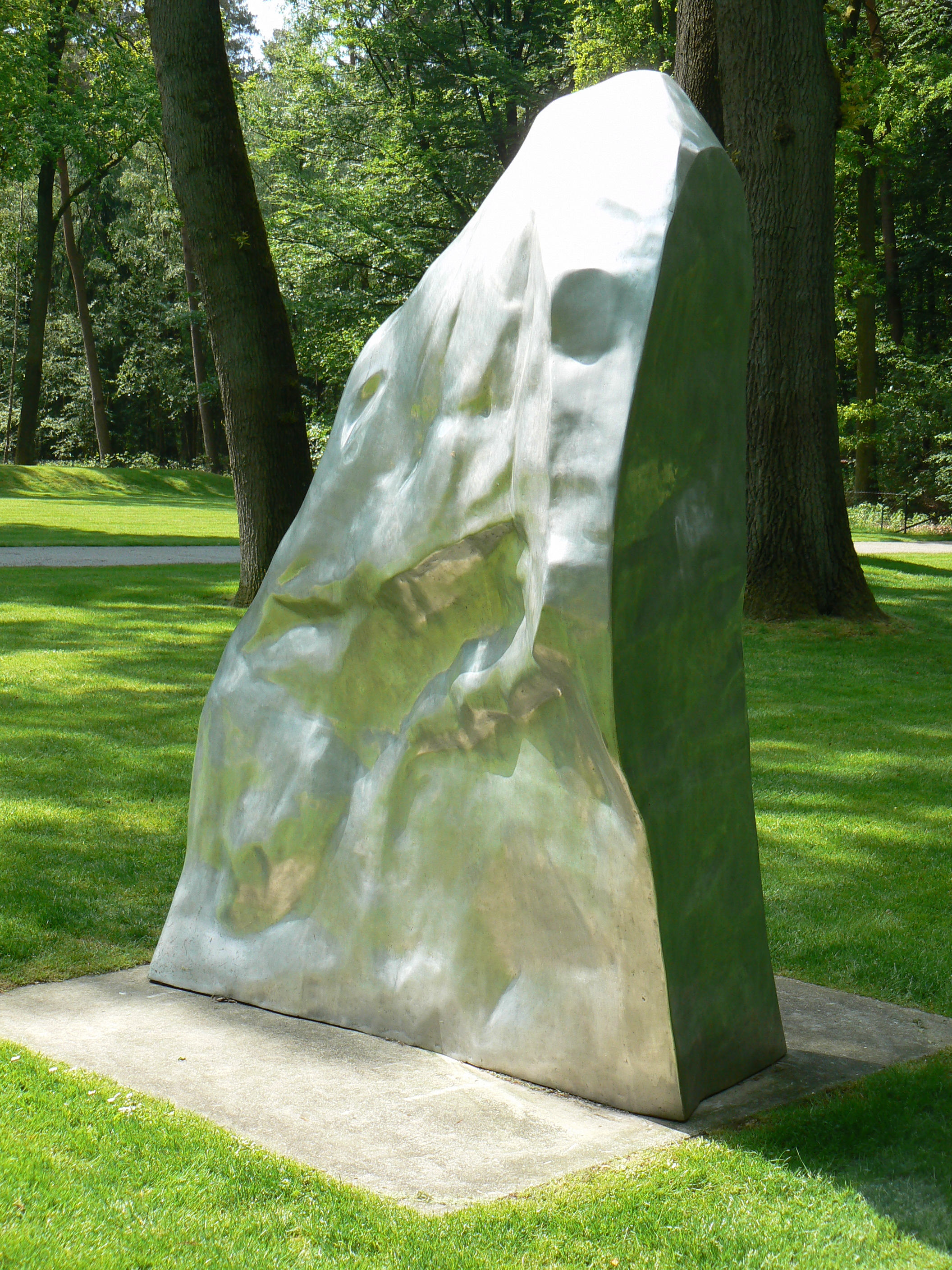
Adam Colton, Blob and bone, 2002
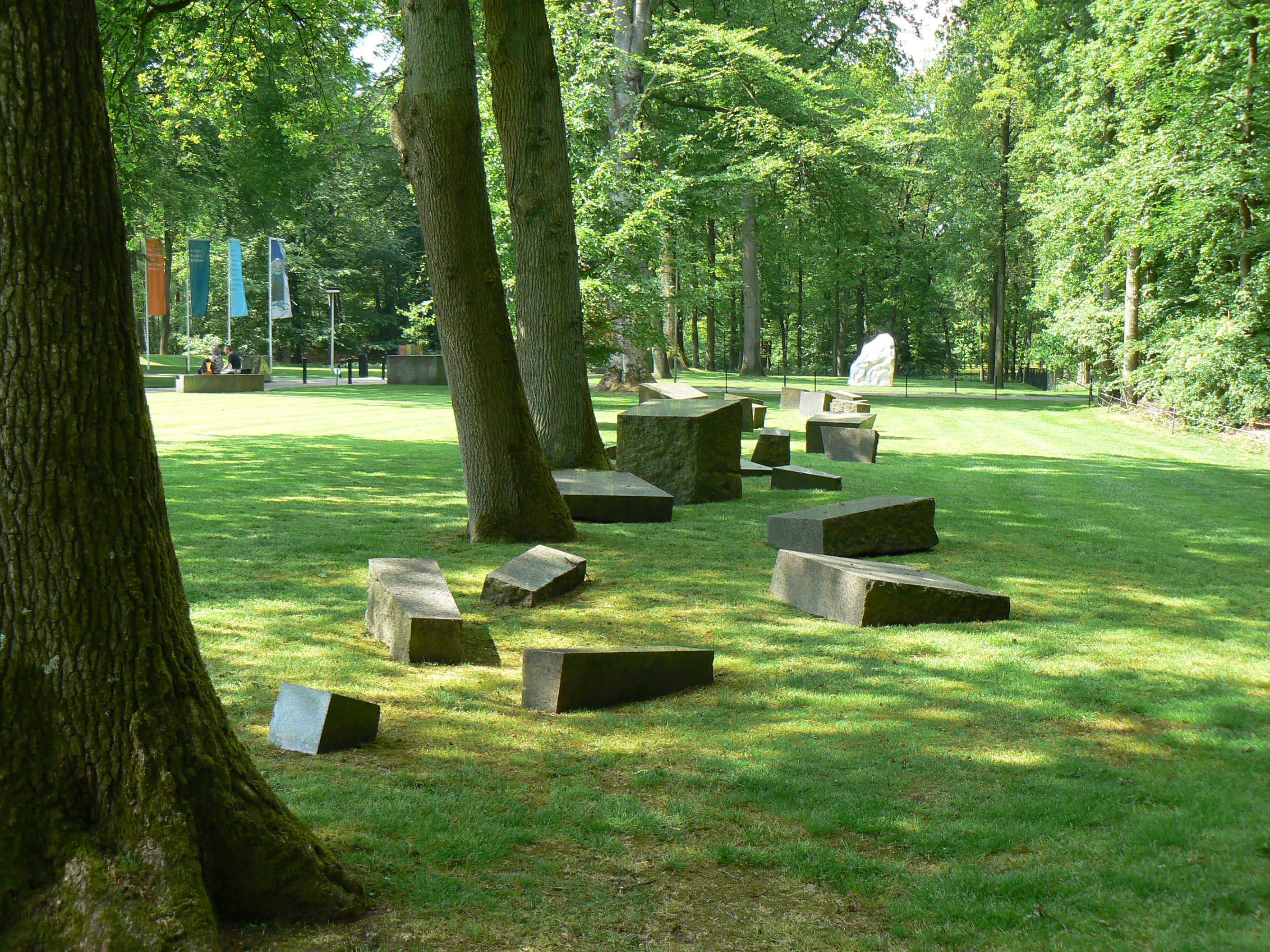
André Volten, Uba Tuba, 1978-1979
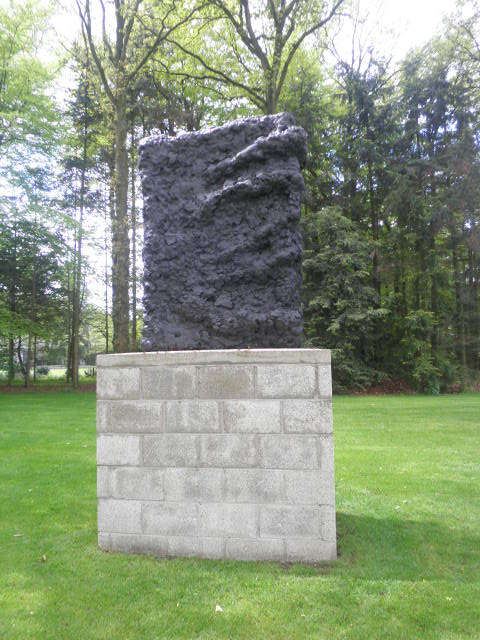
Armando, Melancholie, 2006

#### Rietveld-paviljoen

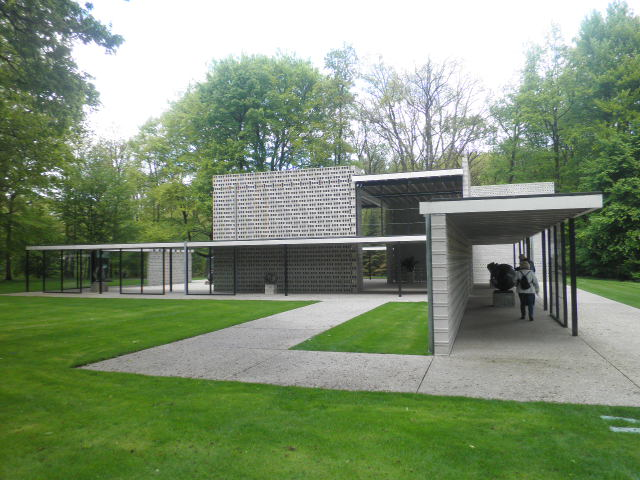
Gebouwd in 2010
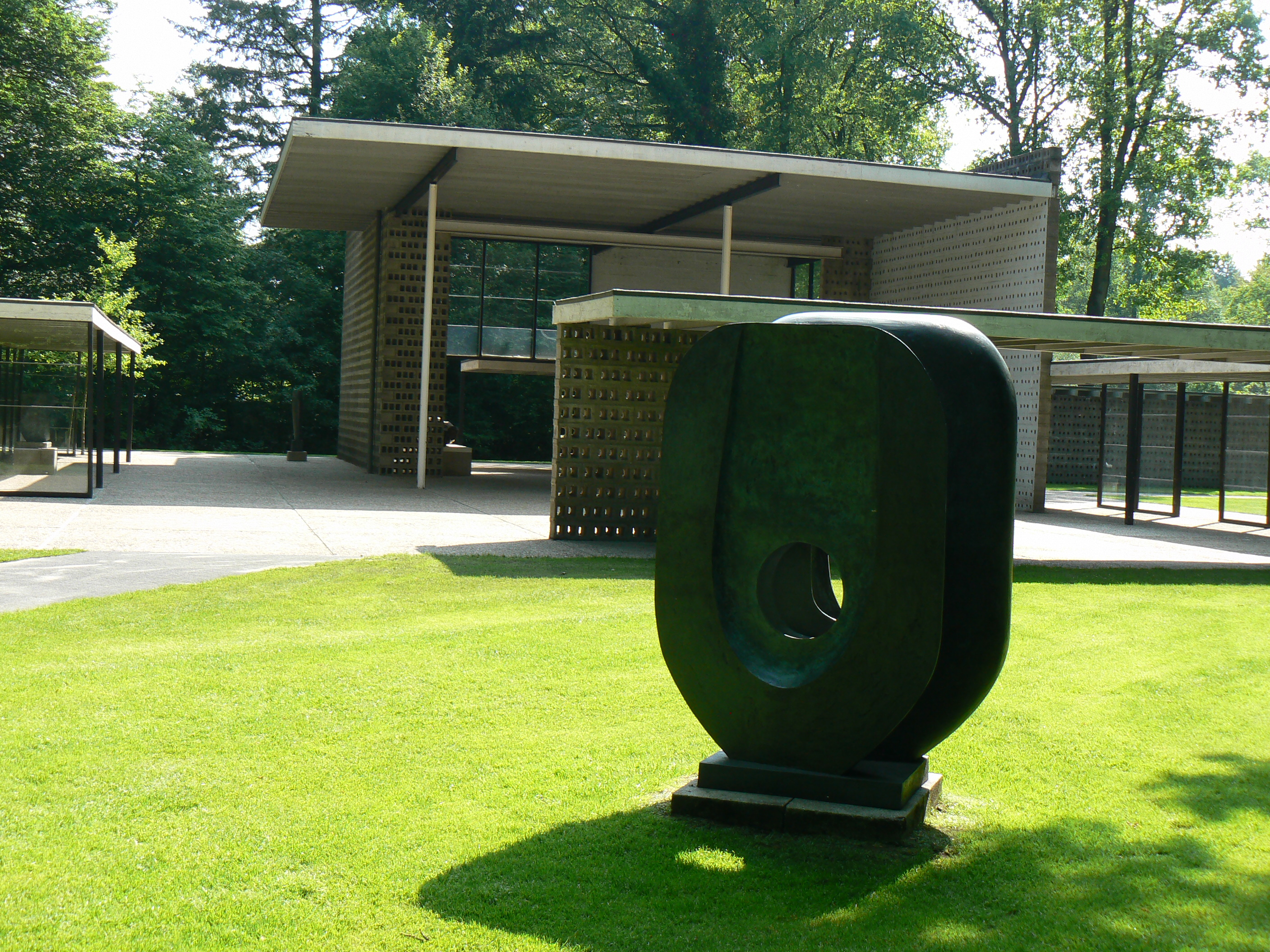
Gerrit Rietveld, Rietveld-paviljoen(Rietveld Pavilion), 1964-1965
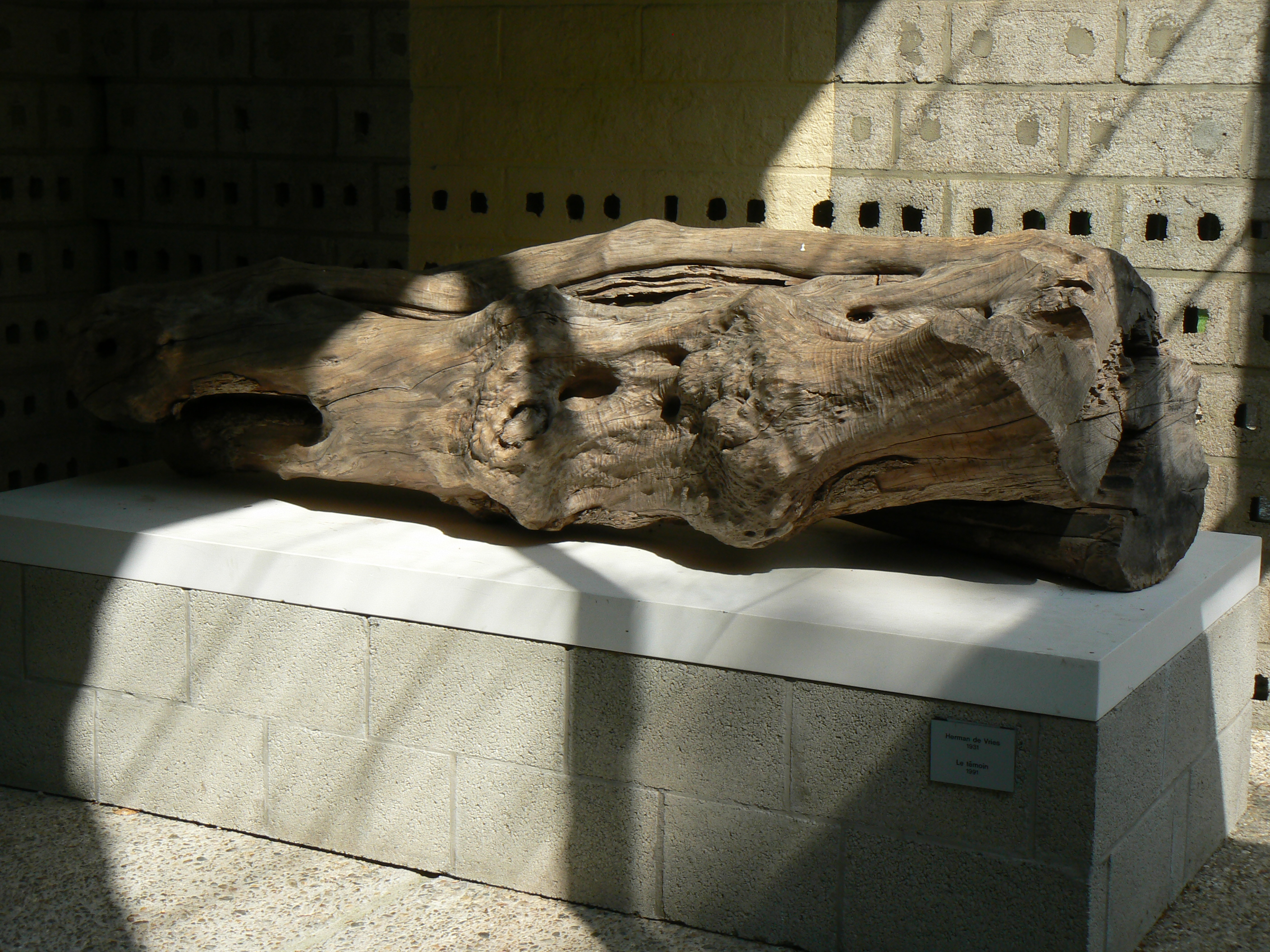
Herman de Vries, Le témoin, 1991
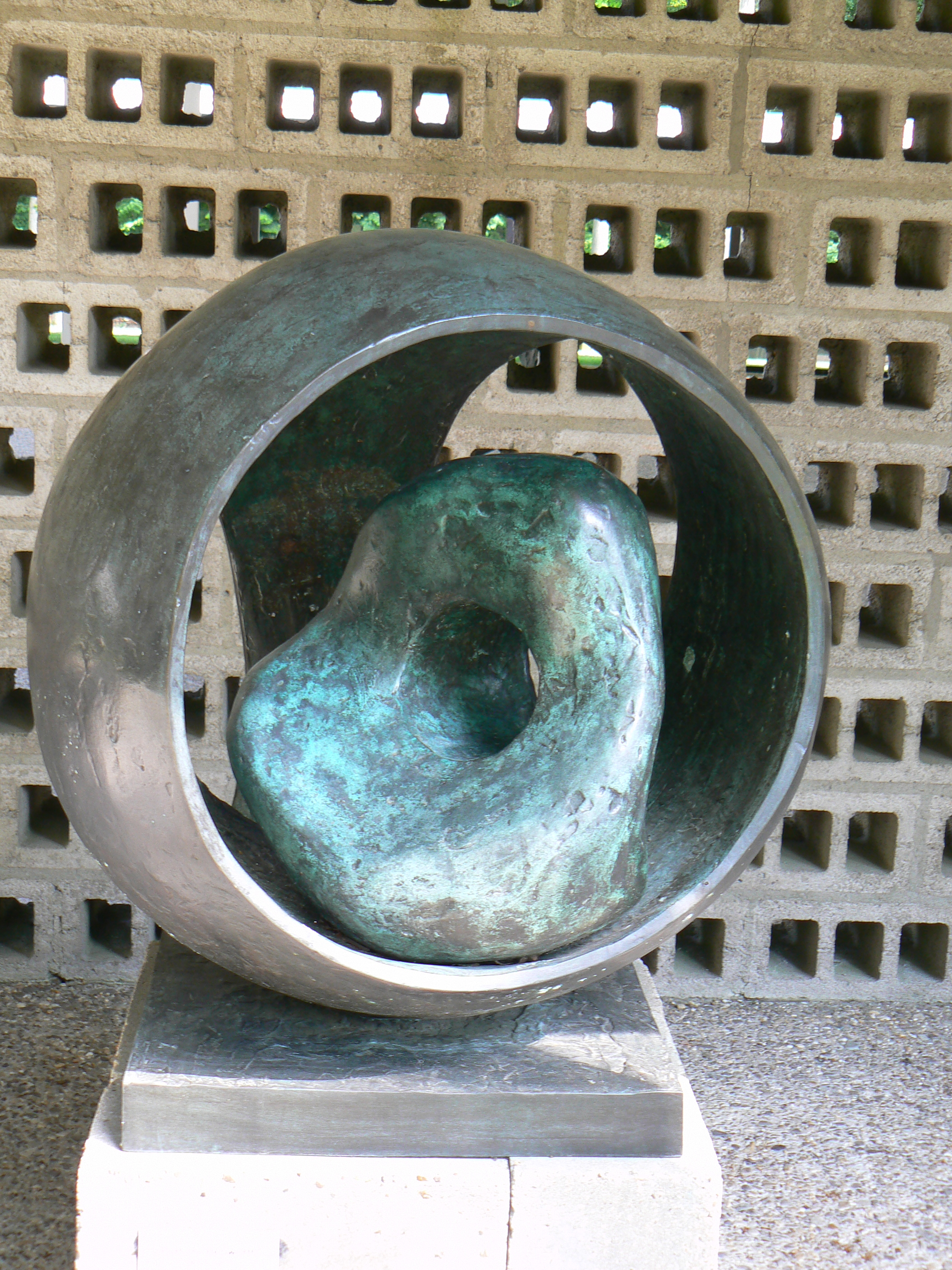
Barbara Hepworth, Sphere with inner form, 1963
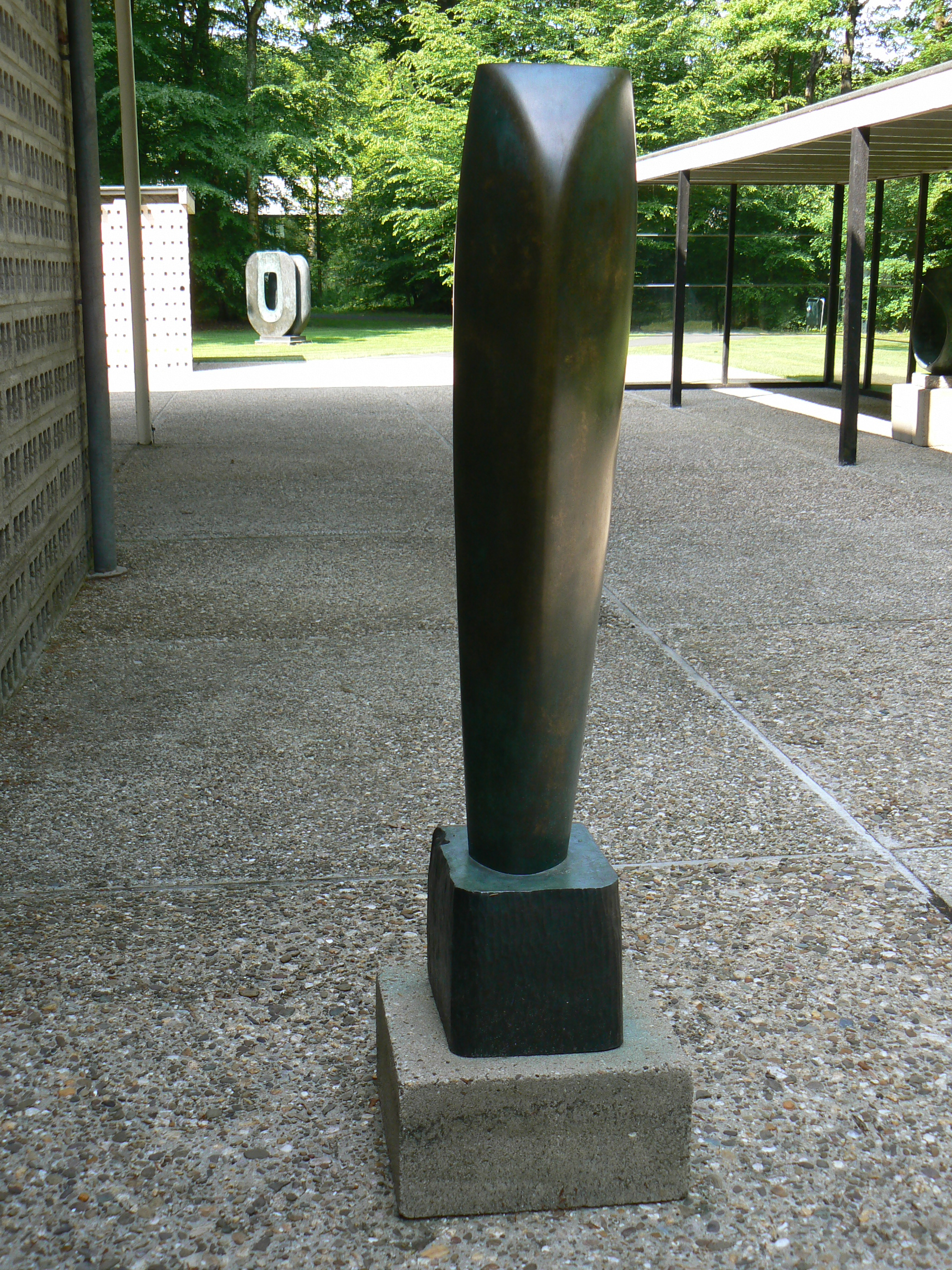
Barbara Hepworth, Single Form (Eikon), 1966
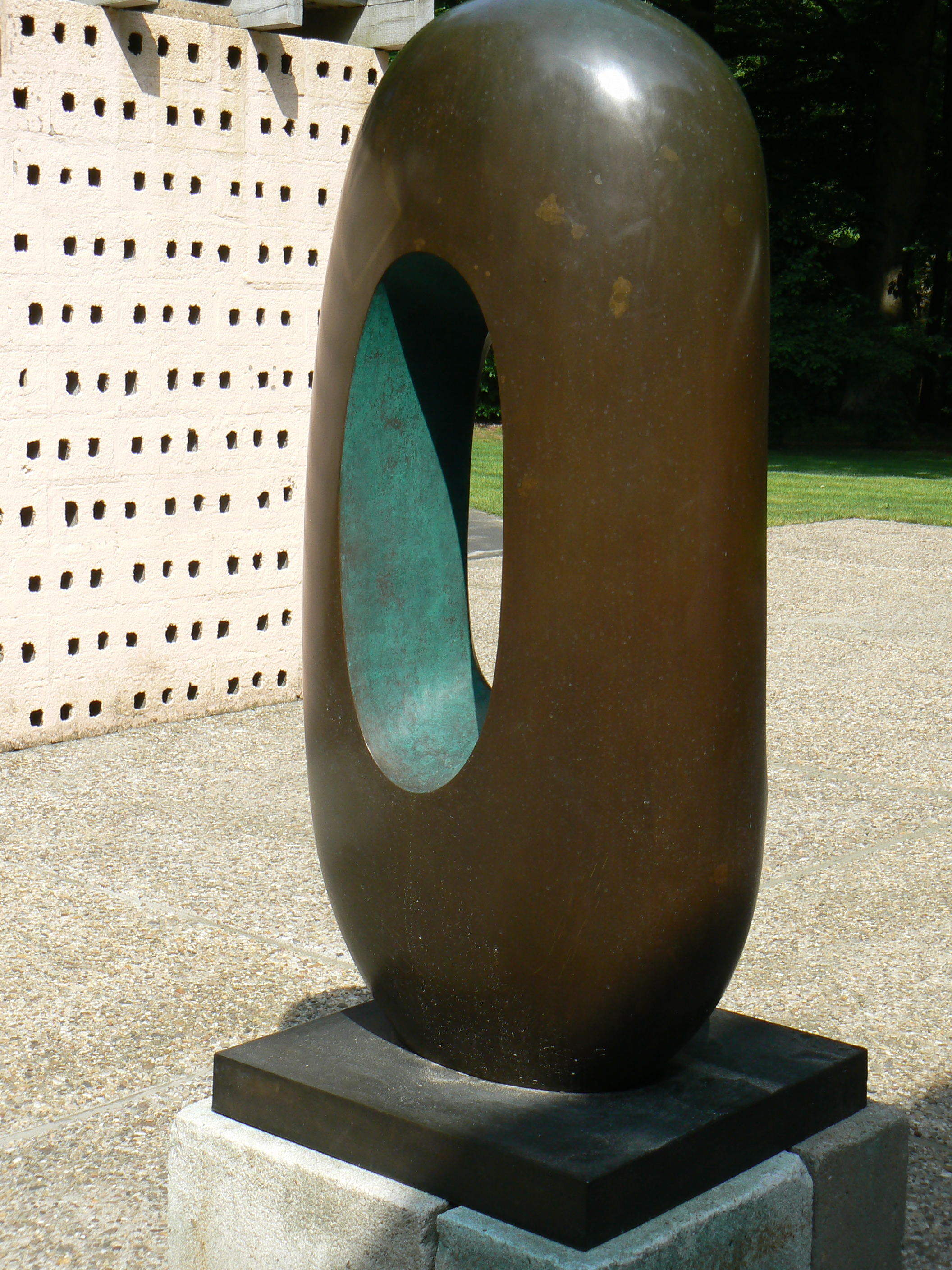
Barbara Hepworth, Elegy III, 1966
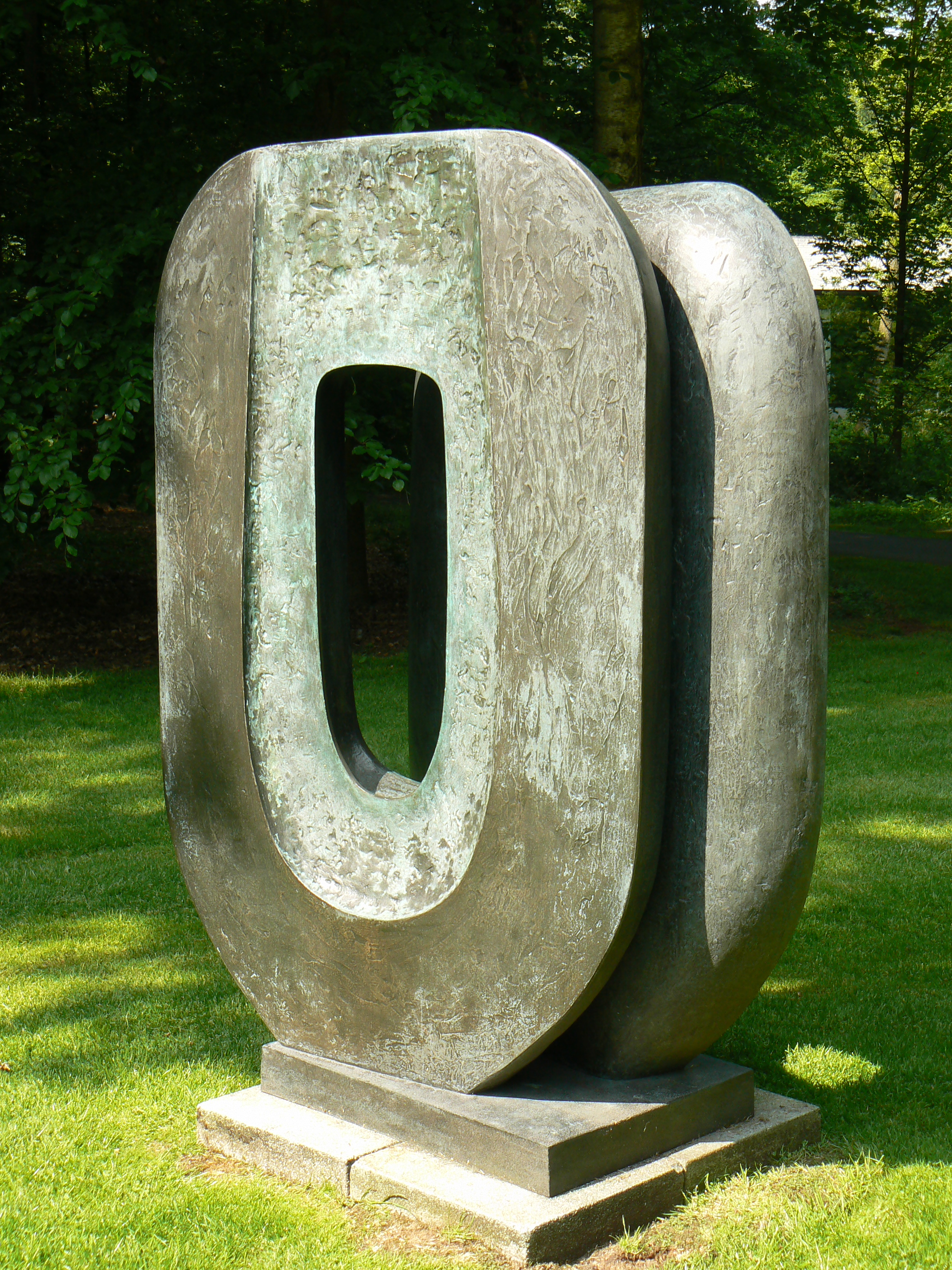
Barbara Hepworth, Dual form, 1965
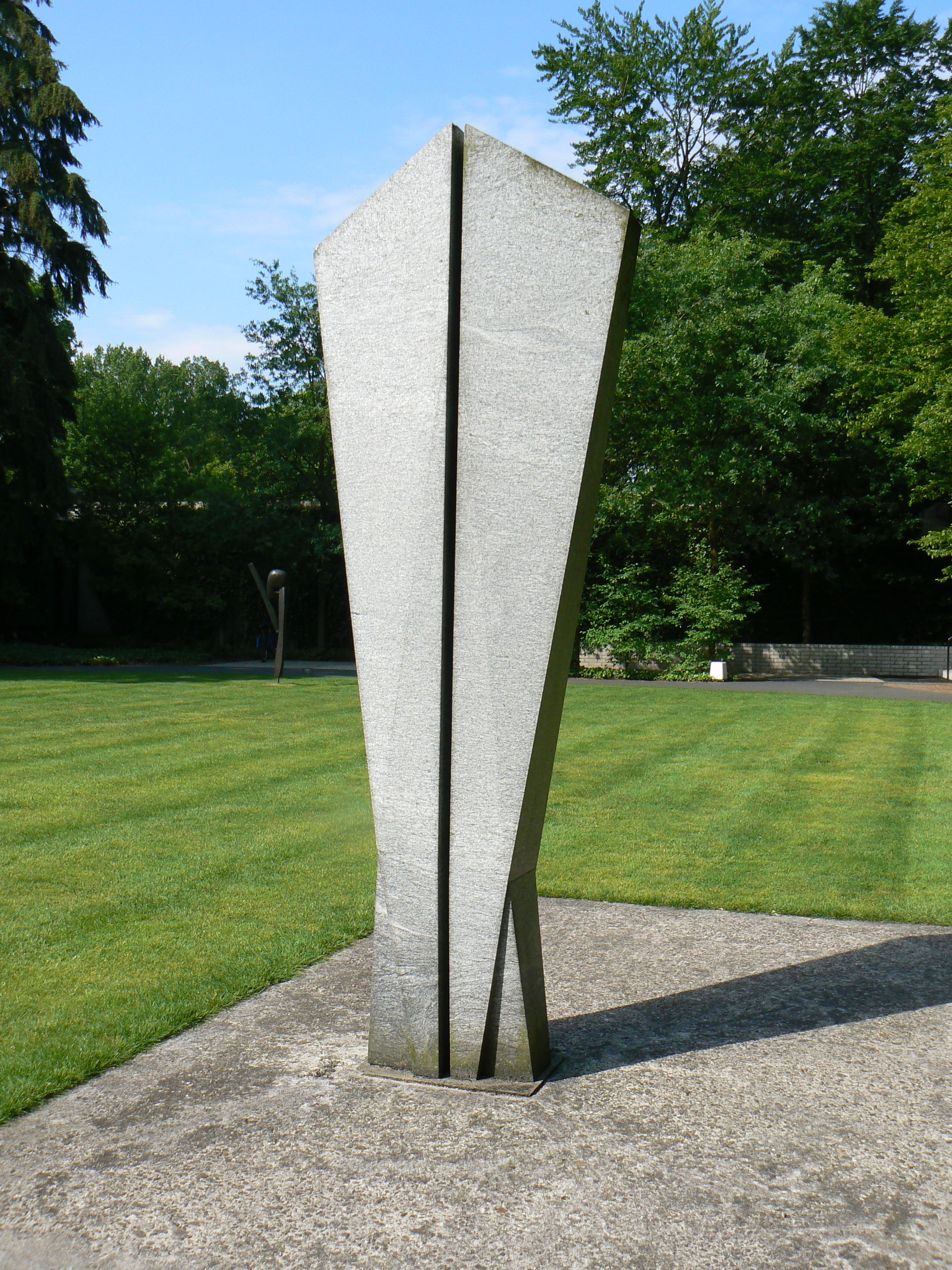
Hans Aeschbacher, Grosse Figur I, 1961
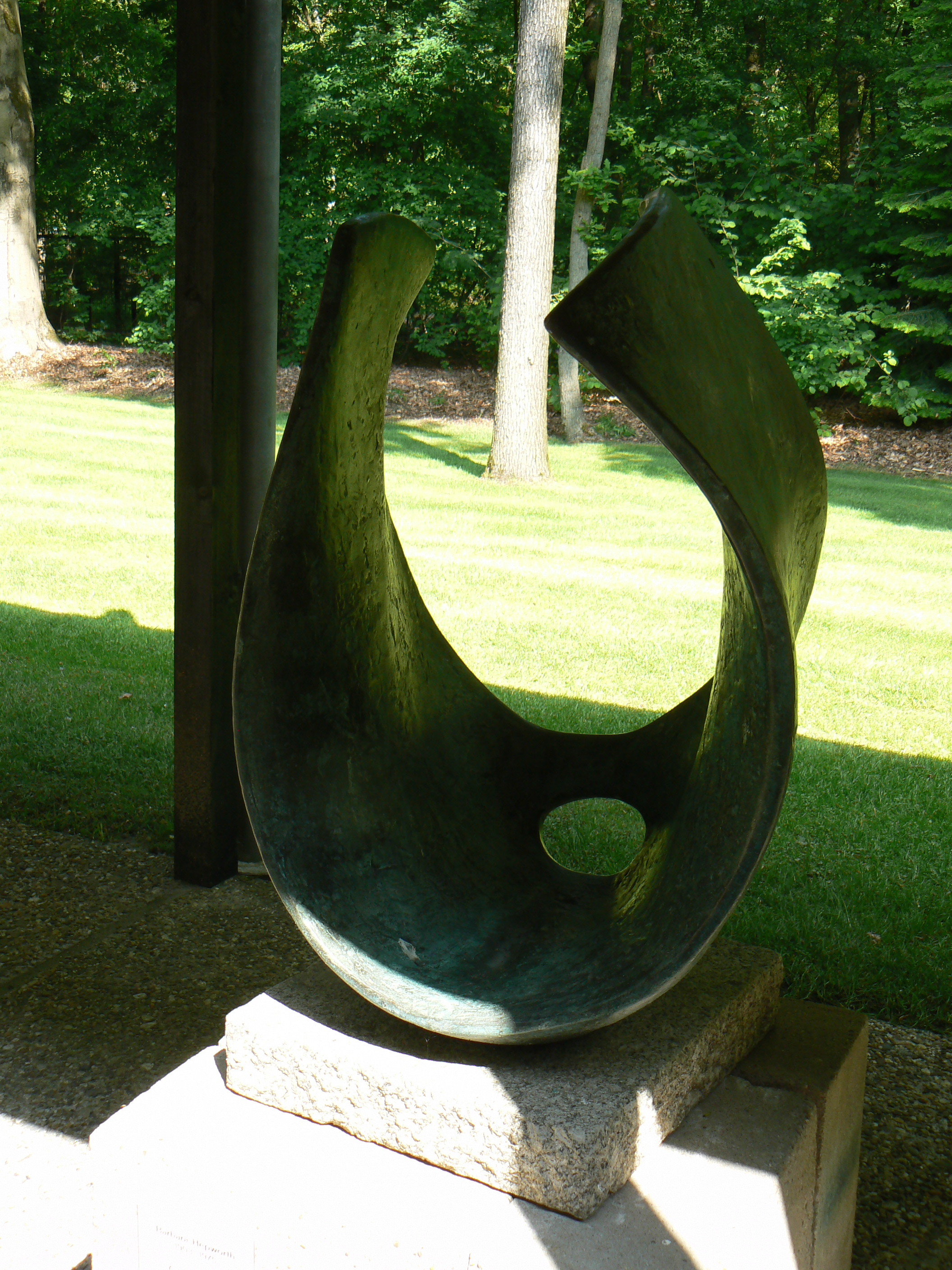
Barbara Hepworths Tevalgan (1956) Bruikleen van de Pier Art Gallery, Stromness, Orkney - zie ook Margaret Gardiner (artist)
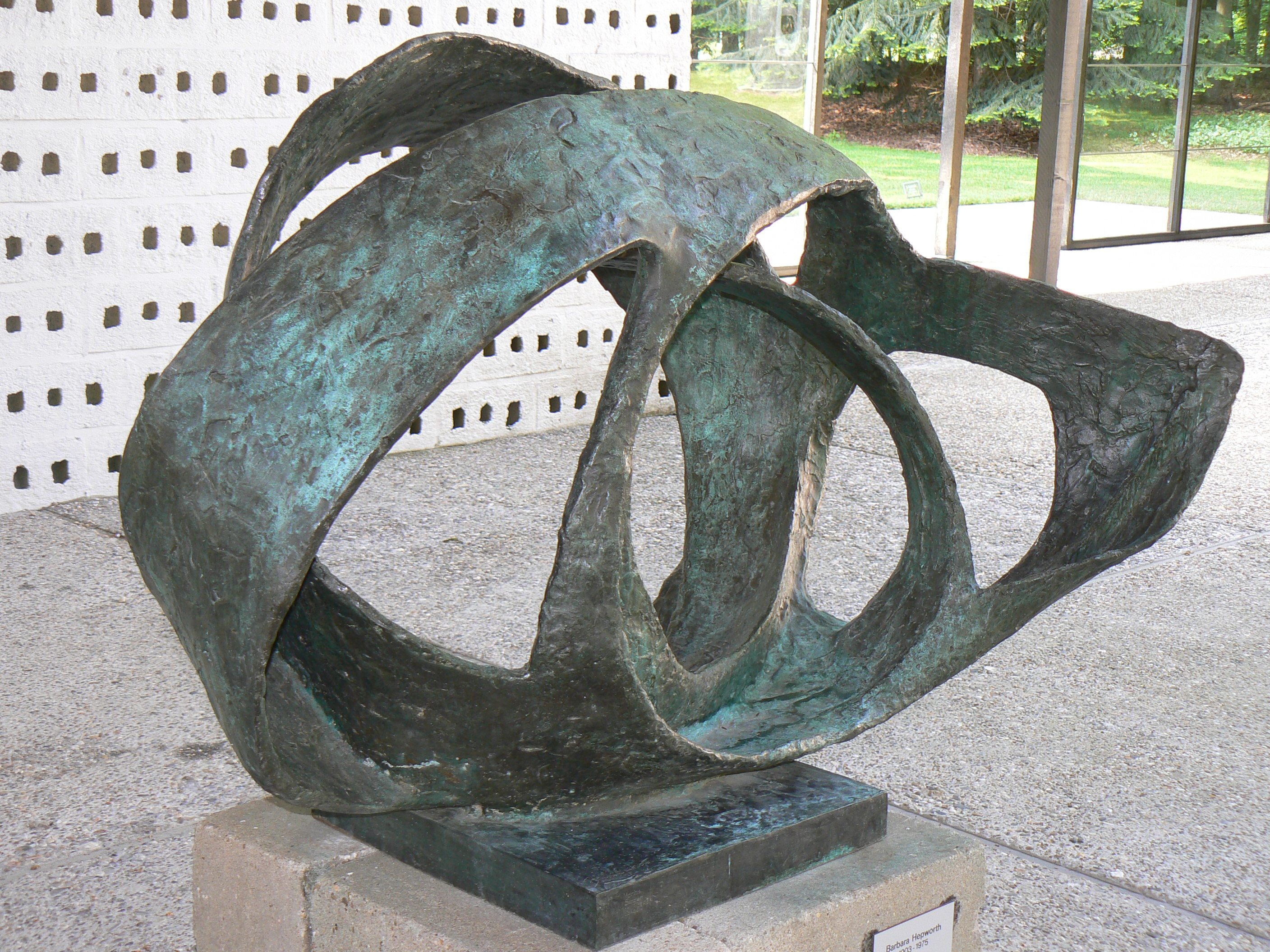
Barbara Hepworth, Oval form (Trezion), 1962
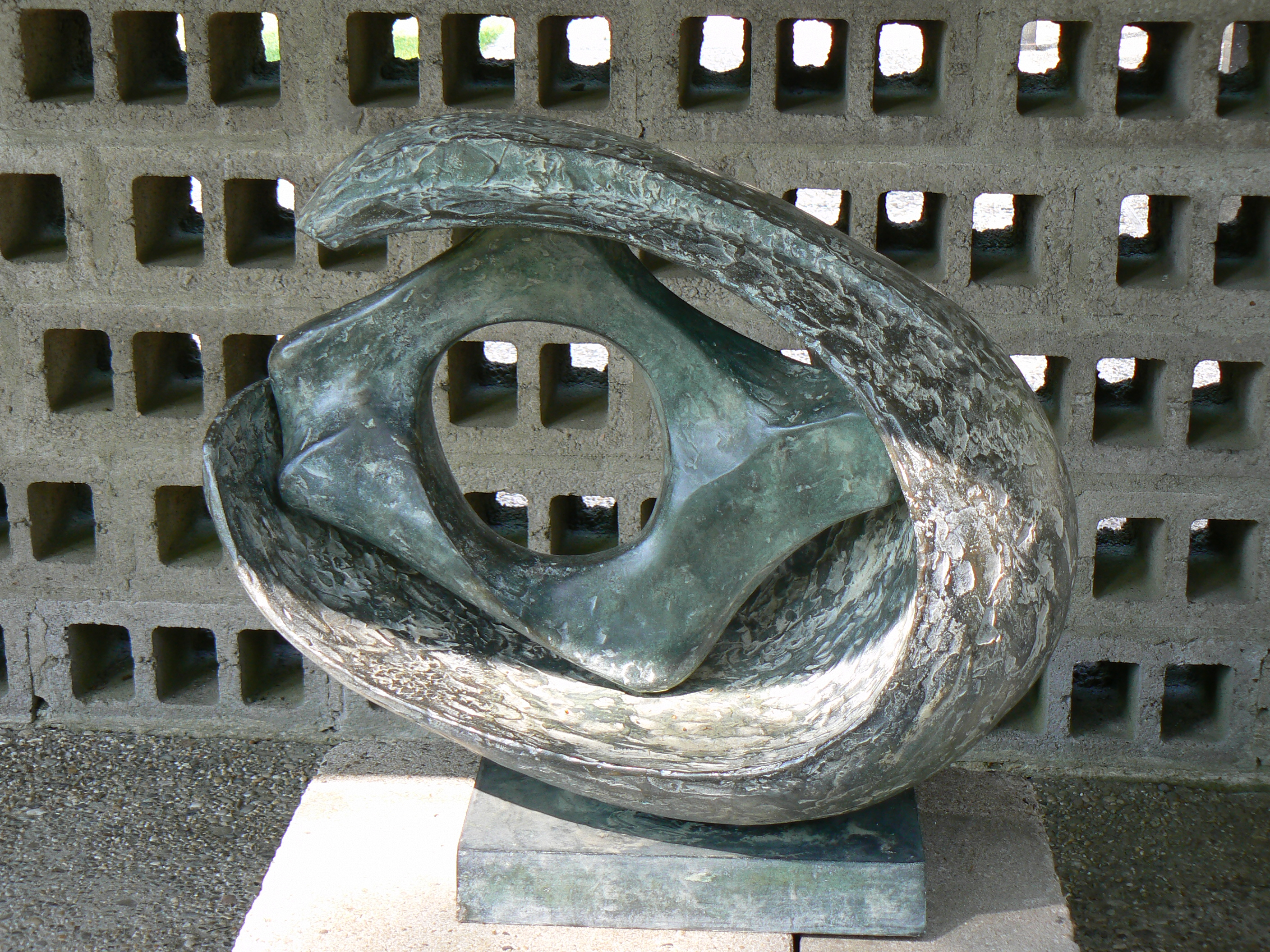
Barbara Hepworth, Curved form with inner form (Anima), 1959

### Ingang

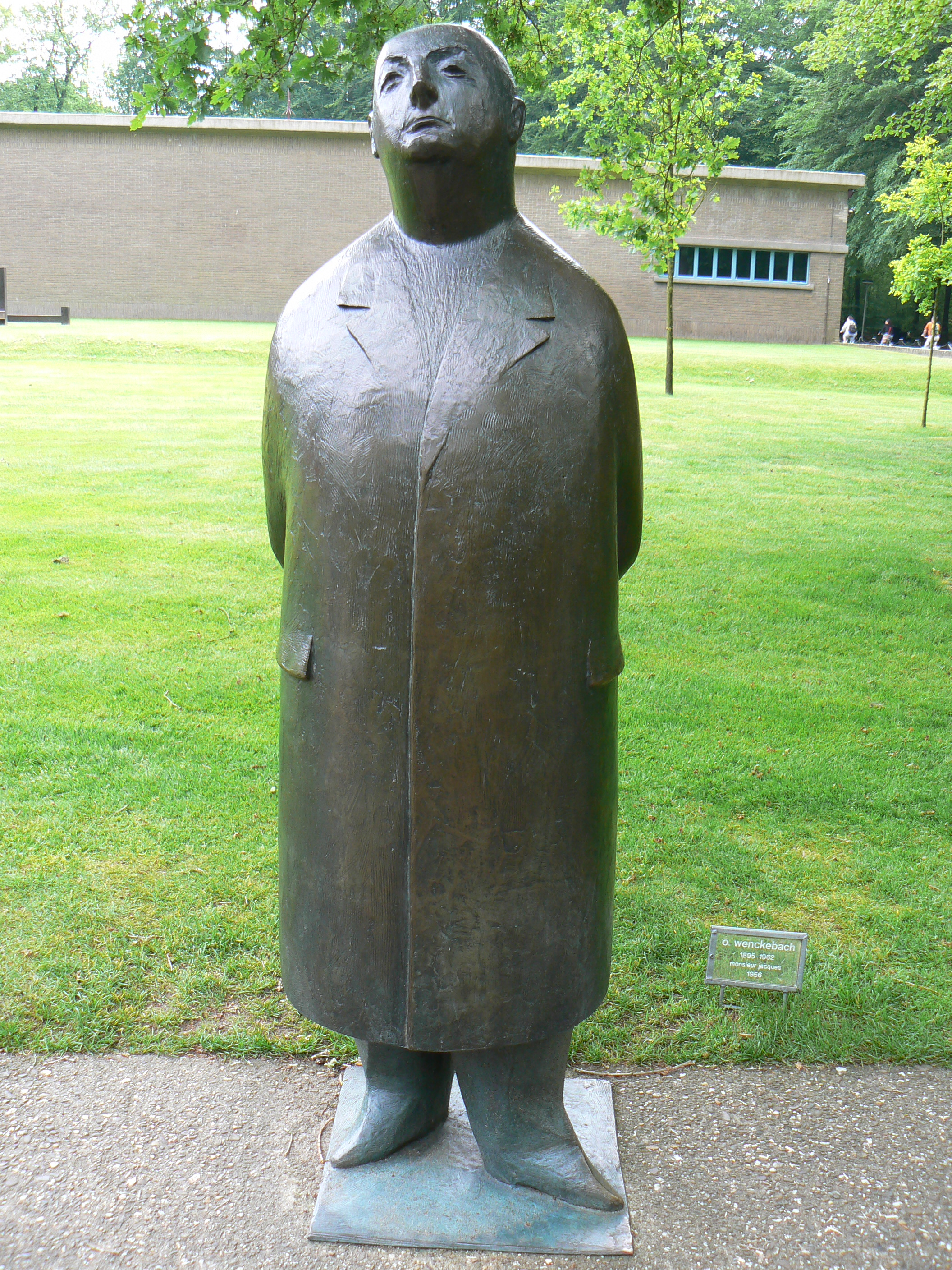
Oswald Wenckebach, Monsieur Jacques, 1955
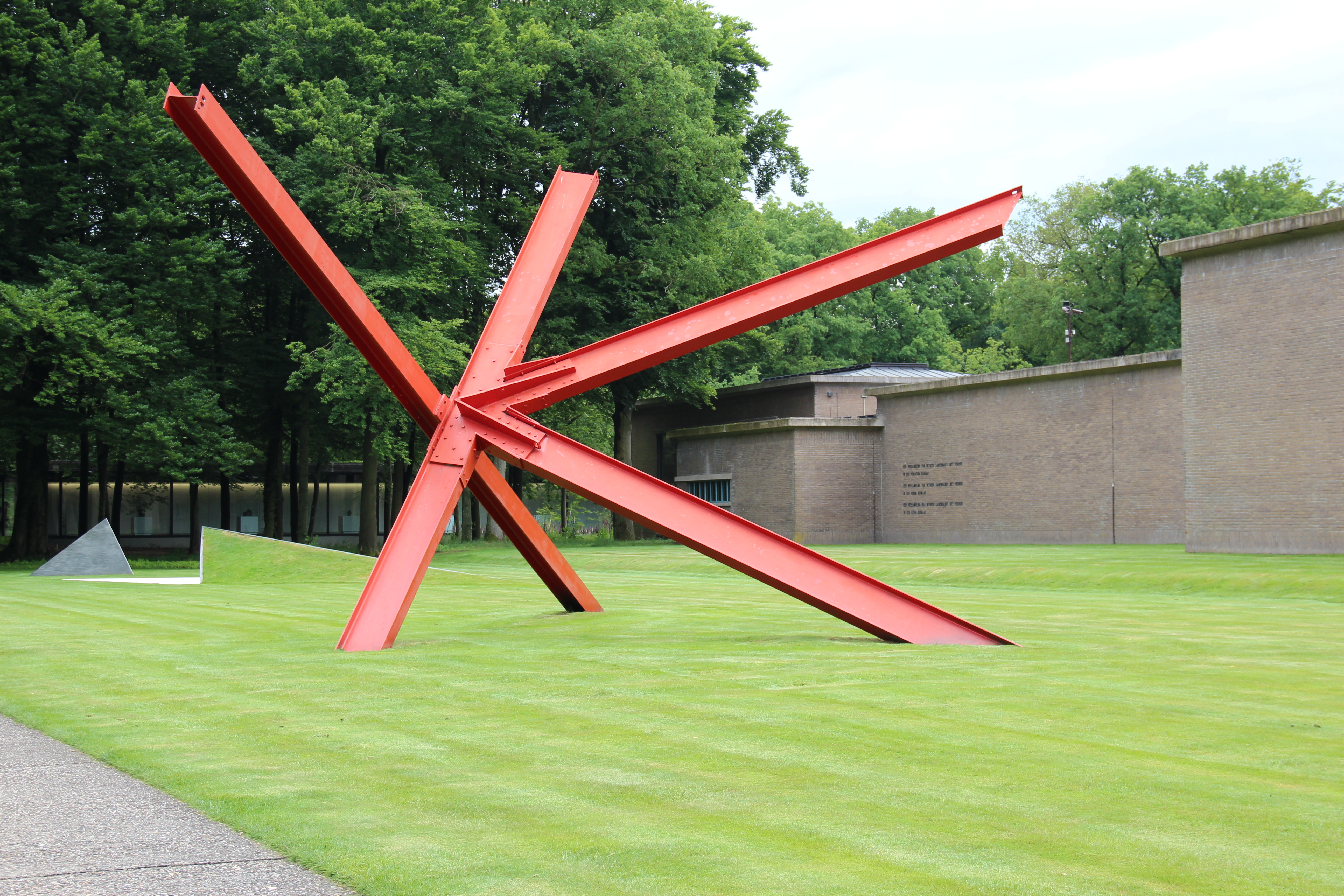
Mark di Suvero, K-piece, 1972
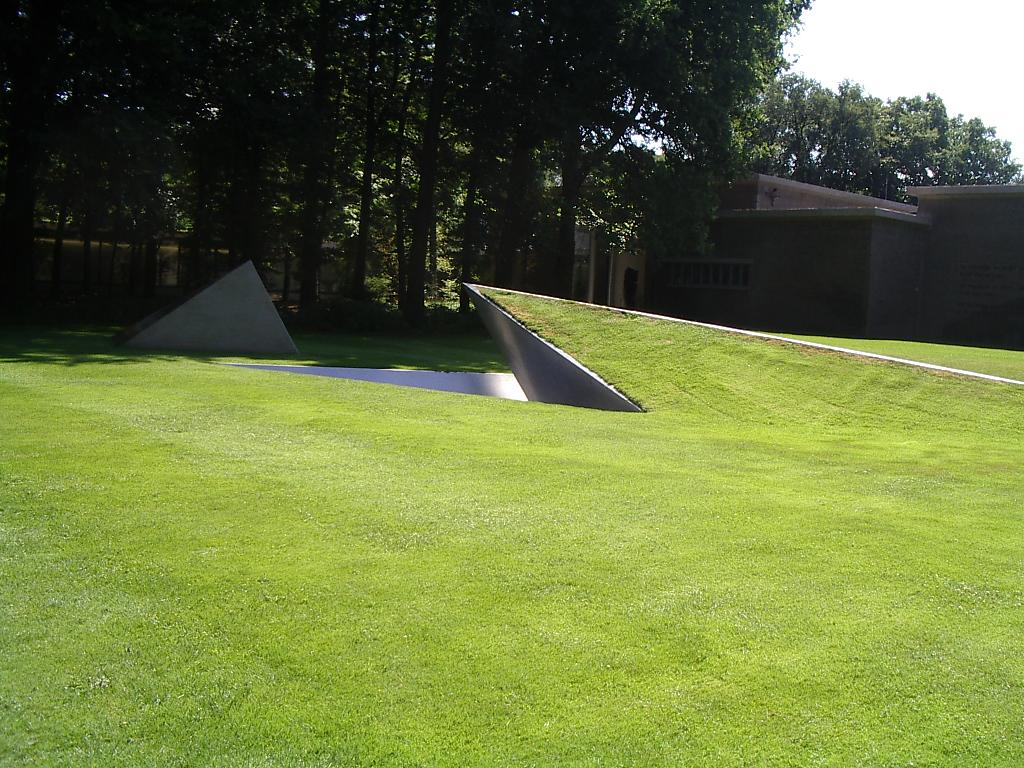
Piet Slegers, Landschaps-Zonneproject, 1979
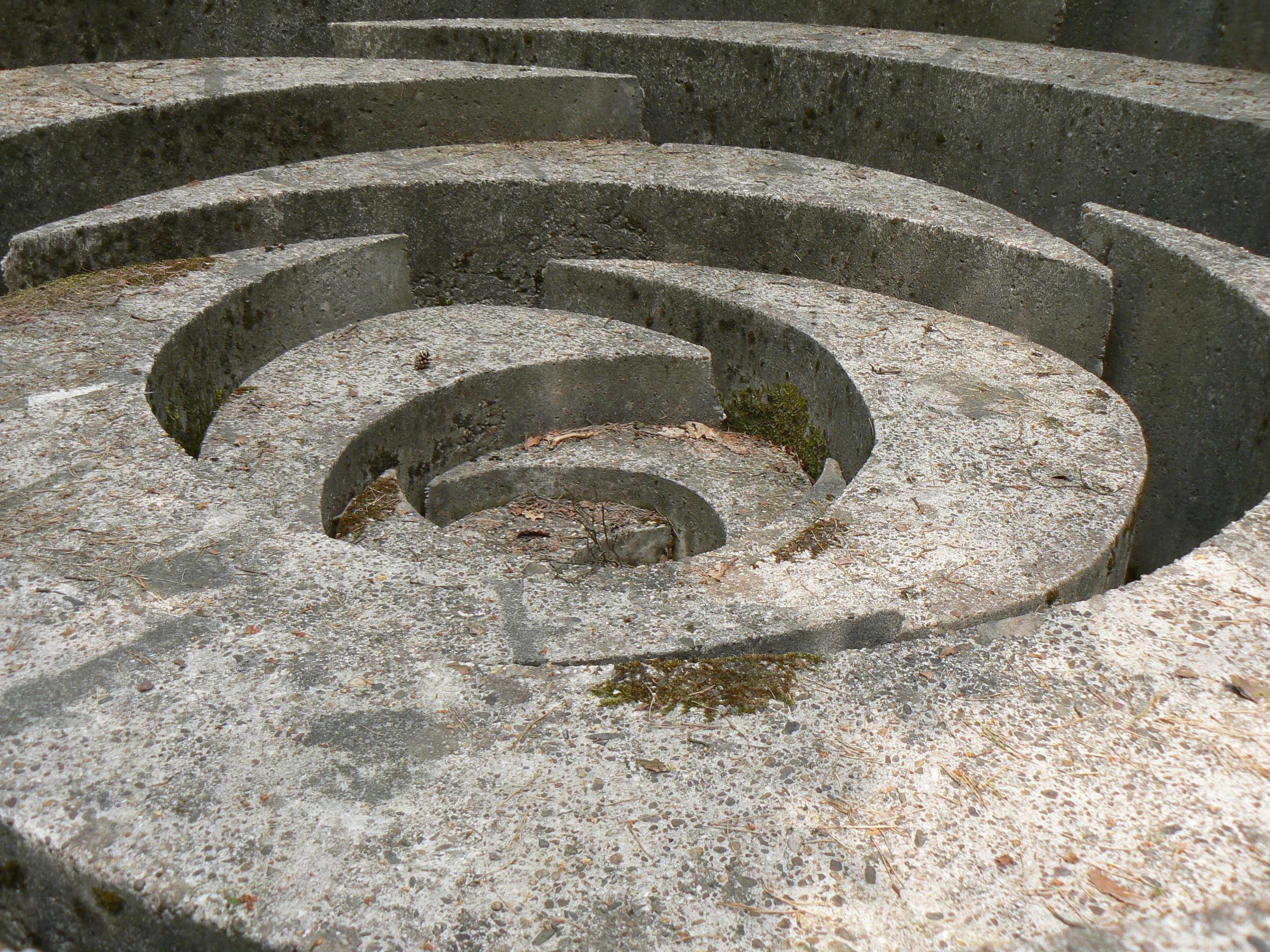
Sjoerd Buisman, Phyllotaxis
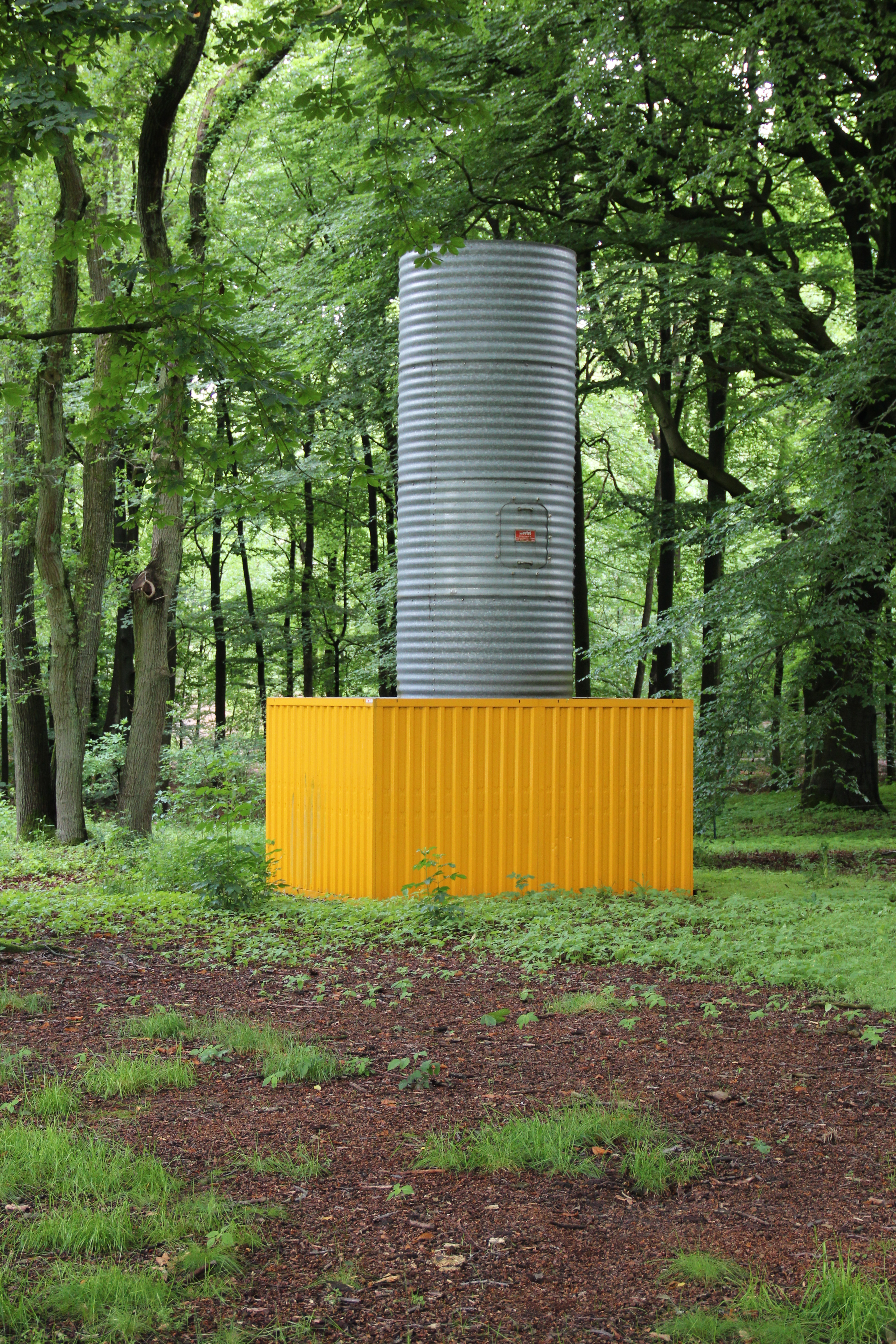
Bertrand Lavier, Privé sur mobi, 1986
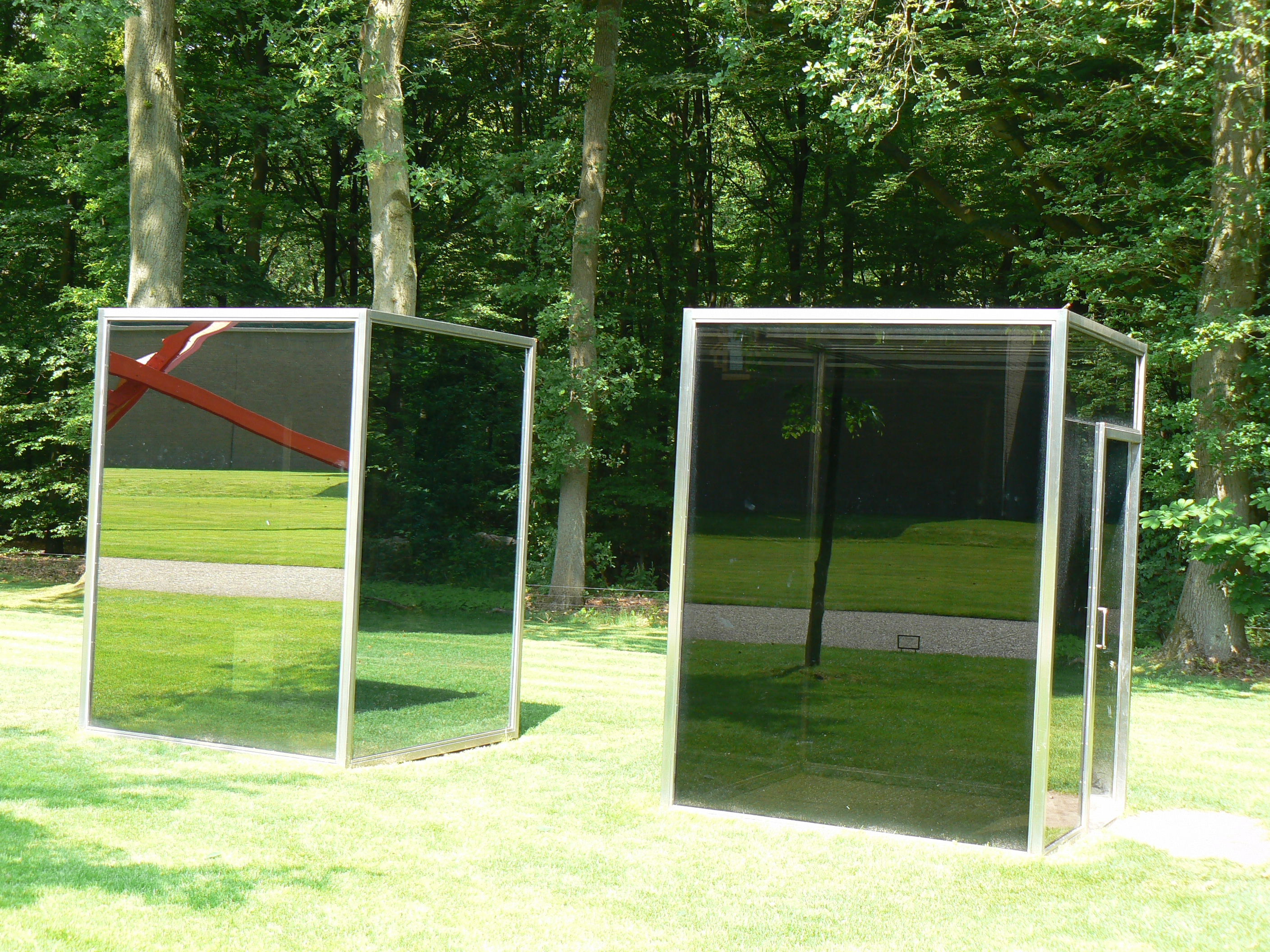
Dan Graham, Two adjacent pavilions, 1978-2001
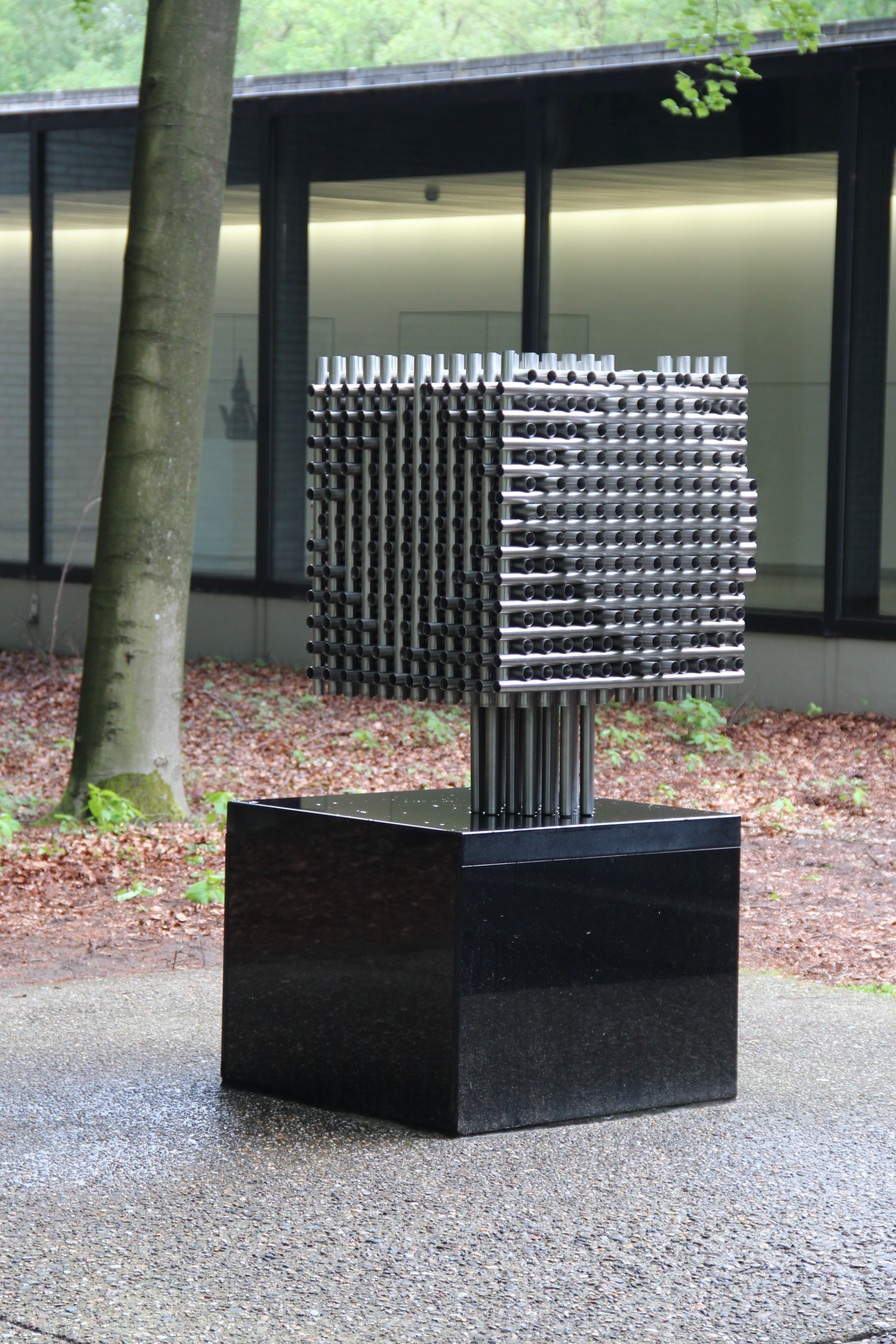
André Volten, Kubische constructie, 1968
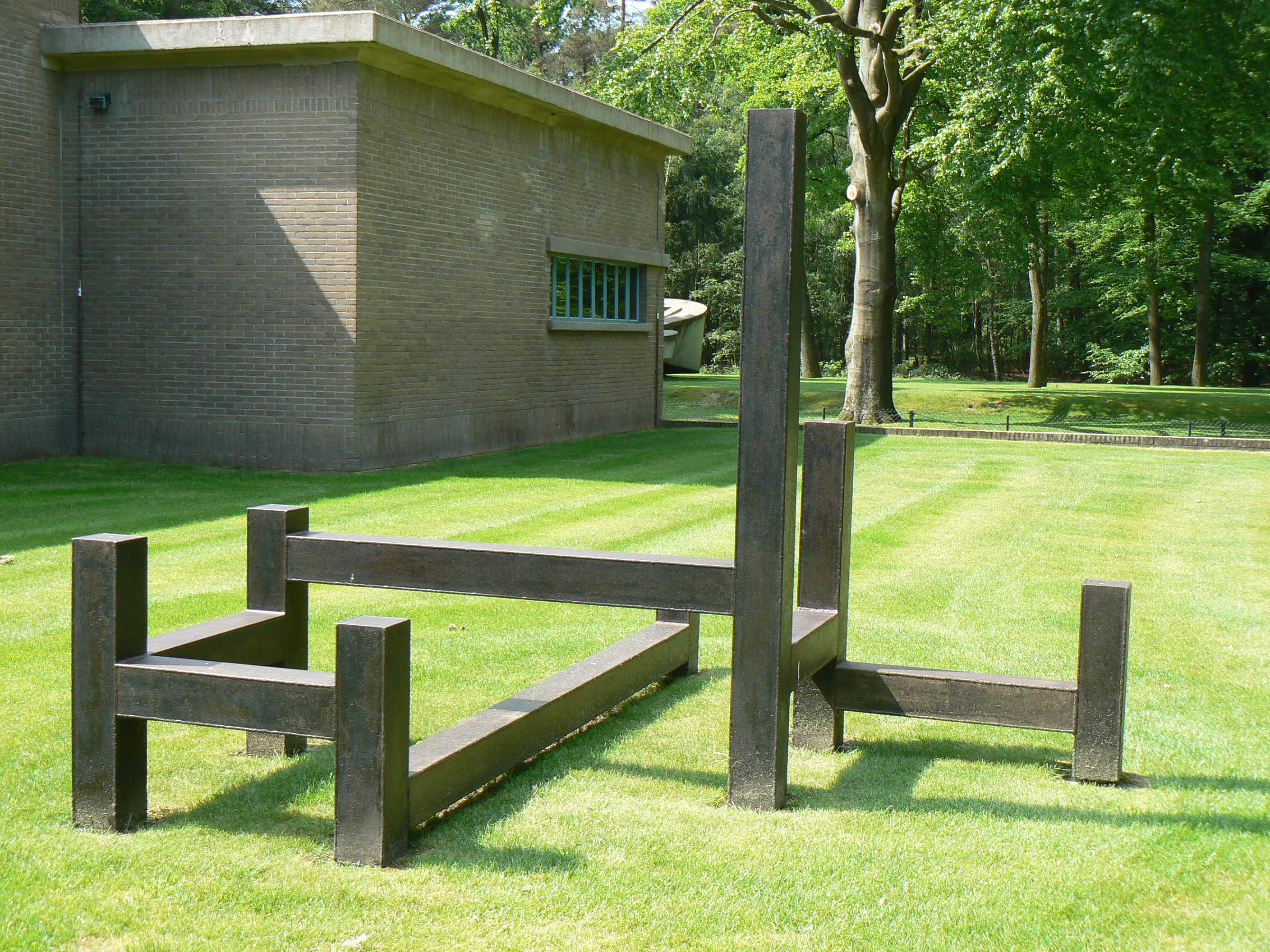
Carel Visser, Grote Auschwitz, 1967
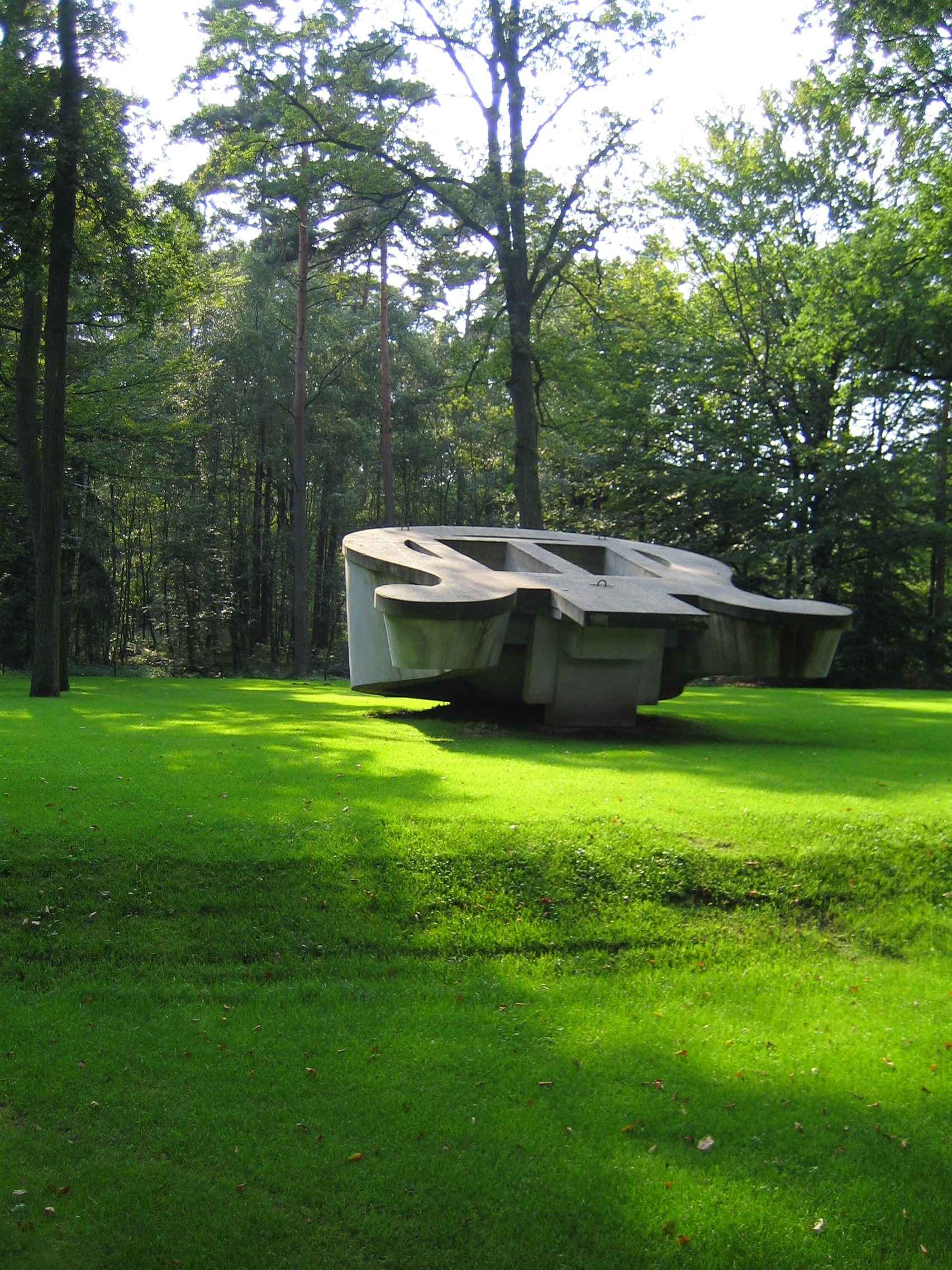
Huang Yong Ping, The overturned tomb, 1994

### Pampelse Zand

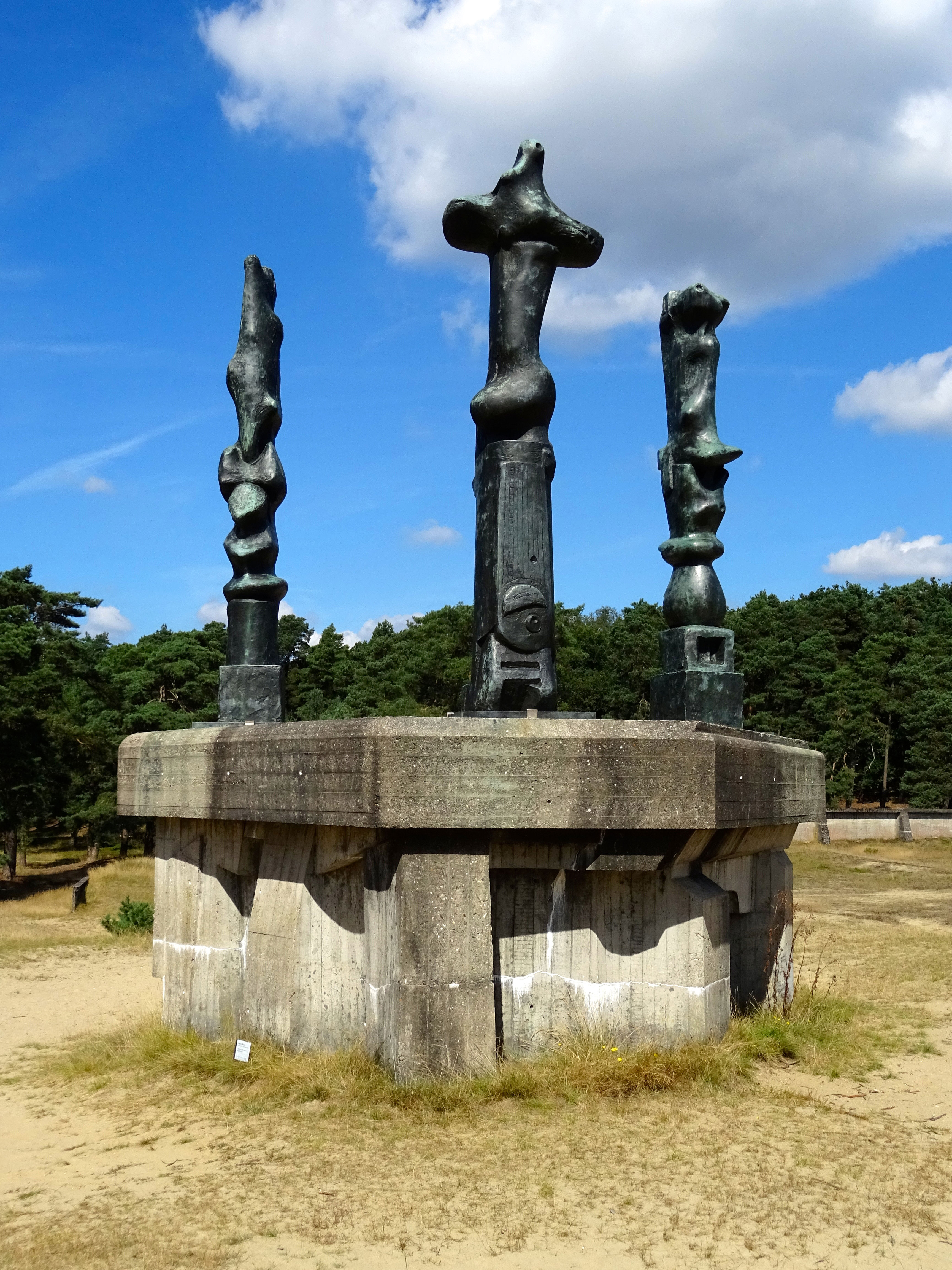
Henry Moore, Three Upright Motives, 1955-1956